# 通勤形車両 (鉄道)
通勤形車両（つうきんがたしゃりょう）とは、通勤・通学者を主な乗客と想定し、近距離列車のうち大量輸送に最適化された接客設備と走行性能を有する鉄道車両を指す用語である。
本来は日本国有鉄道（国鉄）・JRが定めた車両区分の一種であるが、国鉄・JR以外においても同種の用途である車両のことを通勤形車両と称する場合があり、当項目ではそれを含めて解説する。

## 概要

### 特徴
| JR西日本321系の側面（左）と室内（右）。通勤形車両は多くの利用客が乗車できるように乗降性を重視した設計となっている。  |  | JR西日本321系の側面（左）と室内（右）。通勤形車両は多くの利用客が乗車できるように乗降性を重視した設計となっている。 |
| JR西日本321系の側面（左）と室内（右）。 通勤形車両は多くの利用客が乗車できるように乗降性を重視した設計となっている。 |  | |

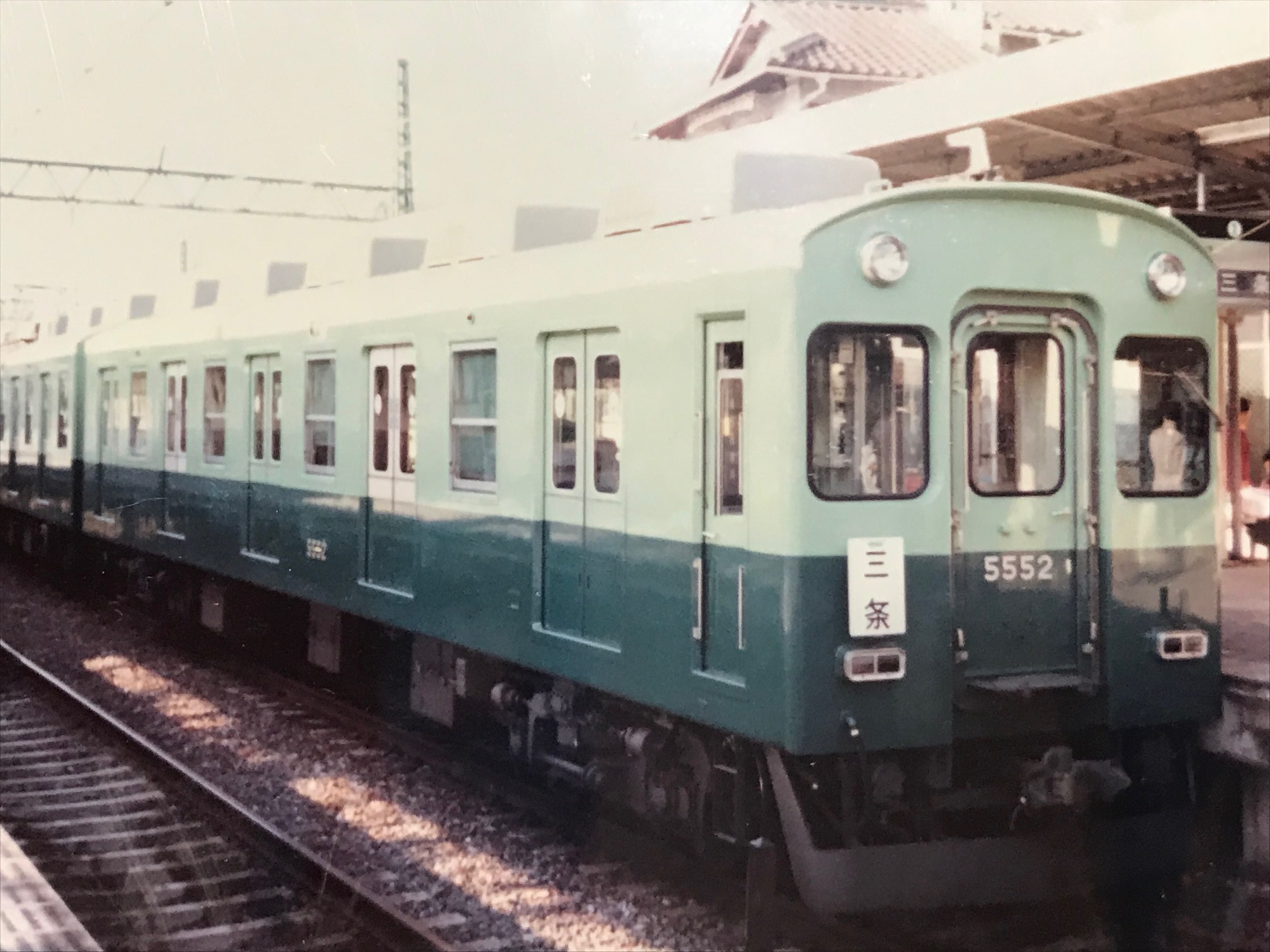
全車片側5ドアとし、乗降性を向上させた京阪5000系電車（旧塗装）

日本の鉄道における一般的な特徴として、車内のほとんどがロングシートで、多数のつり革を設置しており、座席数よりも立席面積の確保を優先してラッシュ輸送に対応している傾向がある。ドア数も片側3ドアや4ドアを基本とし、なかには5ドアや6ドアのバリエーションもあるが、いずれも乗降性を重視した設計となっている。

### 定義
狭義では通勤用に特化した車両であるが、優等列車（特に特別急行列車）専用以外の車両を指す場合もある。

#### 日本国有鉄道・JR
国鉄では明確に規定されており、車両規定によれば「客室に出入り口を有し、縦型座席（いわゆるロングシート）を備え、通勤輸送に適した性能を有する車両形式のもの」とされている。
国鉄では、1944年に登場した63系以降の片側4ドア形電車を「通勤形電車」として規定しており（例外的に3ドア車もあった）、3ドアでクロスシートを装備した近郊形車両とは設備・性能とも区別されていたが、JR移行後は両者の区分が曖昧となり、このカテゴリー分けは崩れつつある。
気動車では片側3ドアでロングシートを装備するキハ35系やJR北海道キハ201系が通勤形として製作されているが、国鉄時代の特急形・急行形以外の普通列車用気動車は明確な分類がなく、どの形式がどの分類に属するか文献により相違がみられたため、形の上では通勤形・近郊形と謳った車両であっても一般形の概念に含まれるものとされている。その他にも元準急用キハ55系の旧一等車や、急行形キハ58系をオールロングシート化した車両も過去に存在した。気動車では国鉄時代の液体式気動車は特急形を除いて互換性が重視されており、実際の運用では特急形を除く気動車との混結も少なくはなく、電車と異なり車種による運用の区別は明確ではなかった。
10系以前の客車（旧型客車）については車両上の区分を厳密に定めていないが、戦後の車両不足の時期に対処する形で製作された戦災復旧車である70系は実質的な通勤形客車であり、室内はロングシートで必要最小限の設備を設けた程度である。その車内設備の悪さから本来の旅客車の増備につれて早い内に荷物車などに改造され、後に救援車などの事業用車に再改造された。後に旧二等車や鋼体化改造車である60系の一部で通勤形化改造と称するロングシート化した車両もあったが、日本の客車において通勤形は普及していない。これは国鉄の客車に対する考え方にもよるが、客車の新車の投入は長距離列車で使用することが多く、優等列車が優先されていたことや動力集中方式は運転時分の短縮が難しいこと、動力近代化計画の取り組みでは静粛性が追求される夜行列車用を除いて動力分散方式又は全電動車方式を推進していたことから普通列車用の客車の製造に消極的だったことなどが挙げられる。国鉄が最後に製造した客車である50系は通勤輸送を主目的としているが、地方での実情を反映して室内はセミクロスシートとしたため、通勤形として製造した場合、前述の通りロングシートが原則であったため、「通勤形でも近郊形でもない」車両であることから一般形に分類していた。
広義では通勤輸送のために開発された車両を意味し、前述の50系客車はもとより、新幹線電車であるE1系とE4系、ライナー列車向けの近郊形電車である215系といった2階建車両も通勤輸送のために開発されており、これらも通勤形に含まれる概念となる。
鉄道車両の形式は新性能電車について、国鉄時代は車両形式区分の第2位（十の位）の数字が原則として「0」が通勤形に割り当てられていたが、JR化後はそれ以外の数字も使われている。北海道旅客鉄道（JR北海道）では「3」を通勤形としつつある。西日本旅客鉄道（JR西日本）では2005年（平成17年）度以降に新製された普通列車用の車両については車両形式区分の第2位（十の位）の数字「0 - 3、5、6」を通勤形及び近郊形としたが、2017年（平成29年）時点では321系、323系のみの使用に留まっており、実際のところは車両形式区分の第1位（一の位）の数字「3」を通勤形としつつある。
民営化後の特徴として、地方都市で運用されていたセミクロスシートの近郊形車両をロングシートの通勤形車両に置き換えるケースが増えている。これはセミクロスシート3〜4両編成の近郊形車両をロングシート2〜3両編成の通勤形車両に置き換えることで、所要車両数削減による導入・固定経費減少を図る狙いがある。

#### 私鉄
私鉄においても大手・準大手私鉄では通勤形の概念こそあるものの、国鉄・JRのように事業者はもとより国土交通省や日本民営鉄道協会でもそこまで明確な規定はしていない。単に「乗車券のみで乗車できる車両」として解釈されている事例があり、必ずしも通勤形=ロングシートとは限らない。これは私鉄には近郊形の概念が存在しないため、料金不要の（セミ）クロスシート車両も含まれる概念となっている。
名古屋鉄道の6000系はロングシートでは閑散時の長距離利用者にとってサービス低下が懸念されるため、元々は小型固定クロスシートとしたが、名鉄社内では通勤形と位置付けている。これは、通勤車でもクロスシートが必要となったためである。
西日本鉄道の3000形は急行列車へ使用することも前提にセミ転換クロスシートとしたため、急行用車両に分類されることもあるが、実際の運用では普通列車にも充当されており、600・700形の置き換えも併せ持つため、通勤形としても分類されている。
近畿日本鉄道の5800系・西武鉄道40000系等のようなデュアルシート車も通勤形の一種として扱われることがある。
国鉄・JRが定義した通勤形の区分に近い事例としては、京阪電気鉄道ではロングシート車両をクラス3と位置付け、「シティ・コミューター」と呼称している。

## 通勤形車両の発達

### 初期の通勤形車両
明治時代中期に鉄道が大衆化すると、長距離の移動のみならず、短距離の通勤・通学にも利用されるようになった。東京などの大都市では特にその傾向は顕著であった。その時代の中でも1895年に京都に初登場した電車は、都市部を中心に各地で運転されるようになるが、徐々に大型化し、1910年頃には15m級のボギー車が出現していた。
当時の鉄道車両は（長距離用鉄道車両は現在でも）、車体の一端1か所または両端の2か所にドアを設置しているのが普通であった。しかし、これではドア付近に乗客が固まりがちで、混雑時には円滑な乗降が困難であった。
日本でも、明治時代末の大都市ではすでに2ドア電車ではラッシュ時の乗客を捌けきれなくなりつつあった。大正時代の始めから、国鉄（当時鉄道院）や主要私鉄の電車に車体中央にもドアを設けた3ドア電車が出現する。東京市（現・東京都交通局）や大阪市の路面電車も、大正中期以降3ドア化が進展した。
そして、電車の大型化（最大17m級）が進んだ大正時代末期以降は、ほとんどの私鉄が通勤輸送向けに3ドア電車を用いるようになった。

#### 自動ドア
初期の電車のドアは手動式で、駅では駅員がいちいち戸締まりの見回りをしてから発車しなければならなかった。
空気圧で作動する遠隔操作式の自動ドアはアメリカなどで早くから導入されていたが、日本でも大正時代末からテストが始まり、1926年に国鉄（当時の鉄道省）が正式採用した。以後、大手私鉄にも普及する。
また、開けっ放しでは電車が走れない仕組みになっていた自動ドアの導入は、安全性向上と客扱いの迅速化に大きく貢献した。

### 4ドア電車の登場
初期の電車は木造車体であったが、1923年（大正12年）12月に神戸市電が骨組みは木造だが外板を鋼鉄製にしたセミ鋼鉄製の車体を登場してからはセミ鋼鉄製車体に移行、電車はより大型化していく。
全鋼鉄製電車が普及する1929年（昭和4年）以降、鉄道省や南海鉄道、大阪電気軌道などには20 - 21 m級の電車が出現するが、電車の客用ドア数は片側3ドアが最大であった。
ドア数を増やせば座席は減少するが、客扱い能力が高まる。戦時体制下において軍需要員の輸送需要が高まると、遂に4ドア電車が登場した。
太平洋戦争中の1942年（昭和17年）に鶴見臨港鉄道が新潟鐵工所に発注したサハ220形・260形各2両が日本初の4ドア電車である。この電車は鶴見臨港鉄道が鉄道省に戦時買収された翌1943年（昭和18年）になってから使用が開始された。全長17 mとそれほど大きくないため、側面はまるでドアばかりであった。同年、鉄道省は関西地区で用いられていた20 m級2ドア電車のモハ43形を4ドア化改造して通勤対応型とした。これがモハ64形（後のクモハ31形）で、国鉄初の本格的な4ドア電車となった。

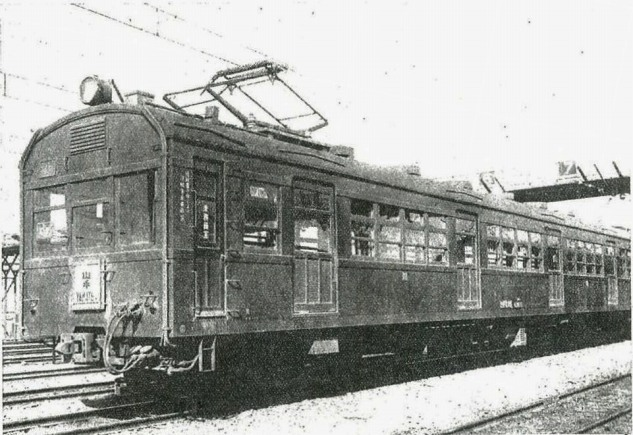
国鉄63系電車

鉄道省は、さらに1944年（昭和19年）に徹底して簡素化された設計の戦時形通勤電車63系を開発した。この形式は工作や材質は粗悪であったが、単純化された20m車体に片側4ドアを採用し、ラッシュ時の客扱い能力に卓越した性能を示した。結局、戦後混乱期を通して量産され、京浜東北線桜木町事故直前の1951年（昭和26年）3月までに700両近くが就役した。

### 4ドア電車の普及と運輸省規格形電車
太平洋戦争終結時点で、国鉄・私鉄を問わず戦災被害によって喪失した電車は膨大な両数に達した。また、残存した車両も戦後の混乱した情勢下での恒常的ラッシュ輸送に酷使され、十分な保守を受けられない状態で消耗し、多数が使用不能に陥った。この結果、全国の国鉄・私鉄が車両不足に悩むことになった。だが、慢性的な資材不足の情勢では新車投入もままならなかった。
このような危機的情勢下、国鉄は前述の63系を大量生産して急場を凌ぎ、また一部の大手私鉄も同系列を緊急導入して輸送力確保に当たった。この結果、4ドア電車の輸送能力が認識され、後において広く踏襲される根元となった（詳細は国鉄63系電車の項を参照）。しかし、同系列は非常に大型であり、線路規格の低い鉄道では使用不可能であった。また、同系列の性能が条件に合わないという路線も少なくなかった。
そこで、運輸省は1947年（昭和22年）に電車の標準規格を制定し、この基準に沿った電車は優先的に新規製造を許可するという方針を採った。この結果、製造された電車は「運輸省規格形電車」と呼ばれている。その中でも大量に製造された例としては、東京急行電鉄のデハ3700形、名古屋鉄道の3800系、近畿日本鉄道の600系などが挙げられる。他にも主要私鉄では京成電鉄、京阪神急行電鉄（現・阪急電鉄および京阪電気鉄道）、山陽電気鉄道、西日本鉄道などが導入しており、地方の中小私鉄でも導入例がある。
運輸省規格形電車は、鉄道会社のニーズに合わせて複数の規格が制定され製造された。部材の規格化・電装部品や台車の標準化などが図られたものの、実際には各鉄道会社の在来規格に合わせるよう個別に修正の上製造されており、規格統一はあまり実現できなかったと言われる。
この系統に属する電車は、1954年（昭和29年）まで大量に製造され、輸送力確保の役割を果たした。

### 高性能通勤電車と通勤形気動車の登場
国鉄の高性能通勤電車は1957年（昭和32年）登場の101系から始まった。同系列は中央線快速電車と城東線・西成線（現・大阪環状線・桜島線 (ゆめ咲線)）に投入、全電動車方式で高加・減速、高速走行を目指したが、金銭的・技術的な問題から6M4Tの編成を組まざるを得なくなり、構想は挫折した。その後はモーター出力を上げ、MT比1:1を基準とする103系が1963年（昭和38年）に山手線へ登場し、この系列が山手線を皮切りに首都圏各地に順次大量投入され、国鉄の標準車両となってゆく。関西圏も1968年（昭和43年）10月のヨンサントオ改正から阪和線を皮切りに103系の運行が順次開始されるようになった。
乗客の乗り心地の向上についても考えられるようになり、101系では車内に扇風機が標準装備され、クハ79後期型にあった乗務員室への通風装置も取り付けられた。空気バネ台車も試験され、1966年（昭和41年）10月に7両4編成28両の運行が開始された301系で実用化されている。301系は地下鉄東西線乗り入れ専用の車両で、アルミ車体、シールドビーム窓下2灯、ユニット窓など、当時の国鉄通勤形では初の試みばかりの意欲的な車両だったが、製造コストが高かったため、増備は1969年（昭和44年）製造の28両と合わせた56両のみで終わり、その後の新造は103系に戻された。
多段制御も試験され、1970年（昭和45年）11月に登場した103系1000番台で初めて実用化され、翌1971年4月に地下鉄9号線（→千代田線）への乗り入れ路線として開業した常磐緩行線にて運行されるようになった。
ただし、103系でも中期車以降はシールドビームが採用され、ユニット窓も取り入れられている。また、1974年（昭和49年）2月から踏切障害事故対策として運転台の高さを高くした先頭車も出現している。
大都市圏の非電化線区における通勤輸送用に国鉄初の通勤形気動車として外吊りドアを採用したキハ35系が1961年（昭和36年）10月から1967年（昭和42年）3月にかけて関西本線等へ製造された。キハ35系には押し込み式通風器を装備した寒地向けの500番台や、ステンレス車体の試作車900番台なども存在した。
103系の構造は通勤用車両としては上出来なもので、私鉄各社も全電動車方式からMT1:1方式へ転換を進め、その後の主流となっていった。ただし、一部の路線では「駅間が極端に短い」や「ダイヤが過密すぎる」、「山岳区間も走行する必要がある」などの理由で加速に重点を置いた全電動車方式の車両を製造し続けた。これは、T車を連結しても十分な加速力を発揮できるモーターが開発される1990年代頃まで存在したが、現在では京阪電気鉄道の800系、阪神電気鉄道の5500系、南海電気鉄道の2000系など少数が残る。
また、この時期に大手私鉄以外にも一部の中小私鉄が新性能通勤電車を投入している。特筆される車両としては、1958年に登場し、地方私鉄における新性能通勤電車の先達となった伊予鉄道の600系や、自社長沼工場で内製された静岡鉄道のクモハ100形（1961年登場）、そして20m車体と片側4箇所の乗降扉を持つ本格的な通勤形電車として登場した長野電鉄のOSカー(Officemen&Students Car)（1966年登場）が挙げられる。
それまで、通勤電車の冷房化は扉数が多いこと、扉開閉頻度の高さから効果が疑問視され、名古屋鉄道の5500系など、前述の条件がある程度緩いかつ優等列車での使用が中心だった車両に限られていた。しかし、1960年代末期になると、京王帝都電鉄（現・京王電鉄）の初代5000系に端を発したロングシート通勤車両の冷房化が首都圏・関西圏の大手私鉄から順次開始され、103系も中期以降になると冷房装置を搭載して新製されるようになるとともに、既存車への搭載改造も行われるようになり、室内環境はさらに改善が進むことになる。

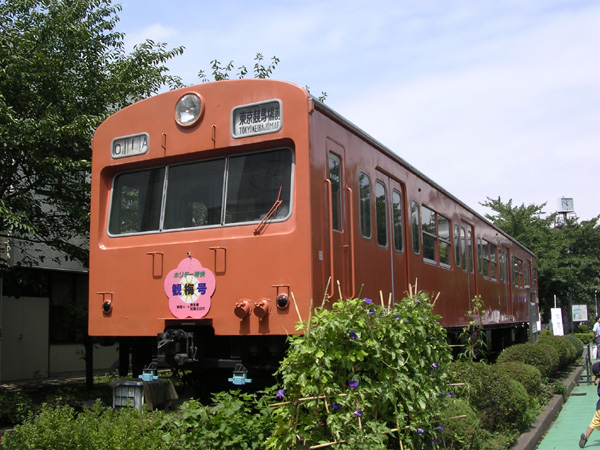
国鉄101系
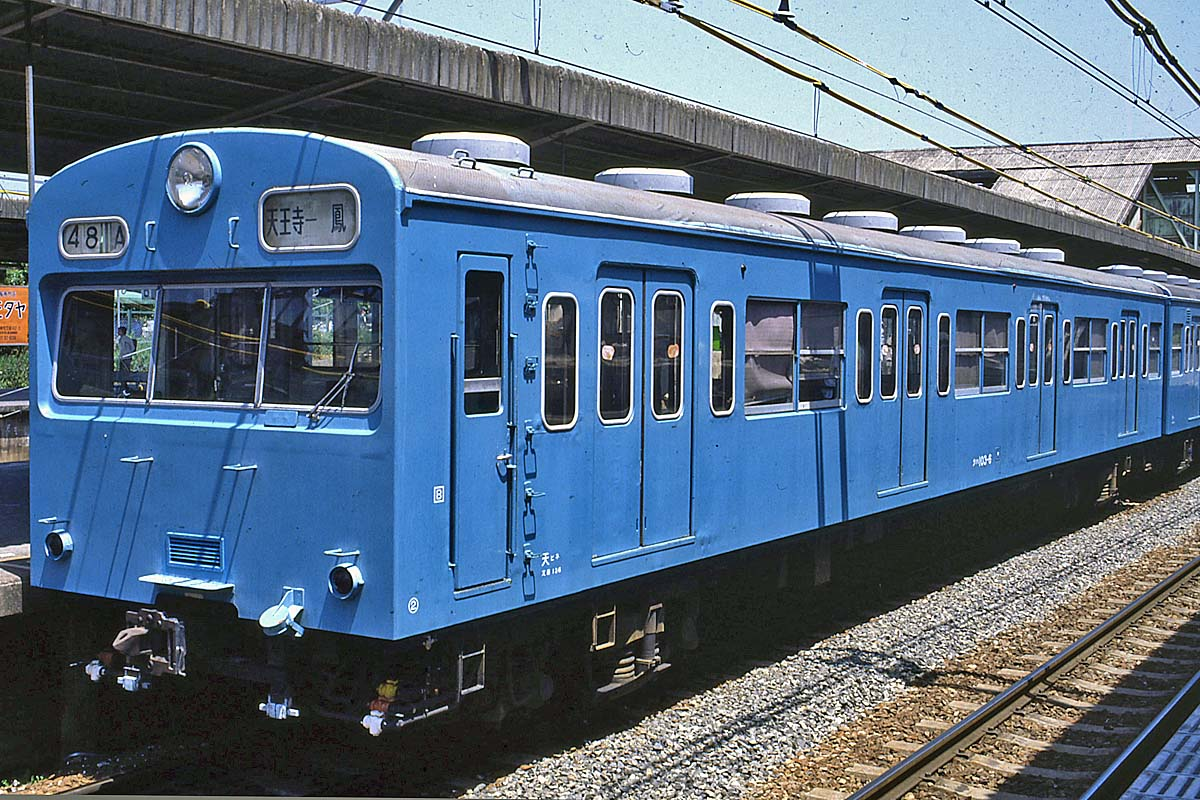
国鉄103系
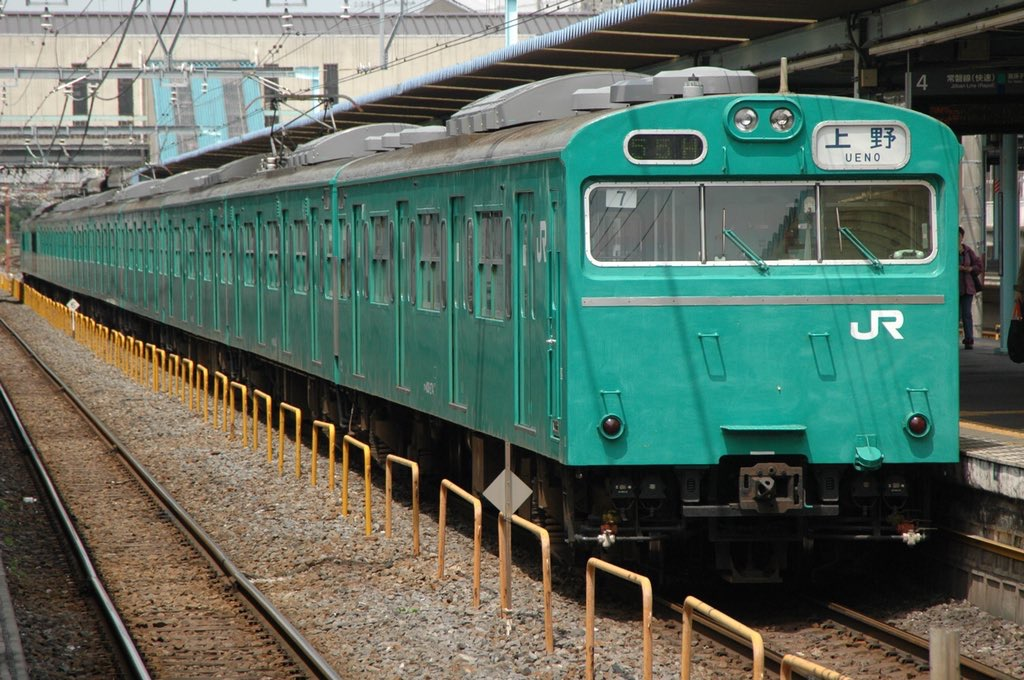
国鉄103系（高運転台車）
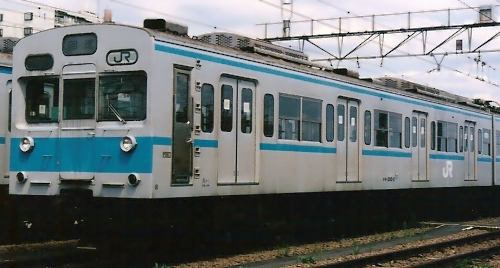
アルミ車体を導入した国鉄301系
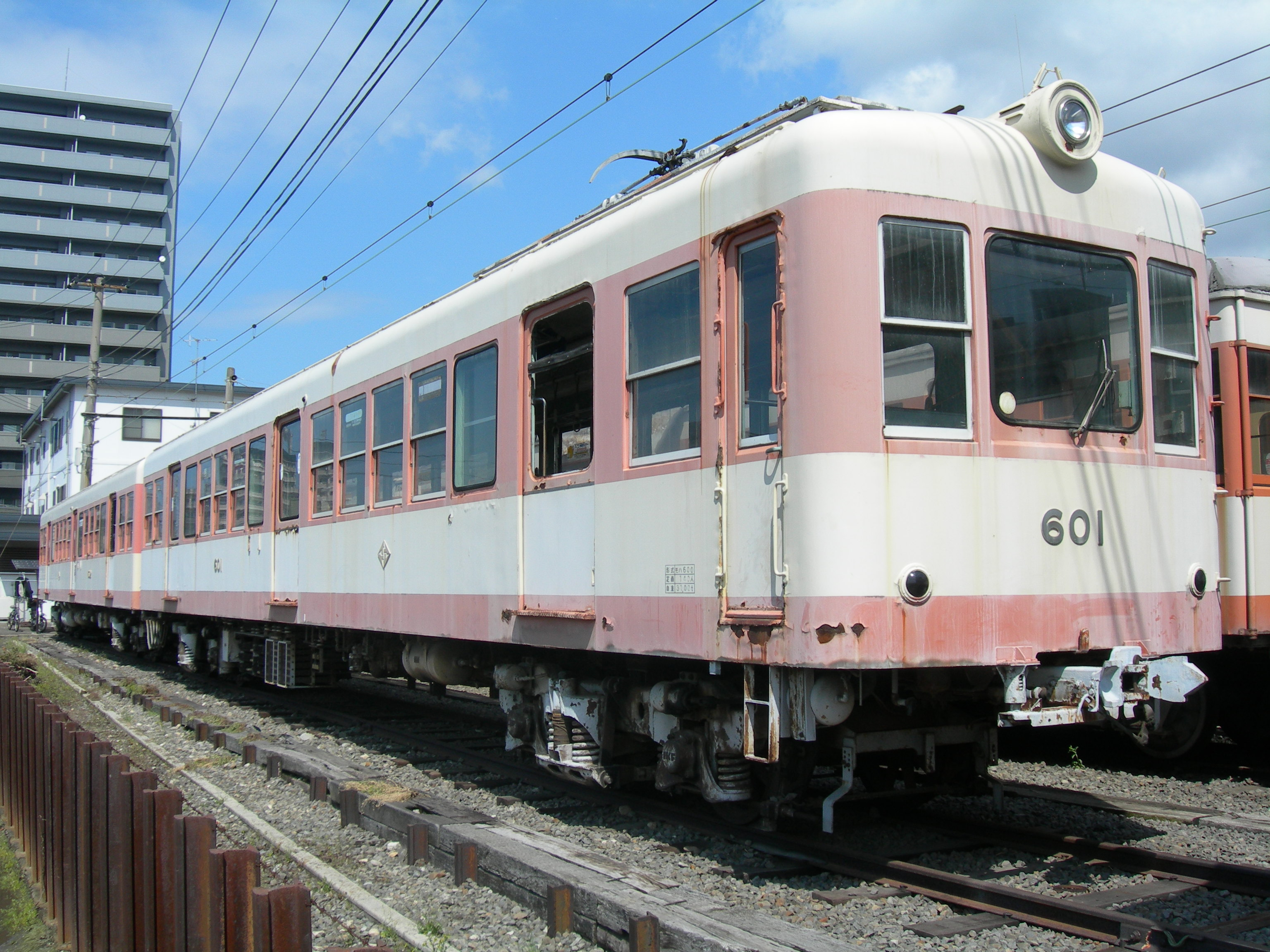
伊予鉄道600系
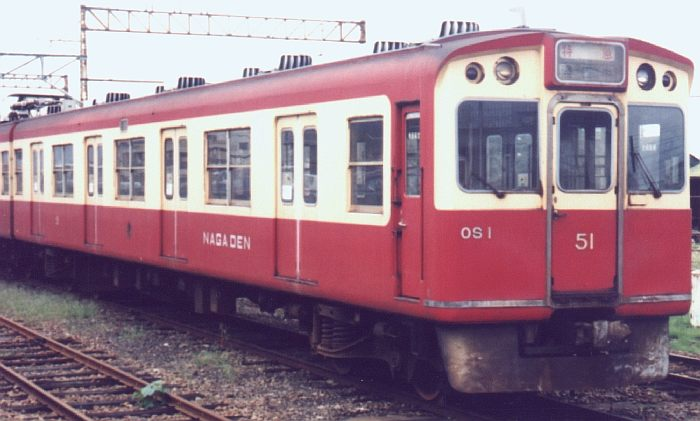
長野電鉄0系
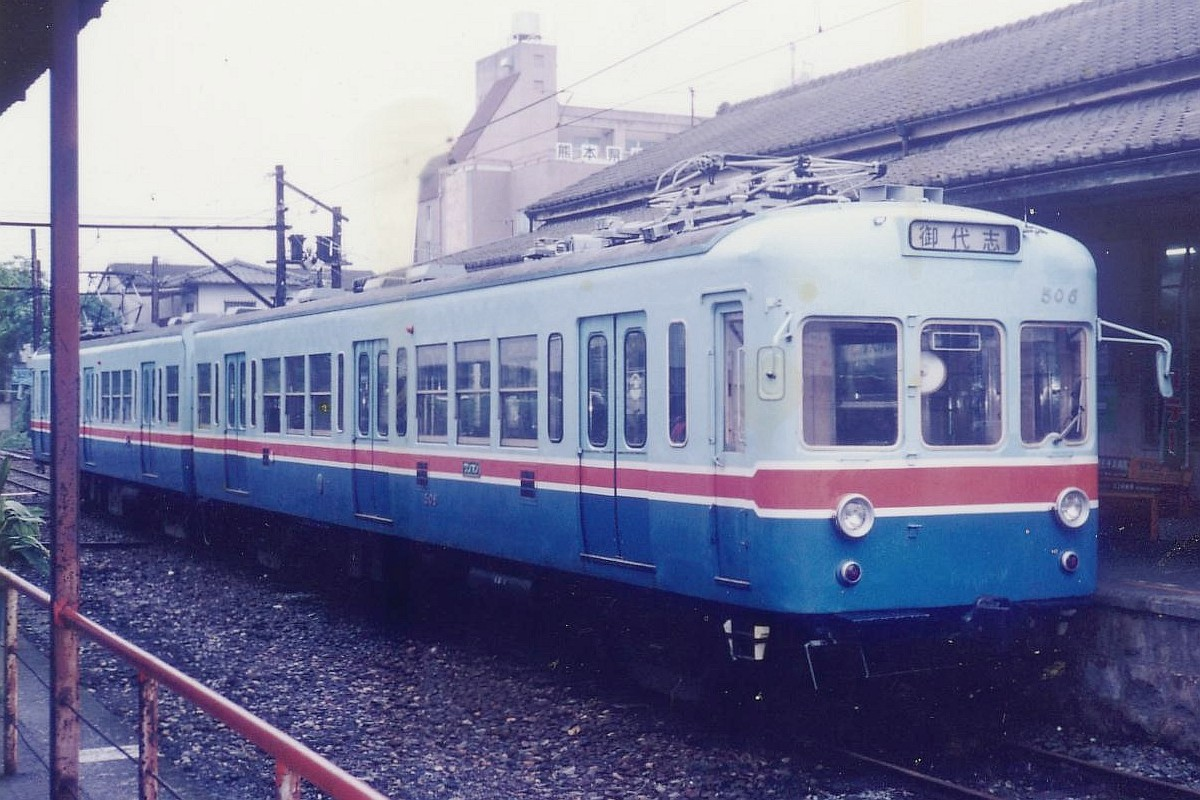
静岡鉄道クモハ100形（譲渡後の姿）
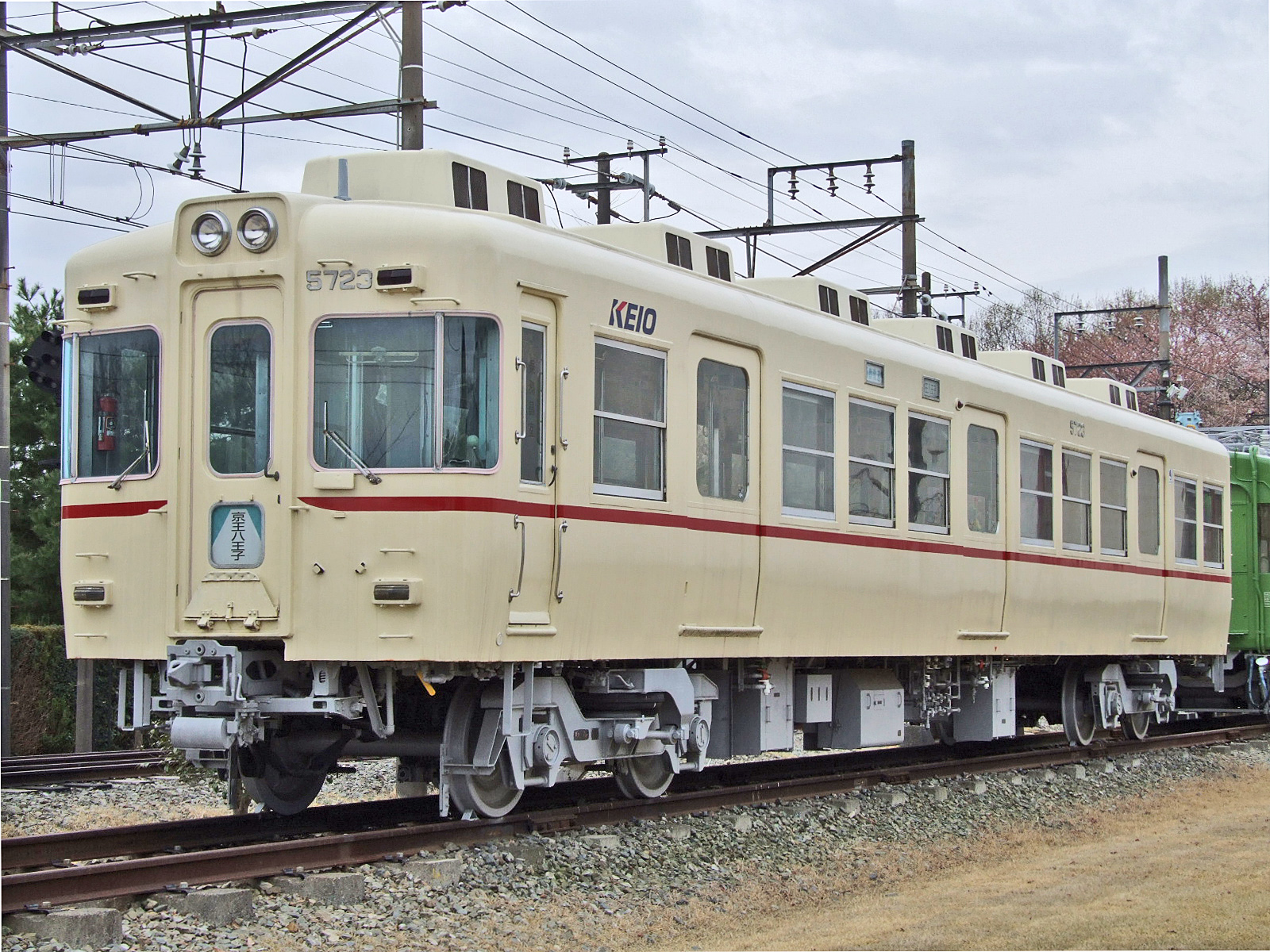
京王帝都電鉄5000系（初代）

### 新性能第二世代
国鉄では車種統一という観点から103系を製造し続けていたが、アコモデーションの陳腐化や、省エネルギーへの対応も急務となり、1979年（昭和54年）8月にそれらを解決した201系が中央線快速電車向けに製造されることになる。同系列は電機子チョッパ制御が採用され、車内も座席に着席区分が設けられ、内装を緑系からクリーム系の化粧板にするなど一新された。側面ドアは子供が挟まれるのを防ぐために小型化され、前面は窓、ライト周りを黒色ジンカート処理にし、窓配置も工夫するなど、外観のイメージアップも図られた車両だった。この車両は好評で、1982年（昭和57年）3月に車体をアルミ製とした地下鉄千代田線乗り入れ向けの派生形式の203系も登場し、同年11月から常磐緩行線の103系1000番台を順次置き換え、同線の冷房化にも一役買った。
201系は省エネ電車として1982年8月から中央・総武緩行線、さらには1983年（昭和58年）3月から京阪神緩行線にも追加導入されたが、電機子チョッパ制御は高価なうえ、当時の国鉄の財政難もあり、全面的な置き換えは中央線快速のみに留まった。
また、同時期には地下鉄乗り入れ車両として福岡市営地下鉄空港線へ直通する筑肥線に投入された103系1500番台や、旧形国電の代替とした福塩線・可部線・宇部線・小野田線などに投入された105系0番台では平均駅間が東京・大阪の電車区間に比して長く、また輸送量も比較的少ないことからチョッパ制御を採用するには省エネの費用対効果が薄いとされ、抵抗制御を採用している。なお、後者は1M方式を基本としており、従来の車両とは異なる設計となっている。
この頃、105系0番台の近郊形仕様として119系も登場し、距離が長い割に平均駅間の短い飯田線に投入された。
1984年（昭和59年）10月の奈良線・和歌山線電化時は予算の都合上、105系0番台や119系の新製投入ではなく、常磐緩行線を走っていた103系1000番台を2両編成に改造した105系500番台が日根野電車区（現・吹田総合車両所日根野支所）に投入された。
1985年（昭和60年）1月からは、103系の置換えとして低コストで経済的な界磁添加励磁制御を採用した205系を開発し、山手線への大量配置を始めた。同形式の外観は201系を基本としているが、ステンレス車体、ボルスタレス台車、側窓は第5編成以降は一段下降式となるなど新しい技術を導入している。また、205系をベースとしたVVVFインバータ制御試作車207系も製造され、こちらは常磐緩行線に投入された。一方、通勤形気動車は八高線に投入されたキハ38形が同時期に製造されている。国鉄の通勤形気動車として初めて新製時より冷房装置を搭載したが、こちらは普通鋼車体を新製しキハ35形の変速機や台車を流用していた。
国鉄では、イニシャルコストの高さから長年ステンレス車両を量産しなかったが、これらの車両が登場する頃になるとステンレスの価格も下がっており、軽量化、無塗装化による維持費低減を狙う方が、鋼製車よりも長期的には有利であると判断されたため、大量増備が可能となった。特に205系は民営化直前の1986年（昭和61年）11月に京阪神緩行線へも4編成28両の投入開始、JR化後は西日本旅客鉄道（JR西日本）が国鉄時代の阪和線増発計画を踏襲し1988年（昭和63年）3月に阪和線に1000番台を5編成20両を追加投入されたのに留まったのに対して、東日本旅客鉄道（JR東日本）は側扉部の窓の拡大、前面への種別表示幕設置などのマイナーチェンジを行った車が平成初期まで首都圏各地に大量増備され、1990年（平成2年）以降は京葉線・武蔵野線・相模線向けには前面デザインを変更した車両も登場している。

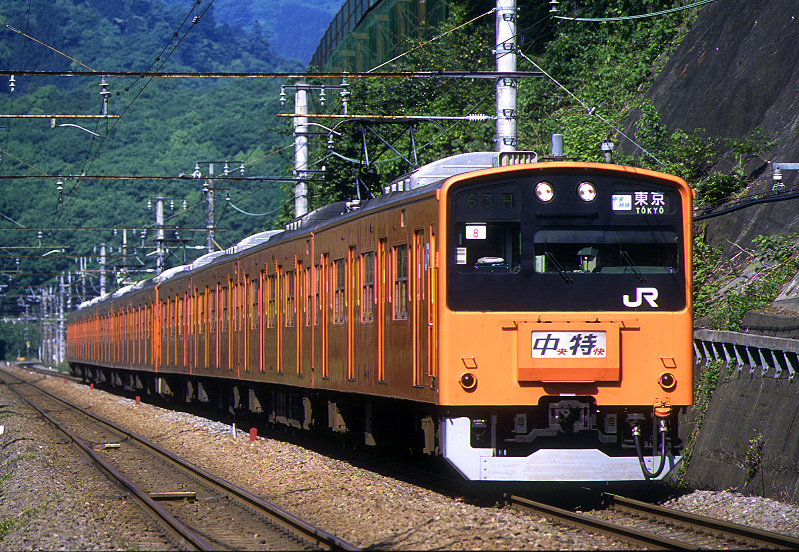
国鉄201系
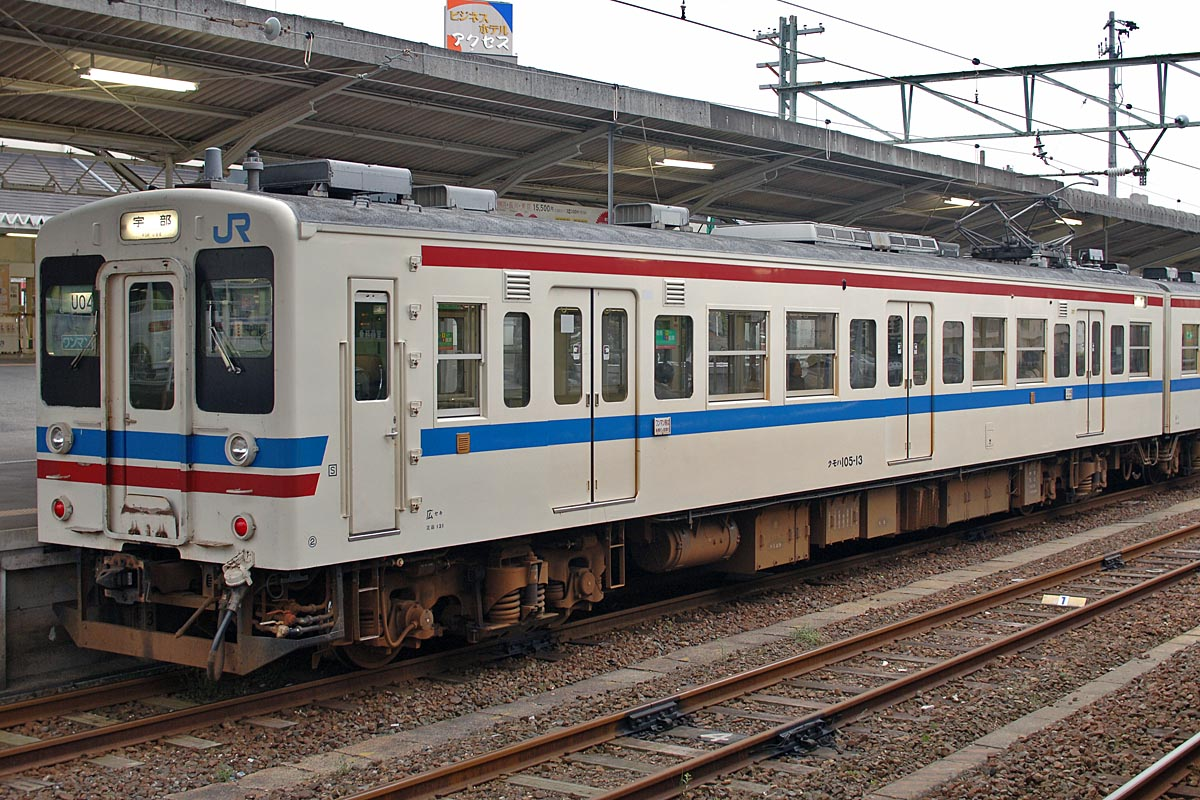
国鉄105系
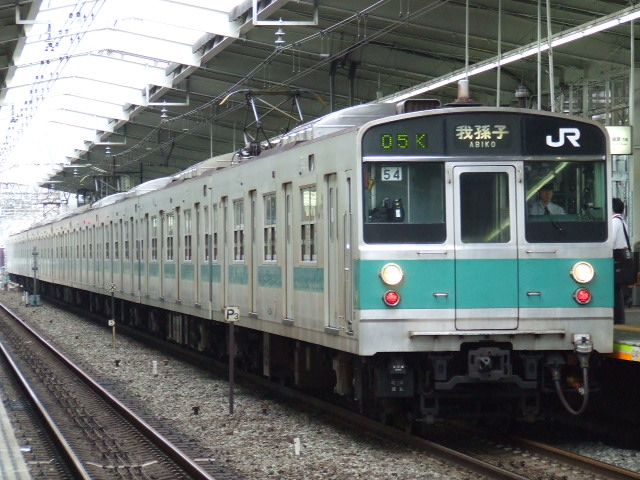
国鉄203系
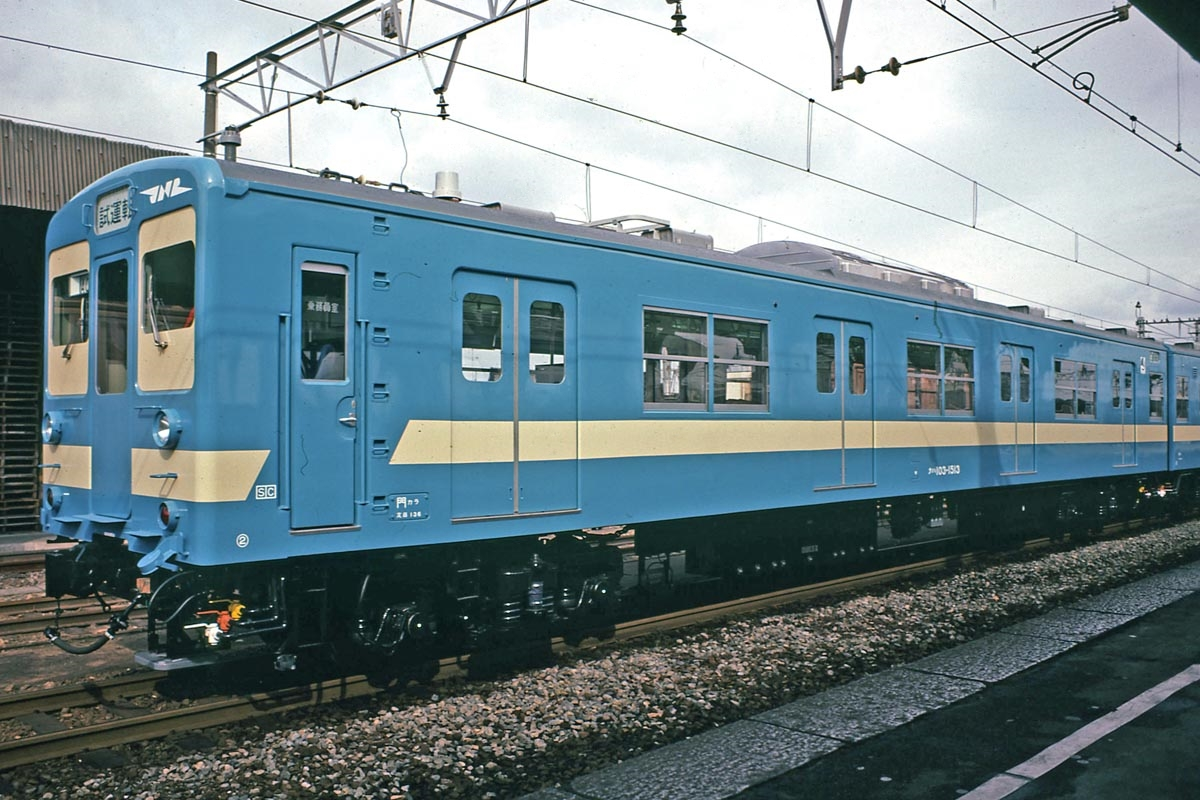
国鉄103系1500番台
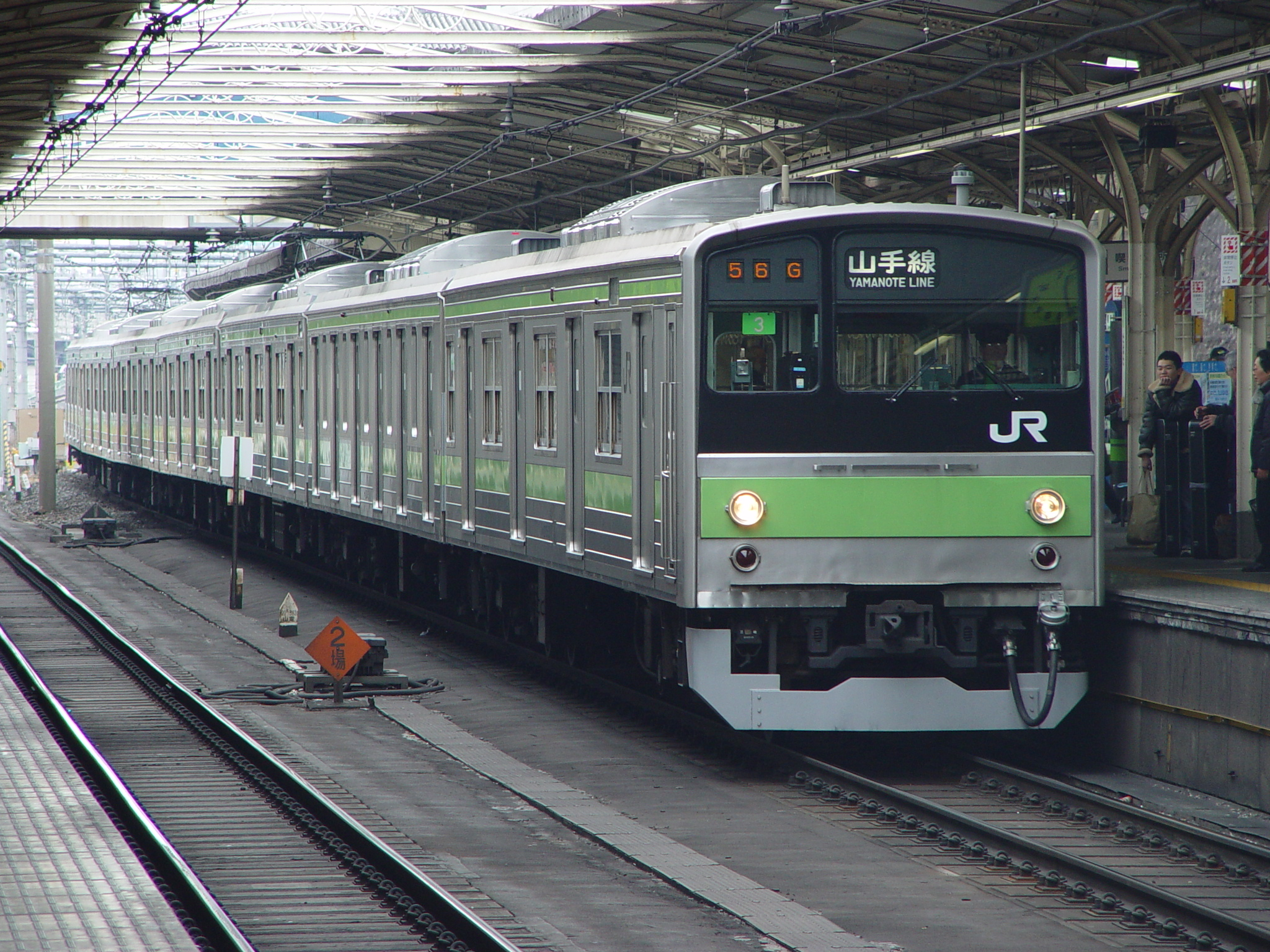
国鉄205系
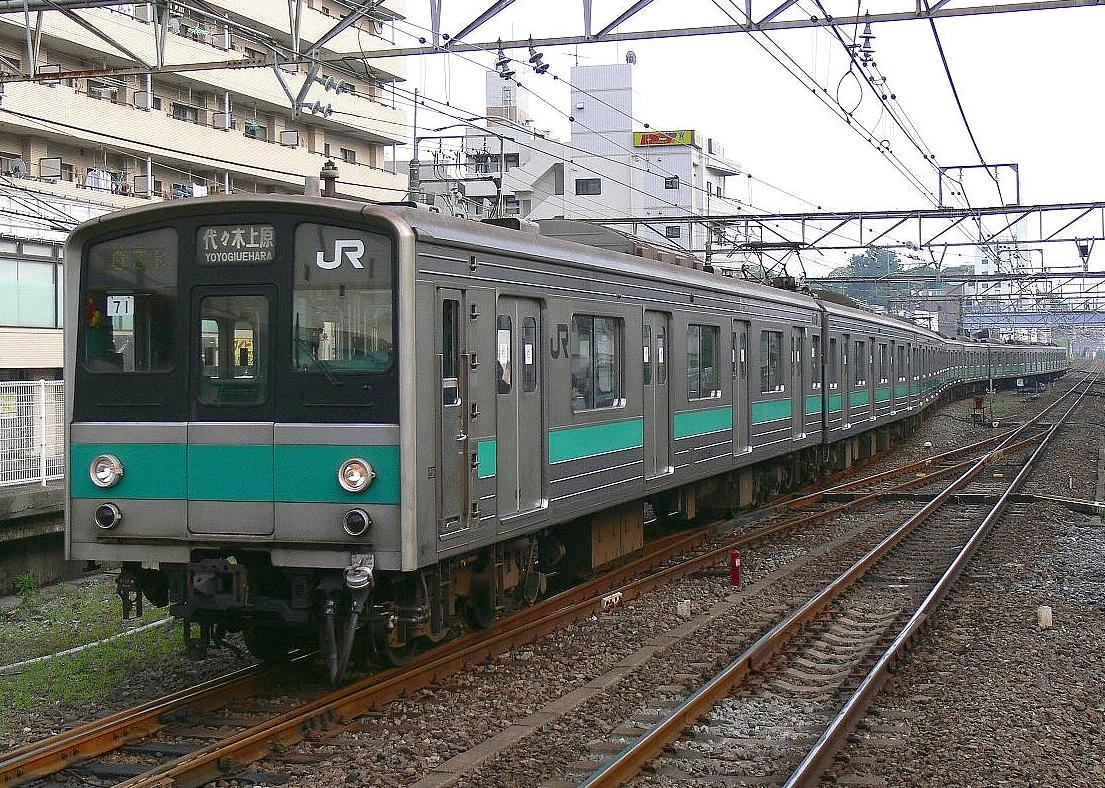
国鉄207系

### 新たな通勤形車両と世代交代
国鉄が解体され、JRとなって再出発すると、国鉄にあった全国統一という概念がなくなったため、会社ごとに違った方向性を持って線区ごとの事情に合わせた車両を投入できるようになった。
真っ先に動きを見せたのは西日本旅客鉄道（JR西日本）で、1990年（平成2年）から当時建設されていた片福連絡線（現・JR東西線）直通用として翌1991年（平成3年）3月にへ学研都市線に207系を導入した。形式こそ国鉄時代に登場した207系900番台と同じであるが、それ以外の設計思想は全く異なり、各部分に斬新な設備が取り入れられている。車体はラッシュ対策として広幅にされ、1989年（平成1年）3月に登場した近郊形車両221系の思想を受け継ぎ、低運転台、大型窓で明るい照明と共に明るい車内を演出し、前面展望も良くしている。また、並行する私鉄への対抗として座席や内装を高級感のあるものとしたほか、編成は時と場合に応じて2両以上が自由に組めるようになっている。
2010年（平成22年）3月以降の207系は試作編成（F1編成。2022年（令和4年）に廃車）と和田岬線用6両編成（X1編成。2023年に運行開始）を除き3両と4両編成のみで、原則7両に固定されて運用される。
207系は、機器類が何度かマイナーチェンジをされているものの、車体は2003年（平成15年）までほとんど同じものが480両製造され、後継の321系もこれを踏襲したデザインを採用するなど、JR西日本では通勤形の完成形と位置付けられる車両になった。また、207系は103系の淘汰も目的としたが、同系列でも状態のいい車両は延命・リニューアル改造を進め、新車並みの装備に更新された車両も登場している。
これらの車両はJR東西線に直通する学研都市線やJR宝塚線・京阪神緩行線に優先的に導入されており、それ以外の線区では先述の阪和線205系1000番台（2016年10月からは奈良線で運用）以外は新車の投入が無く、大阪環状線では21世紀になってからも103系等の国鉄型車両が主力となっていた。両形式とも経年劣化が進んでいたほか、同線に乗り入れる221系・223系・225系は3ドア車であり整列乗車に混乱をきたした。置き換えと整列乗車による混雑緩和を図るため、2016年（平成28年）12月に大都市圏の通勤形車両としては異例となる3ドア車の323系を登場させた。また、2014年以降、阪和線・大和路線・おおさか東線の通勤形は近郊形で置き換える方策を打ち出しており、阪和線は2016年10月に、おおさか東線は2023年3月に全て近郊形となった。

### 多扉化・ワイドドア化時代
車両面での体質改善と並行して、各地の通勤路線では人口増加に伴う輸送力の増強が急務となっていた。この頃になると、大半の線区で車両・ダイヤともに増発は限界の状況にあったため、以前とは異なる方法が取り入れられる事となった。
最初に試みられたのは「扉数の増加」である。片面5ドアとした車両は1970年12月の京阪5000系電車が最初の導入例であったが、これ以後は長期にわたり導入例がなかった。その後、1990年に帝都高速度交通営団（現・東京地下鉄）が関東で初めて編成中の一部の車両を5ドアとした03系を導入し、これ以降、京王6000系、東武20000系でも採用された。京阪5000系では閑散時に5か所のうち2か所の扉を締め切り、その部分に座席を下ろして3ドア車とする機構を装備しているが、多扉車として唯一の事例である。
一方、1991年からはJR東日本が山手線の11両編成化にあわせて片面6ドアのサハ204形を導入した。これは片面6ドアであることに加え、ラッシュ時は座席を収納しすべて立席とする機構を備える。同様の6ドア車両はその後、横浜線、京浜東北線、中央・総武線各駅停車、埼京・川越線、そして東京急行電鉄の田園都市線にも2010年まで導入された。
これらの多扉車はラッシュ時に効果を発揮したものの、座席数減少による閑散時の不評さに加え、複々線や車両増結といった他の混雑緩和策が完成して混雑率が低下したこと、更にはホームドアへの対応が難しいことから、2000年代後半以降は連結を中止する事例が増え、6ドア車は2020年3月13日に中央・総武緩行線のE231系、5ドア車は2020年3月27日に東武20050系がそれぞれ運用を離脱し、首都圏から多扉車が消滅した。最後まで運用されていた多扉車である京阪5000系も、2021年9月4日に営業運転を終了した。
「扉のワイド化」により混雑緩和を図る会社も現れた。こちらは扉の数をそのままにしながら開口幅を一般的な1.3 - 1.4m程度から1.6 - 1.8m程度と広くし、乗降をスムーズにしようとしたものである。まず、営団が多扉の03系との比較の意味もあり、05系で導入した。これに続いて小田急電鉄でも導入し、関西では阪急8200系電車で採用している。小田急では1000形の一部で開口幅2mという極端な大型扉を採用したものの、乗客がドア付近に滞留し、車内の流動性が悪化したことや着席定員が少なすぎること、夏季・冬季の運行時に支障が出たことから、2000年までに1.6m幅へ改造している。幅広扉は2000形・3000形の初期車まで採用していたが、複々線の完成に伴い混雑率が下がったことからその後は導入されていない。営団を引き継いだ東京地下鉄では通常扉幅の05系の増備を続けてきたが、更なる混雑緩和策として2010年からワイドドア車の15000系を導入しており、2017年現在は東西線で運行される東京メトロの車両のうち、21編成がワイドドア車となっている。
以上2つの方法はあくまでもラッシュ対策であったため、並行して通常の車両も導入しなければならなかった。

### コスト削減
JR東日本ではそれまで常識とされてきた設計思想とは全く異なる車両を導入した。1992年（平成4年）に京浜東北線に投入され、後に209系として量産されることになる901系は、車体寿命を10年程度とし、同時に各部の構造も簡素化している。従来、電車は20 - 30年程度の耐用年数を有していたが、JR東日本では発想を変えて「寿命を短く、リサイクルしやすい車両を作ることで、常に最新の設備と機能を持った車両を追い求めることができる」として「寿命半分、価格半分、コスト半分」をコンセプトに開発された。なお、「コスト減少」という点では自社開発の車両製造や大規模修理を行える設備として新津車両製作所の本格的な稼働もこの時期からである。座席もソファー式の長椅子からS字型の特殊な形状の1人分ずつに成型されたバケットシートが採用された。これは着席マナーの向上を狙ったものとされている。また、座席の間にスタンションポールを立て、座席間の仕切りとして定員着席をさせるとともに子供や老人の安全を図っている。1998年3月までに京浜東北線を209系で統一し、南武線、川越線川越 - 高麗川間と八高線八王子 - 高麗川間、中央・総武線各駅停車、常磐緩行線にも導入された。ただし、「寿命半分、価格半分、コスト半分」のうち、「寿命半分」については導入当初に誤解されていた「10年で廃車」ではなく「解体修繕周期の長期化や部品寿命の適正化など信頼性の向上」とされている。
209系以降、JR東日本では通勤形電車と近郊形電車の隔たりを少なくすることも進めた。近郊形電車の座席をロングシートにする発想は国鉄時代からあり（1982年11月の415系500番台がその先駆け）、各地で行われていたが、首都圏のラッシュ時における混雑緩和を計る必要に迫られていたJR東日本では「片側4扉、一部を除きロングシート」という形態の車両を計画し、E501系、E217系となって実現させた。なお、前者は常磐線東京近郊区間での運用を前提とした「交直両用電車として日本初の通勤形電車」とされ、純粋な近郊形電車としては後者とされる。
この流れは最終的に一般形電車と称されるE231系にたどり着くことになる。この系列は試作編成こそ1998年（平成10年）11月に「209系950番台」として経年劣化が進んでいた中央・総武線各駅停車の103系の代替として導入されたが、量産車は総武線を筆頭に首都圏の各路線に少しずつ形態を変えながら配備を続けた。また、21世紀になってから本系列導入後の技術革新や運行時に生じた問題点をフィードバックさせ、2006年（平成18年）以降は更なる改良を加えたE233系、E235系（2015年（平成27年）12月運行開始。）、E131系（2021年（令和3年）3月運行開始。）も登場している。
私鉄（および公営交通）各社でも製造コスト低減のためJRに倣った車両やメーカー標準設計を基にした車両を導入するケースが増加している。帝都高速度交通営団（2004年4月1日から東京メトロ）、東武鉄道、西武鉄道、京成電鉄、小田急電鉄、京王電鉄などは車両メーカー提唱の標準化車両（後述）を、相模鉄道、東京急行電鉄（2019年10月1日から東急電鉄）、東京都交通局などではE231系・E233系をベースにした車両を採用している。

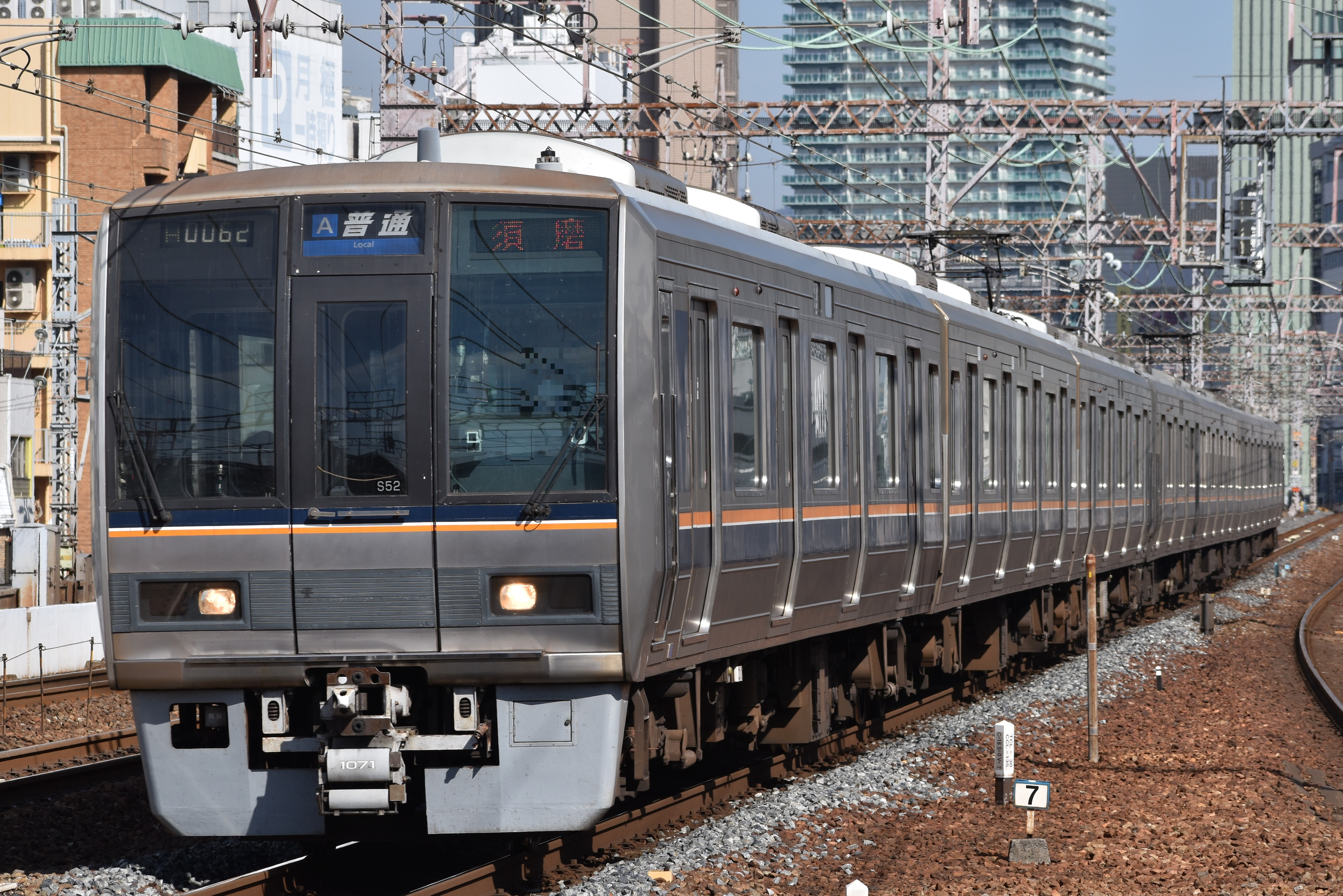
JR西日本207系
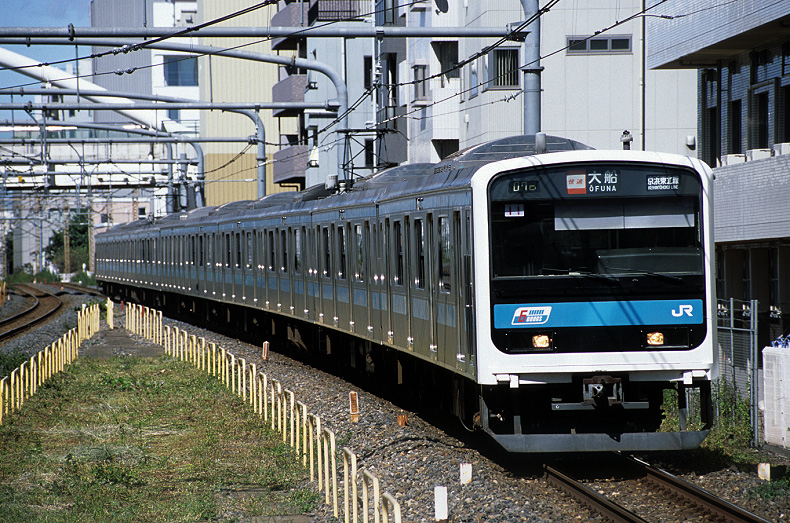
JR東日本209系
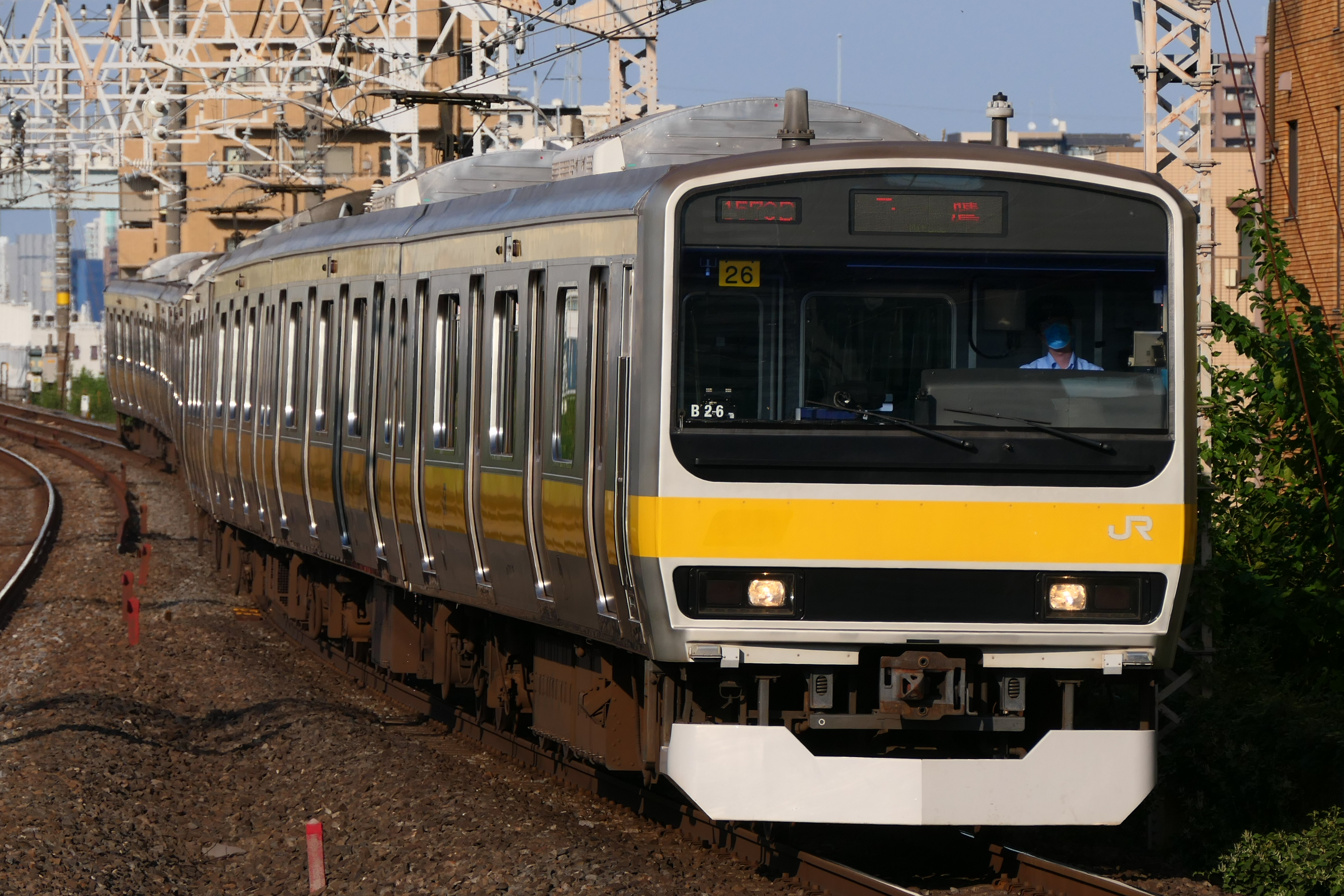
JR東日本E231系
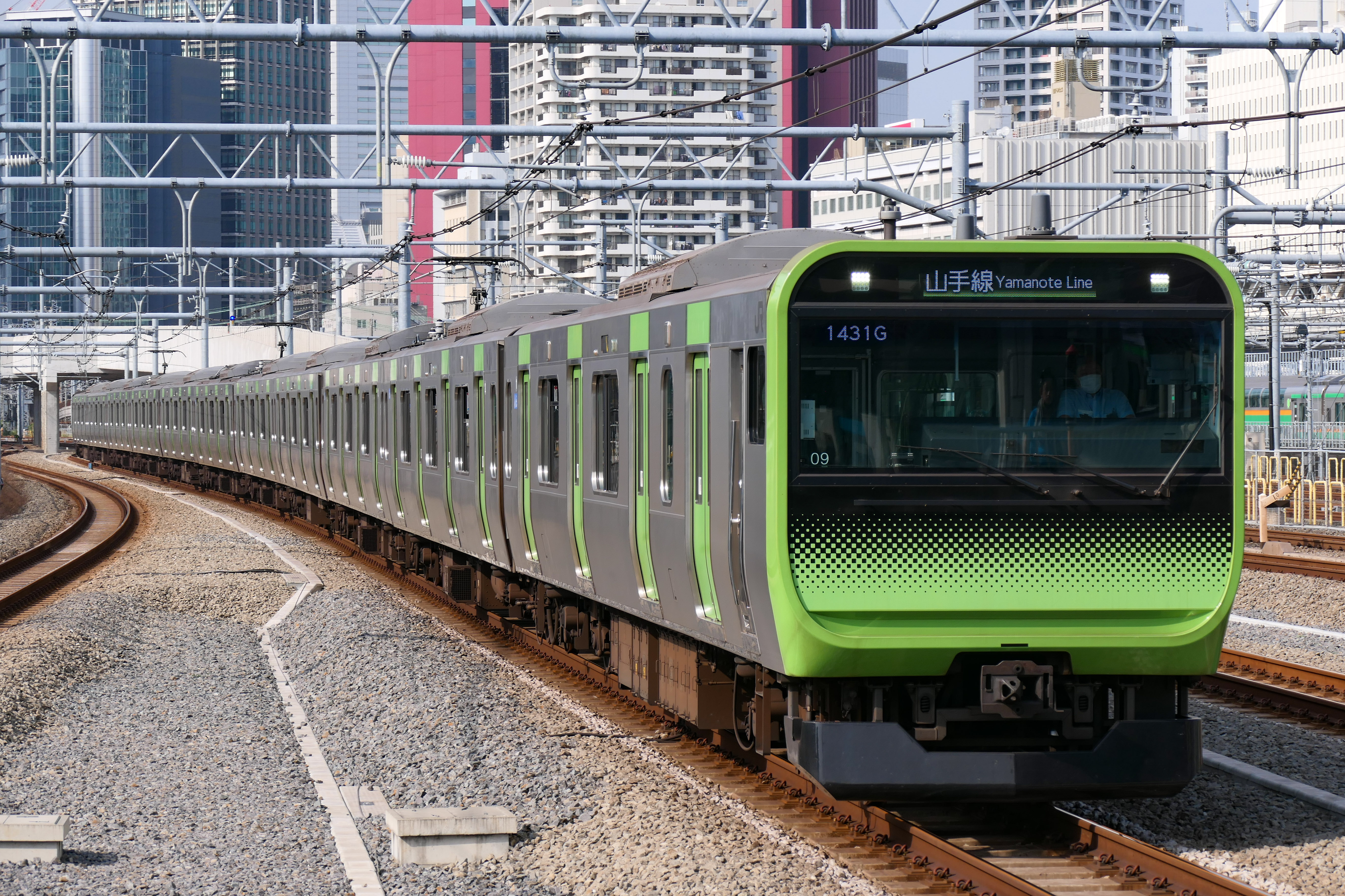
JR東日本E235系

### 地方都市圏での導入
首都圏や関西圏、中京圏などの大都市圏で新たな通勤形車両が相次いで登場している傍ら、
1990年代になると、福岡都市圏・北九州都市圏や札幌都市圏を筆頭とする地方都市圏でも通勤ラッシュによる遅れが毎日のように発生するようになった。
九州旅客鉄道（JR九州）は、福岡都市圏の筑肥線に103系の後継車である303系（1999年登場）や305系（2015年登場）が導入されているが、これは乗り入れ先の福岡市地下鉄空港線との兼ね合いが大きく、鹿児島本線（福岡・北九州都市圏区間）は3扉近郊形を新造し、日豊本線北九州都市圏区間や長崎本線佐賀県側複線区間（福岡都市圏でもある）は415系のオールロングシート化改造が行われた。
ただし、815系（1999年10月登場）はオールロングシート車に移行し、811系（1989年登場）も2015年（平成27年）から順次オールロングシートへ改造されている。
21世紀初の新車として福北ゆたか線電化時に登場し九州各地へ投入された817系は前期車は転換クロスシート、後期車はオールロングシートで製造されたが、令和時代になってから前期車813系（1994年3月登場の転換クロスシート車）とともに扉間のロングシート化改造が行われつつある。
1996年（平成8年）3月、通勤形車両とは無縁だった北海道旅客鉄道（JR北海道）も札幌都市圏にオールロングシート車両の導入を始めた。
元々、電化区間が札幌を中心とした函館本線小樽駅 - 旭川駅間および千歳線・室蘭本線室蘭 - 沼ノ端間と限定されており、使用電車も近郊形電車である711系・721系が使用されていた。しかし、亜寒帯湿潤気候に属する北海道という極寒冷地での車内保温の制約から前者は2扉デッキ付き、デッキ付近を除きクロスシートであった。当初は「北海道初の国鉄電車」だった711系を3扉への改修も行われたが、1968年（昭和43年）～1980年（昭和55年）製造で登場から16～28年経過しており、経年に伴う車両交代もあり、新車での置き換えを進めることになった。オールロングシート車を導入するあたり、711系のうちの1編成（S112編成）のうちの1両を試験的に改造して乗客の反応を見た後、1996年3月に北海道初のオールロングシート車731系を投入した。
単に721系の派生形としなかったのは、小樽駅以西の函館本線や学園都市線という非電化路線での使用を前提にキハ201系気動車が平行して開発されており、それと協調運転をするために新設計の車両にせざるを得なかったためである。両者の外観は帯の色とパンタグラフの有無以外は同一にされ、内装も統一化が図られた。また、これらの車両は日本初の完全協調運転可能車両である。2010年には731系に続くオールロングシート車両の735系、2012年には733系が登場しており、後者は札幌都市圏のほか、北海道新幹線アクセス列車である「はこだてライナー」用として函館都市圏にも導入されている。
JR東日本エリアで仙台都市圏の仙石線は国鉄時代、長らく東京地区や大阪地区から転入された72系を筆頭とする旧形国電の牙城だったが、1979年（昭和54年）3月に103系が16編成64両投入（クハとクモハは山手線、京浜東北線、横浜線から転入）され、分割民営化間近の1987年（昭和62年）3月には東京地区から転入された103系の一部を105系に改造し走っていた。
2000年（平成12年）3月の仙石線仙台駅ホーム地下化に際して仙台市都心部のあおば通駅へ延長されるも、この時は209系500番台の投入で余剰となった中央・総武緩行線103系の転入で賄い、仙石線103系は18編成72両体制となった。
2002年（平成14年）3月に山手線から205系が転入され205系3000・3100番台となり、沿線に日本三景の1つの松島があることから一部の編成は東日本で初めてクロスシートとロングシートに変換できるデュアルシート車となった。2009年3月に南武線から205系が追加転入され、東日本最後の103系の定期運用が終了した。
2011年3月11日の東日本大震災で仙石線205系に廃車が出るも、再び東京地区から205系を追加転入した。
2025年（令和7年）にはE131系が仙石線に14編成56両を新製投入される予定。
従来急行形電車および客車列車を使用して地域輸送を行ってきた東北・関東北部・甲信越地区にも近郊形電車に近い性能を有するが、3ドアロングシートを採用した107系・701系・E127系・E129系 が導入され、これらは通勤形に分類されている。
なお、東海旅客鉄道（JR東海）や四国旅客鉄道（JR四国）には2025年（令和7年）現在、4ドアの通勤形車両が存在しない（4ドアに限定すればJR北海道も含まれる）。ともに線路容量が新型車両などにより増加したことにより混雑が緩和されたことが一因とされる。JR東海の場合、国鉄時代の1977年（昭和52年）3月に中央西線名古屋駅 - 釜戸駅間での混雑緩和のために103系が新製導入（クハとクモハは山手線や京浜東北線からの転入）されていた。同系列の置き換えはともに近郊形車両であるが、3扉ロングシートの211系5000番台（1989年7月から）および3扉転換クロスシートの313系（1999年5月から）が当てられた。これは名古屋都市圏での高速化・高規格ダイヤ化に伴うものであるが、1999年（平成11年）12月2日の103系の運用離脱に伴いJR東海では現在営業車両として正式な4扉ロングシート車というのは存在しなかったが、2015年（平成27年）3月より3ドアのキハ25形通勤仕様が、2022年（令和4年）3月より同じく3ドアの通勤型である315系が登場した。
四国では高松都市圏および松山都市圏で、電車化による速達化・フリークェンシー化に伴う混雑緩和を行っているが、同社でも4扉ロングシートの車両は存在しない。なお、気動車では両社とも国鉄時代から3扉ロングシートのキハ35系が配置されていたが、1990年（平成2年）まで早期に淘汰されている。
例外的なものとしては、JR西日本の場合、山陽地方および奈良県・和歌山県の地域輸送で近郊形電車に伍して使用される場面もあり、姫路都市圏の播但線や加古川線のように103系を改造して使用するなど、新製車両としては通勤形車両を導入しない事例もある。これは国鉄時代からの通勤形車両の導入に対する考え方にもよるが、車両置き換えに際して新型車両の導入は京阪神大都市圏を優先し、捻出した比較的程度がよい車両は地方に転用して経年車両の置き換えや電車化などに充てているためである。なお先述した山陽地区と奈良・和歌山地区では通勤形の置き換えとして2015年（平成27年）から近郊型の227系を導入している。

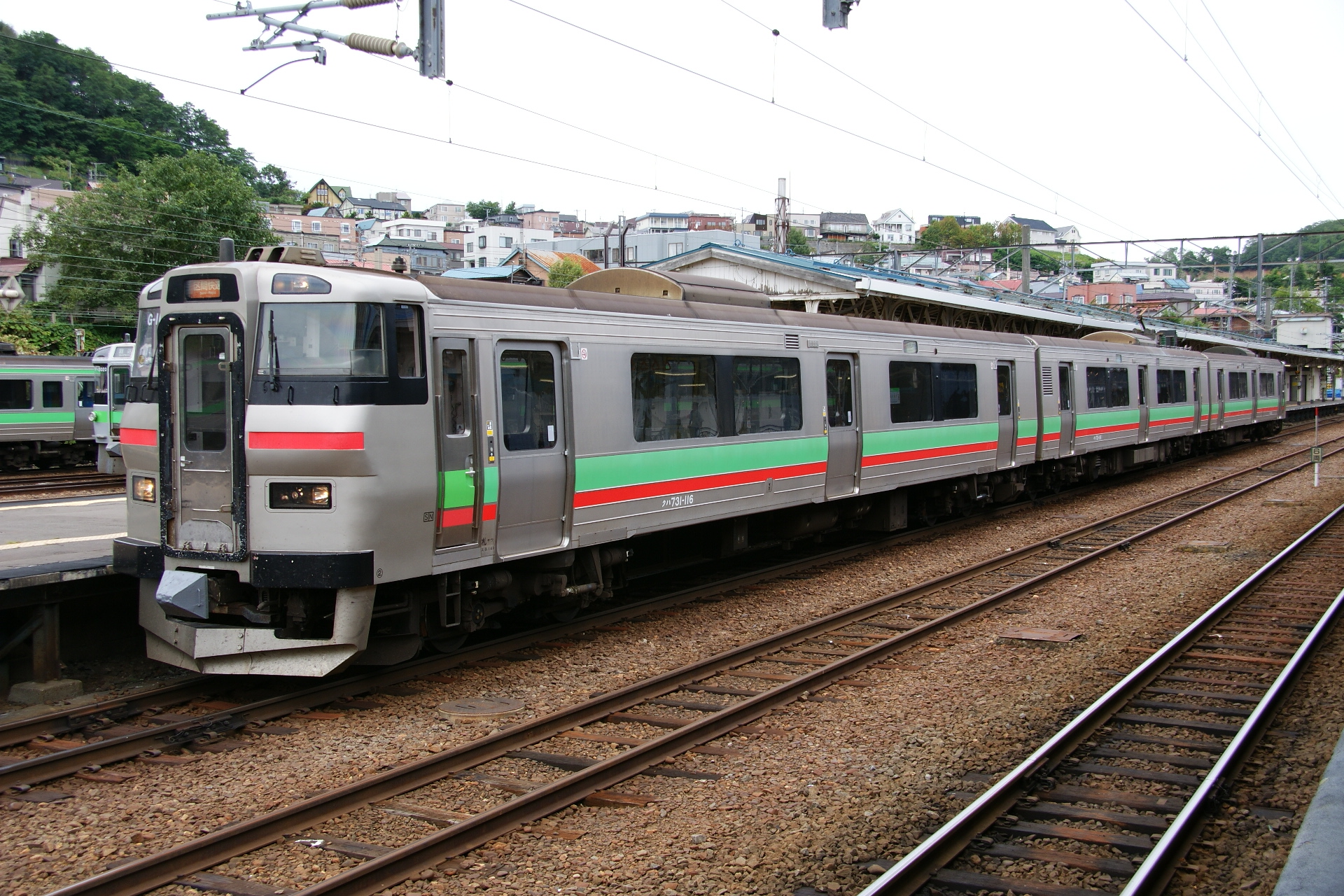
JR北海道731系
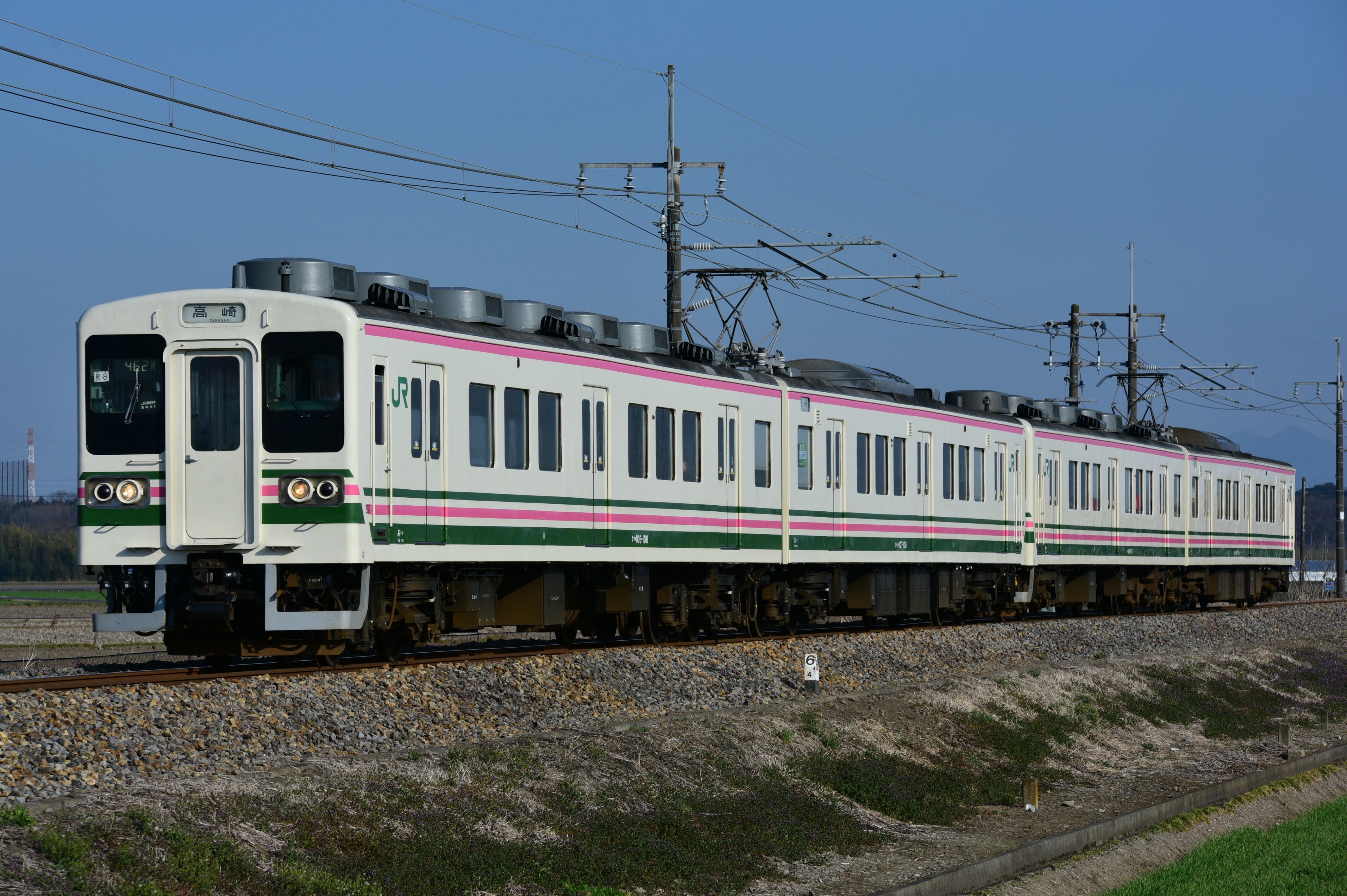
JR東日本107系
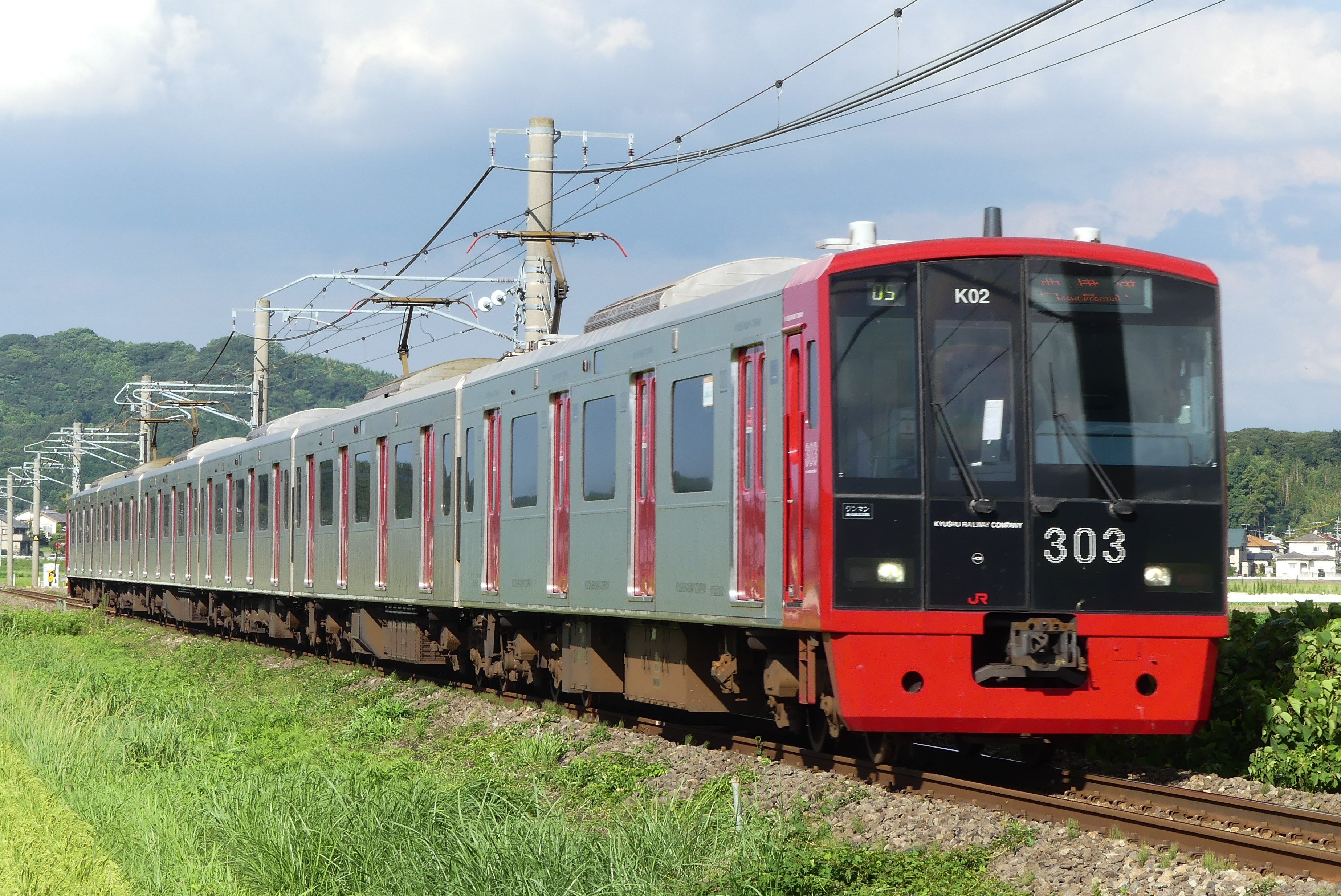
JR九州303系
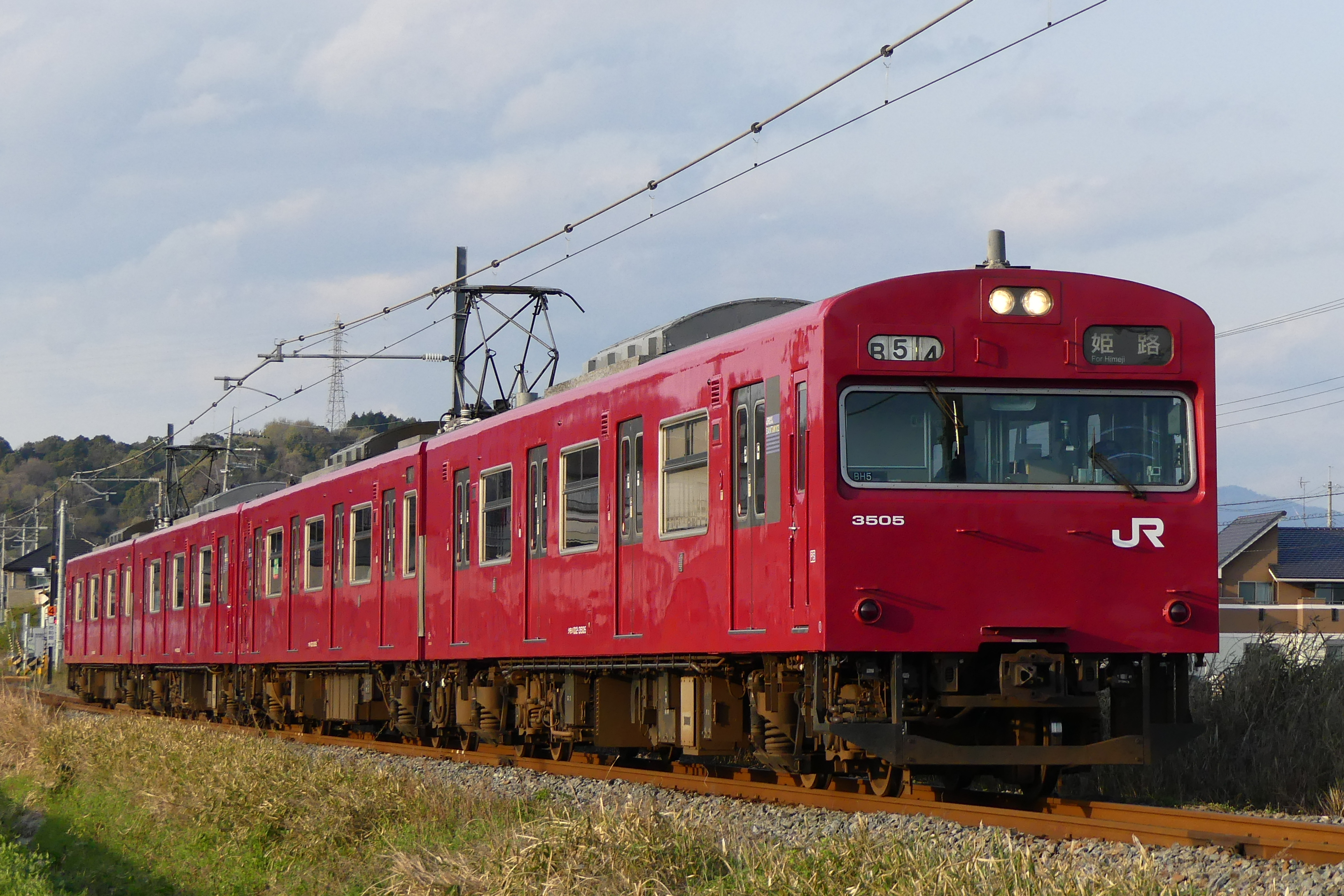
JR西日本103系

### その他

#### 東西の違い
私鉄各社では、戦後の混乱期が終わる頃から次第に各社ごとに違った車両を作り出してきた。その際、少しずつではあるが、関東地方と関西地方では傾向に差が生まれるようになっていった。
違いとしては、以下の点が挙げられる。
1. 関東では車体規格が20m4扉が主流になっていったのに対し、中京圏、京阪神圏では18 - 19m3扉のままの会社が多い。
  - 関東では、東武鉄道や小田急電鉄などで国鉄63系電車の割り当て以来、20m車が入線可能な設備の整備が進められ、西武鉄道や京王帝都電鉄など急激な利用客増加への対策として車両の大型化を選択する会社も多かった。東京急行電鉄の20m車導入は比較的遅く（1969年）、1961年に最初の区間が開通した営団日比谷線の乗り入れ規格を設定する際には、東武が20m車規格を提案したものの、結局東急・営団の主張する18m車規格が採用されたため、東急東横線でも20m車が主流になってからはドア位置がずれるなど、地下鉄乗り入れ車の規格の違いが禍根を残す結果となった。最終的に東横線は2013年3月から副都心線との相互直通運転を開始。これに伴い日比谷線直通列車を廃止し、20m車での統一を図っている[注 9]。日比谷線以後の営団（現：東京メトロ）東西線・都営6号線（現：三田線）など東京の地下鉄新線建設ではリニア式である都営大江戸線を除き20m車規格で建設されている。
  - 一方、大阪を中心とした関西では、山間部や在来市街地での急カーブを設置せざるを得なかった事情から、すでに戦前（昭和初期）から20mクラスの車両を運行していた近鉄（大阪線・南大阪線）や南海（現在では高野線の橋本駅以南を除く）を除き、物理的に20m車の導入が難しかった。なお、近鉄奈良線や橿原線などの奈良線区、南海高野線の河内長野 - 橋本間、阪神（なんば線開業時）でも20m車が走行できるようにするための改良工事が行われた。一方、阪神なんば線では近鉄側が21m、阪神側が19mと相互直通運転を行いながら車両仕様の統一が図られていないが、自社線内の運用を配慮するため統一させなかった、という事例も存在する。
2. 関東では、東急電鉄・小田急電鉄・京王電鉄に代表されるようにステンレス車体が、関西では、近畿日本鉄道・阪急電鉄・京阪電気鉄道に代表されるように鋼鉄・アルミ車体が多く採用される傾向がある。ただし、京浜急行電鉄（新1000形の6次車以降はステンレス）や営団地下鉄（現：東京メトロ）ではアルミニウム車体を、ステンレス車体を導入していた東武鉄道や西武鉄道がアルミニウム車体へと方針を転換し、関西でも南海電気鉄道（南海本線用の7000系・7100系を除く）や大阪市営地下鉄（現:Osaka Metro）はステンレス車体を、アルミニウム車体を導入していた神戸電鉄や近年まで普通鋼製車体を導入していた阪神電気鉄道がステンレス車体へと方針を転換しており、一概に言い切れない。
3. 関東では、JRに倣った車両やメーカー標準設計を基にした車両の導入が盛んだが、関西では自社開発が主流である。
  - しかし、これは2000年代に入り関東各社が経年劣化した車両（主に1970年前後=昭和40年代に製造された車両）の交代期にあたることや、1992年のJR東日本の209系の登場をきっかけとした国土交通省・経済産業省の主導もあり、車両製造会社が大量生産を可能にして1両あたりの製造コストの削減を目指した施策でもあり、必ずしも鉄道事業者各社が自社開発を放棄した訳ではない。また、関東地区では私鉄と地下鉄の相互乗り入れが多いことや保守などの理由から、同一設計・規格の車両を導入したほうが良いという事情もある。
  - 関西でも、経年劣化した車両が首都圏よりも多く存在するが、鉄道事業者の経営事情が厳しいこともあり、そのまま継続して車両を使うことがある。また車両の更新を行って寿命を延ばすことを行っている。
4. 関東では、制御車やユニットM車が多く、関西では、制御電動車や単独M車が多い。
  - これは関東と関西の鉄道の発展の経緯の違いに起因している。関西の場合、短編成で登場したものを増結で現在の長さにしたケースも少なくなく、また、分割・併合運用がある場合も多かったために制御電動車や単独M車が不可欠だったのである。この経緯は正面形状の違いにも出ており、関東は非貫通あるいは非常用として左側に寄せた貫通扉を装備した車両が多いのに対し、関西は連結・通り抜けを前提として中央に貫通扉を有した車両が多い。

##### 中京圏
名古屋を中心に路線を伸ばす名古屋鉄道では、戦後の一時期、運輸省の統制によって割り当てられた国鉄63系電車を初代3700系として20両保有していたが、東枇杷島 - 枇杷島橋（現・枇杷島分岐点付近）間の急曲線を通過できず、栄生以東の運用に限られるなど、十分な活用ができなかった。その後、名鉄の車両限界に合わせた新造車の入線により、これらは東武鉄道と小田急電鉄へ譲渡されている。
1950年代から初代5000系電車を嚆矢とする高性能車の導入が始まってはいたが、その後もいわゆる通勤形は新造されていなかった。これは、中京圏が東京や大阪ほどの人口集中がないことと、トヨタ自動車のお膝元という事情からで、名鉄も「マイカー通勤」への逸走を食い止めるべく、パノラマカーに代表される冷房完備の2扉転換クロスシート車の大量増備による「着席通勤」を標榜しており、一時期は保有車中の転換クロスシート車率も7割に達していた程である。しかし、その後の乗客数の増加による車内の混雑と長い乗降時間による遅延が看過できない状況となったことから、これらの改善に主眼を置いた東急3700系電車を3880系として東急から購入し、その後6000系の投入に踏み切った。6000系は車体を普通鋼とし、制御方式を抵抗制御+発電ブレーキで済ませるかわりに、客席は3扉で小型の固定ロマンスシートによる集団離反式セミクロスシートという設計とした。これが当時の名鉄の通勤輸送に対する回答であったが、そのコンセプトが評価され、通勤形では史上初となるブルーリボン賞を受賞している。車体規格は同社の車両限界を踏襲したため19m級で、床高さと天井高さも国電や他の大手私鉄の車両に比べて低くなっている。初期から中期にかけて製造された小型クロスシート装備車は後の車体更新の際、一般的なロングシートに改造され、その後登場した通勤車も一部に転換クロスシートが見られる他は3扉+ロングシートが主体となっており、他地域との差異は小さくなっている。なお、全高（室内高）は3代目3700系から高くされている。
これとは別に、名古屋市営地下鉄鶴舞線との相互乗り入れ用として1978年に登場した100系は、乗り入れ先との協議によって普通鋼ながらようやく20m・4扉の車体とロングシートの客室となった。下回りは6000系と同様の旧弊な抵抗制御+発電ブレーキという構成であったが、客室に大型の1枚固定窓や横引きカーテンを採用し、前面にも装飾を施すなど、走行機器関係の新技術の導入よりもアコモデーションと見栄えの向上に注力されている点が他の大都市圏の通勤形車両と異なる特徴となっている。1989年導入車から界磁添加励磁制御による回生ブレーキ付きに設計変更され、1993年にはVVVFインバータ制御となった中間車が従来の編成に挿入された。
その後の地下鉄乗り入れ以外の名鉄通勤車は、3扉・ロングシートの2代目3500系、3代目3700系、3100系、3扉セミクロスシートの3代目3300系、3150系（3150系の増備車はロングシート）、名古屋市営地下鉄上飯田線乗り入れ用4扉・ロングシートの300系（これのみ20m級、他は19m級）、パノラマスーパーの機器を流用した3扉・ロングシートの2代目5000系、瀬戸線用4000系、3300系のマイナーチェンジ版である9500系と続いており、かつての主流であった2扉転換クロスシート車は2019年までに全廃となった。
これに対し同地域の東海旅客鉄道（JR東海）は、中央西線に211系5000番台（3扉・近郊形）のロングシート車を大量に導入して103系を淘汰した後は、名古屋周辺に新製配置される車両は313系やキハ25形0番台など3扉の転換クロスシート車が多かったが、前述の通り2015年より3扉・ロングシートのキハ25形通勤仕様が、2022年より3扉・ロングシートの通勤型車両である315系が導入された。
また、近畿日本鉄道は関西以外にも中京圏においても路線網を持つが、関西では通勤車の新製が行われているもののこれに対して中京圏の主要幹線である名古屋線系統の車両においては1998年製造の5800系5812Fが導入されて以来、通勤車の新製が行われておらず、車両の置き換えは奈良線や大阪線などからの玉突き転属で行われていたが、2025年度に、名古屋線系統においても8A系をベースした新型車両1A系4両編成×3本、2026年度には、1B系3両編成×3本が新製導入される予定である。

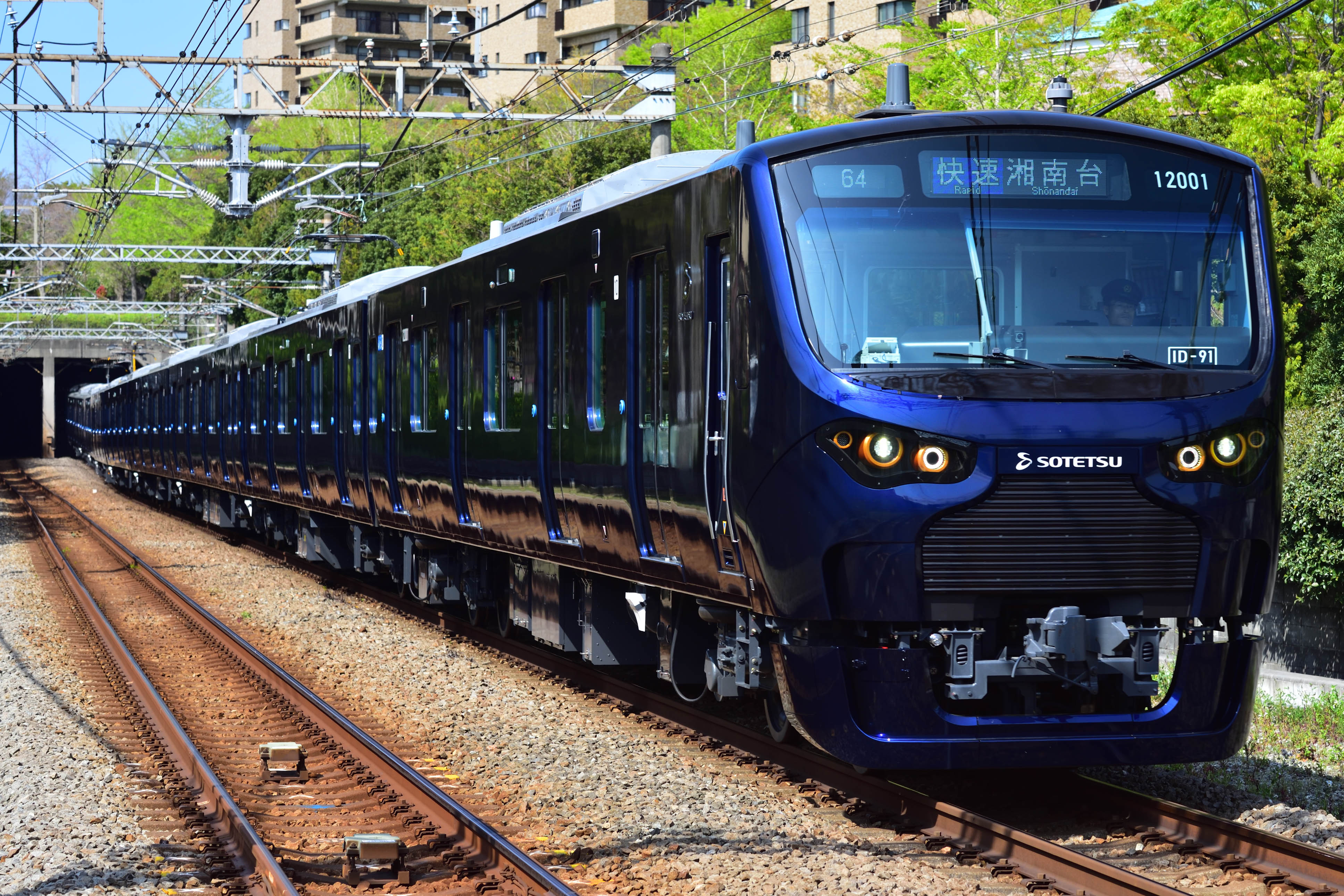
相鉄12000系
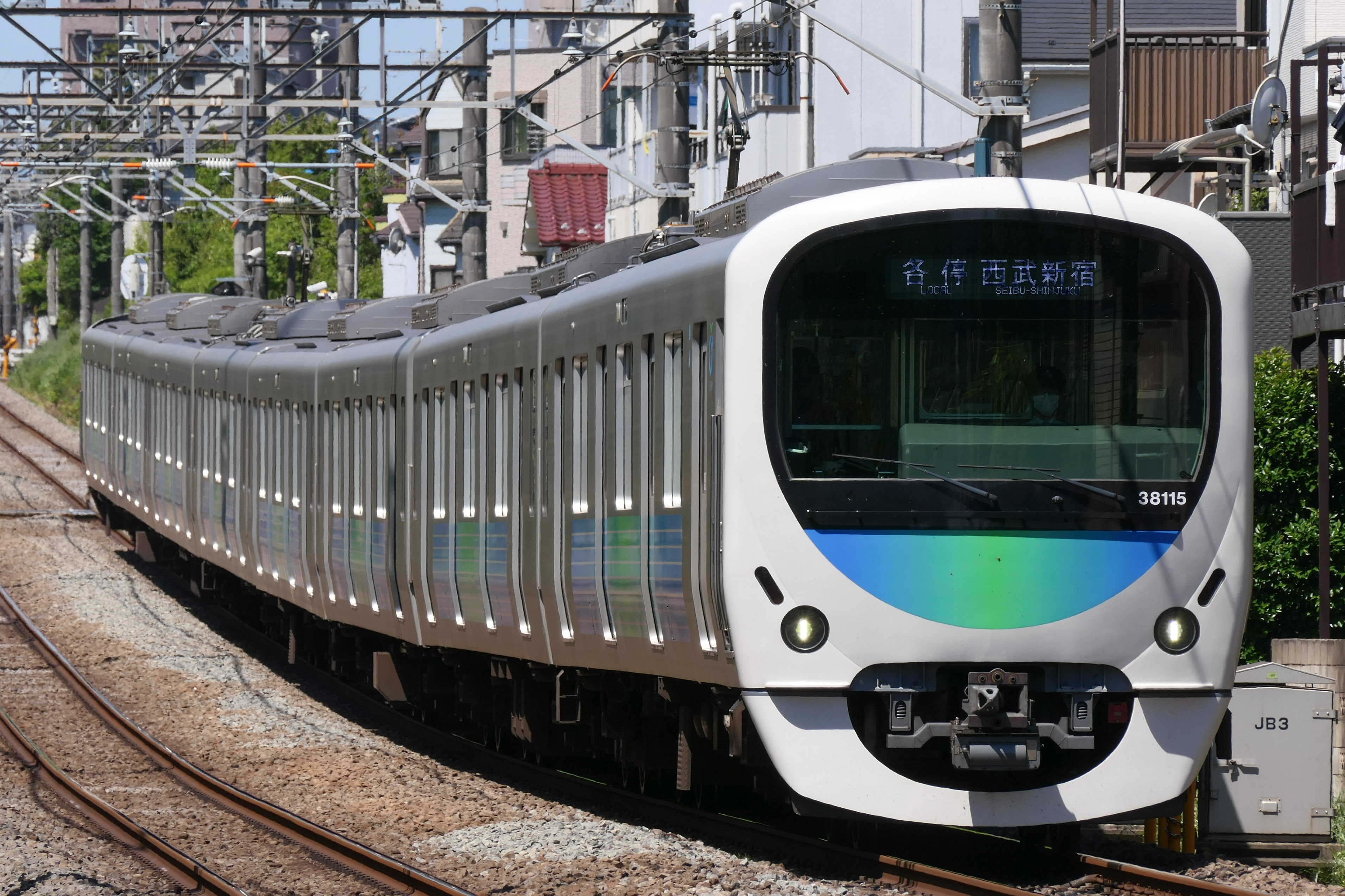
西武30000系
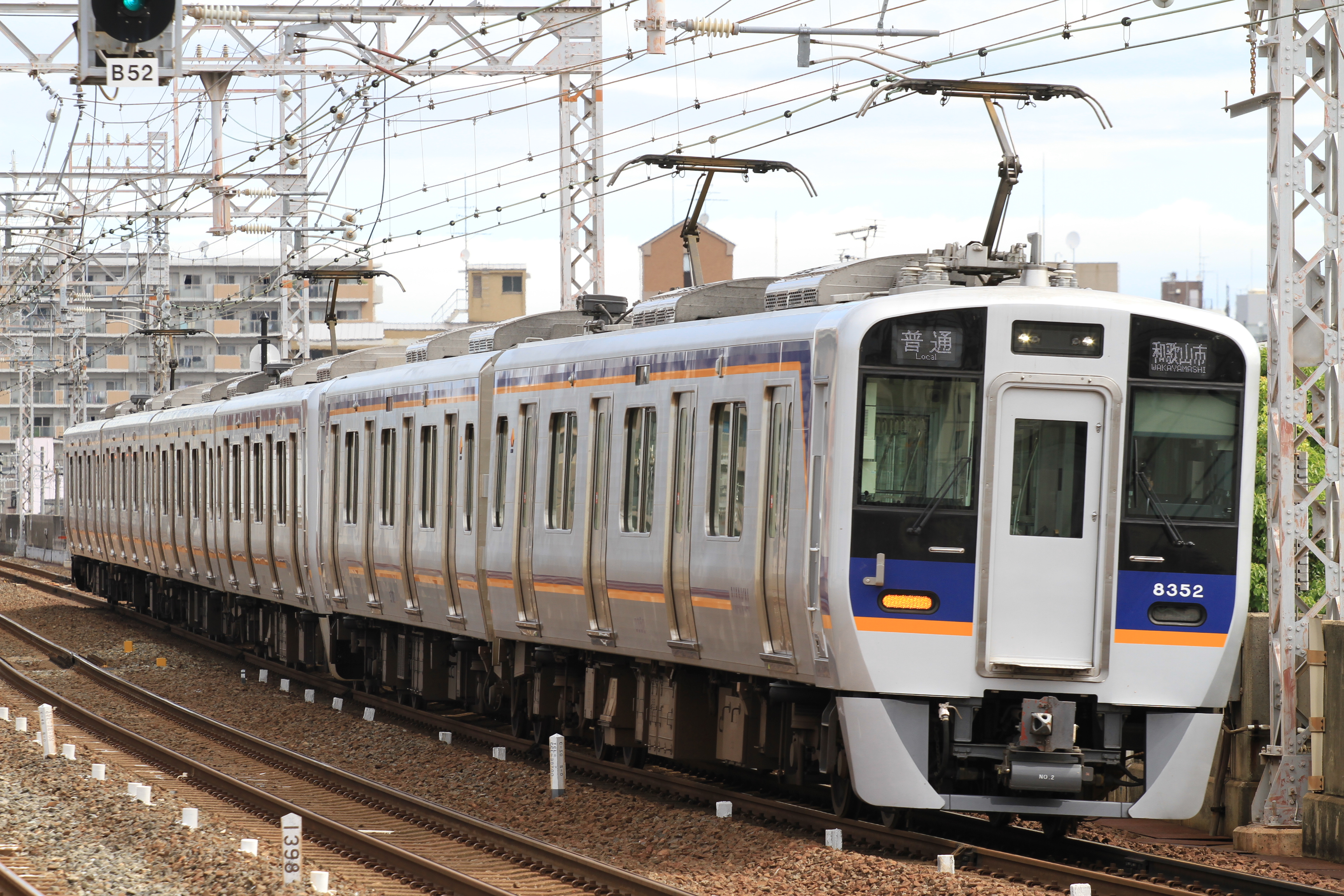
南海8300系
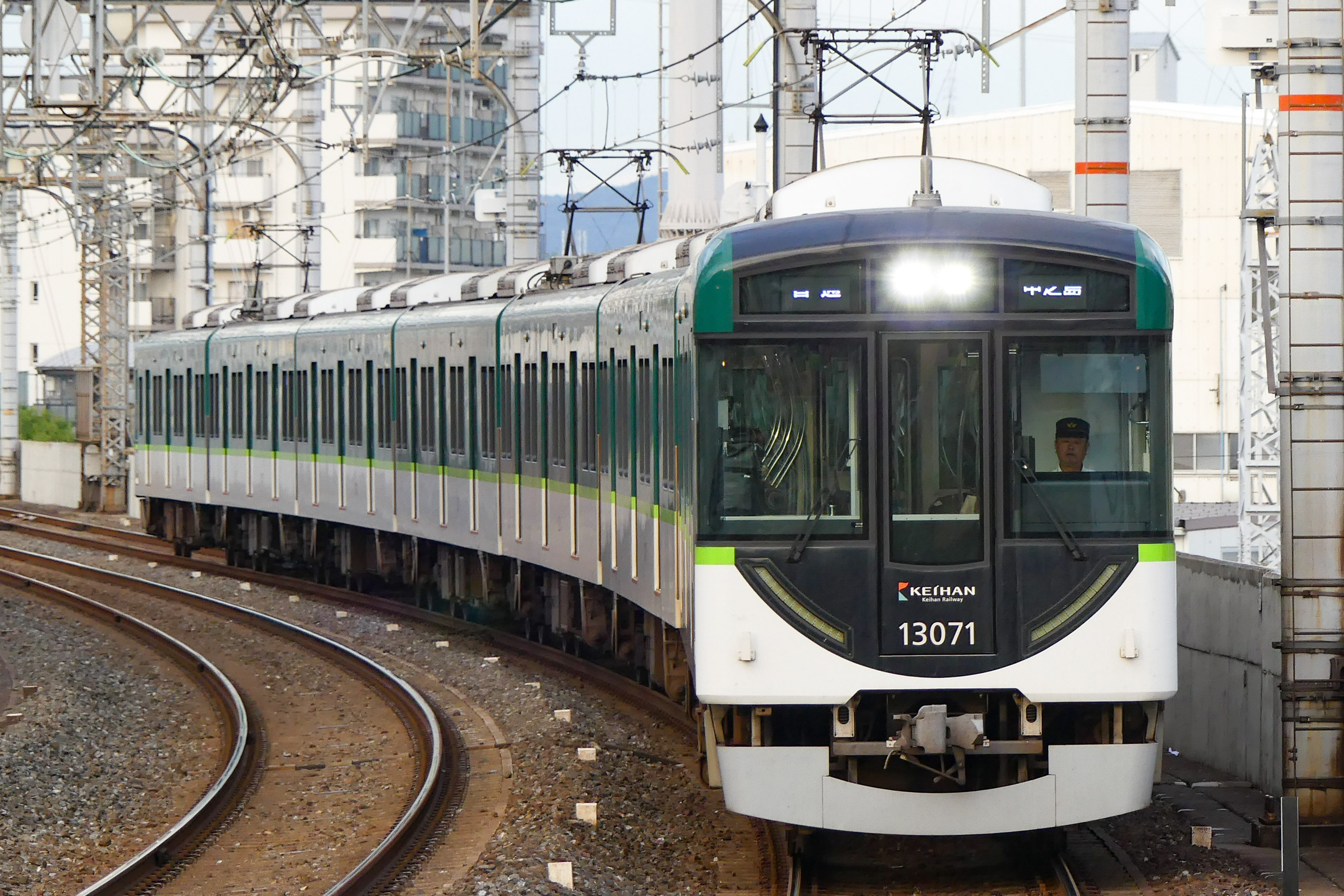
京阪13000系
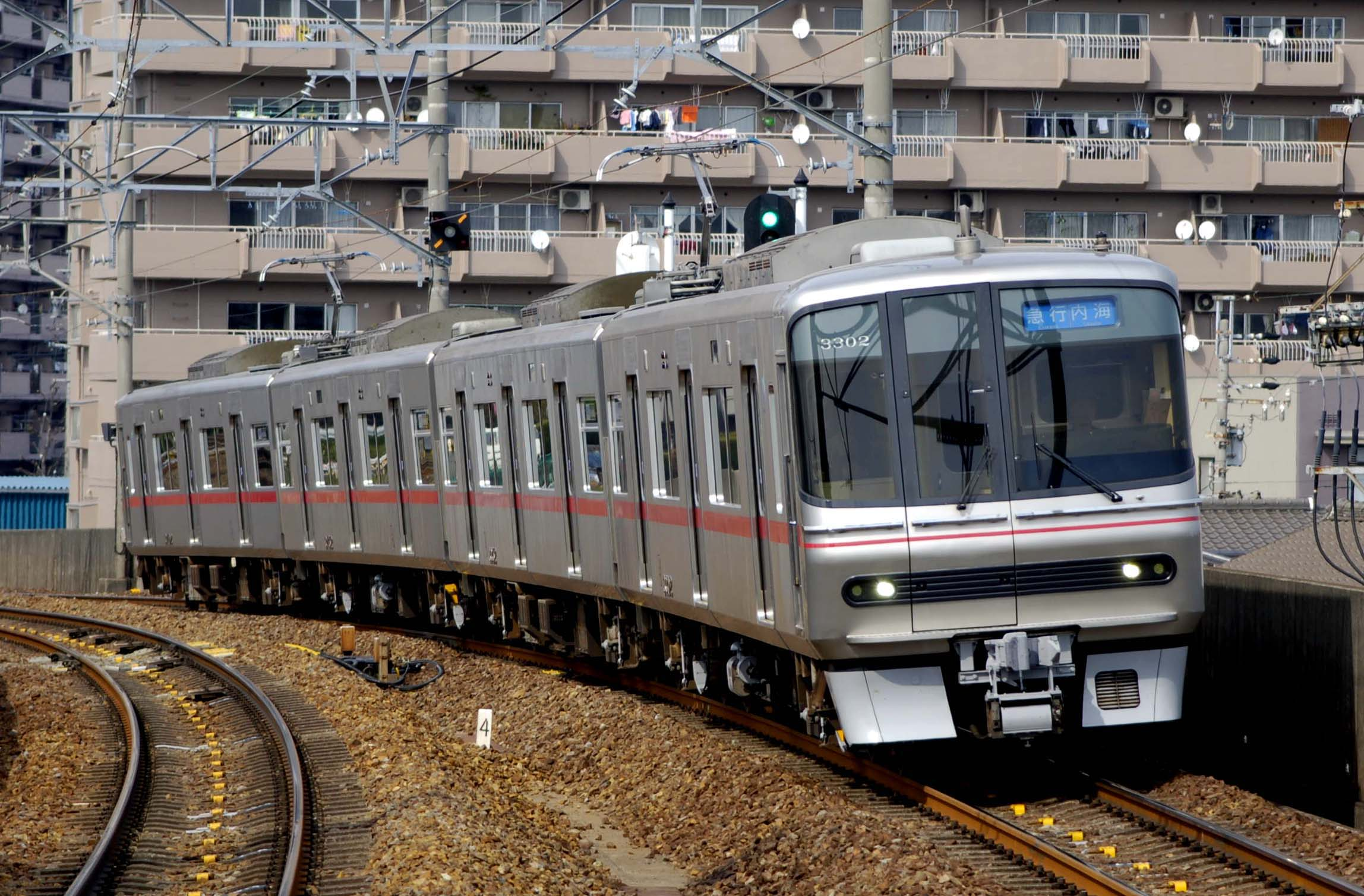
名鉄3300系

#### 標準設計への移行
通勤・近郊用車両では、2000年頃からの動向としては、JR東日本の車両または車両メーカーの標準設計を基にした車両を導入するケースが増えている。大都市周辺の主要鉄道事業者での基となる設計を大きく分けると次のようになり、代表例を示す。
- JR東日本E231系やE233系の設計を基にした事業者
  - 相模鉄道
    - 10000系
    - 11000系
    - 12000系[* 1]

  - 東京急行電鉄
    - 5000系 (2代)
    - 6000系 (2代)
    - 7000系 (2代)

  - 東京都交通局
    - 10-300形・10-300R形

  - 小田急電鉄
    - 4000形
- JR東海313系の設計を基にした事業者
  - 愛知環状鉄道
    - 2000系[* 2]

  - 名古屋臨海高速鉄道
    - 1000形[* 3]
- 車両メーカーの標準設計を基にした事業者
  - 日立製作所の「A-train」
    - 北海道旅客鉄道（JR北海道）
      - 735系
      - 737系

    - 東武鉄道
      - 50000系
      - 60000系

    - 西武鉄道
      - 20000系
      - 30000系

    - 阪急電鉄
      - 9000系[* 4]
      - 9300系[* 4]
      - 1000系
      - 1300系

    - 東京地下鉄
      - 05系13次車
      - 10000系
      - 15000系
      - 16000系3・4次車
      - 17000系10両編成
      - 18000系

    - 相模鉄道
      - 20000系
      - 21000系

    - 首都圏新都市鉄道
      - TX-1000系[* 5]
      - TX-2000系
      - TX-3000系

    - 名古屋市交通局
      - N3000形第1編成

    - 大阪市高速電気軌道
      - 400系

    - 福岡市交通局
      - 3000系

    - 九州旅客鉄道（JR九州）
      - 305系

  - 川崎車両（旧・川崎重工業車両カンパニー）の「efACE」
    - 北海道旅客鉄道（JR北海道）
      - 733系

    - 京阪電気鉄道
      - 13000系

    - 東京地下鉄
      - 16000系1・2・5次車

    - 山陽電気鉄道
      - 6000系

    - 西日本旅客鉄道（JR西日本）
      - 323系[* 6]

    - 大阪市高速電気軌道
      - 30000系[* 6]

    - 西武鉄道
      - 40000系

  - 日本車輌製造のいわゆる『ブロック工法』などと呼ばれているもの
    - 京王電鉄
      - 9000系[* 7]

    - 京成グループ
      - 京成電鉄
        - 3000形[* 8]
        - 3100形[* 9]

      - 新京成電鉄
        - N800形
        - 80000形

      - 北総鉄道
        - 7500形[* 10]

      - 千葉ニュータウン鉄道
        - 9200形

    - 横浜市交通局
      - 3000形3次車以降

    - 小田急電鉄
      - 3000形[* 11]

    - 名古屋鉄道
      - 300系
      - 3300系（3代）・3150系
      - 9500系・9100系
      - 5000系（2代）
      - 4000系

    - 名古屋市交通局
      - N1000形
      - 6050形
      - N3000形第2編成以降

    - 東海旅客鉄道（JR東海）
      - 315系[* 12]

  - 東急車輛製造[注 13]→総合車両製作所[注 14]の標準設計（「sustina」を含む）を一部基にした事業者
    - 京浜急行電鉄
      - 1000形（2代）6次車以降[* 13]

    - 南海電気鉄道
      - 8000系（2代）[* 14]

    - 小田急電鉄
      - 3000形2次車以降

    - 静岡鉄道
      - A3000形

    - 東京都交通局
      - 5500形

    - 209系も例外があるものの広義の東急車輛製造の標準設計と云える。

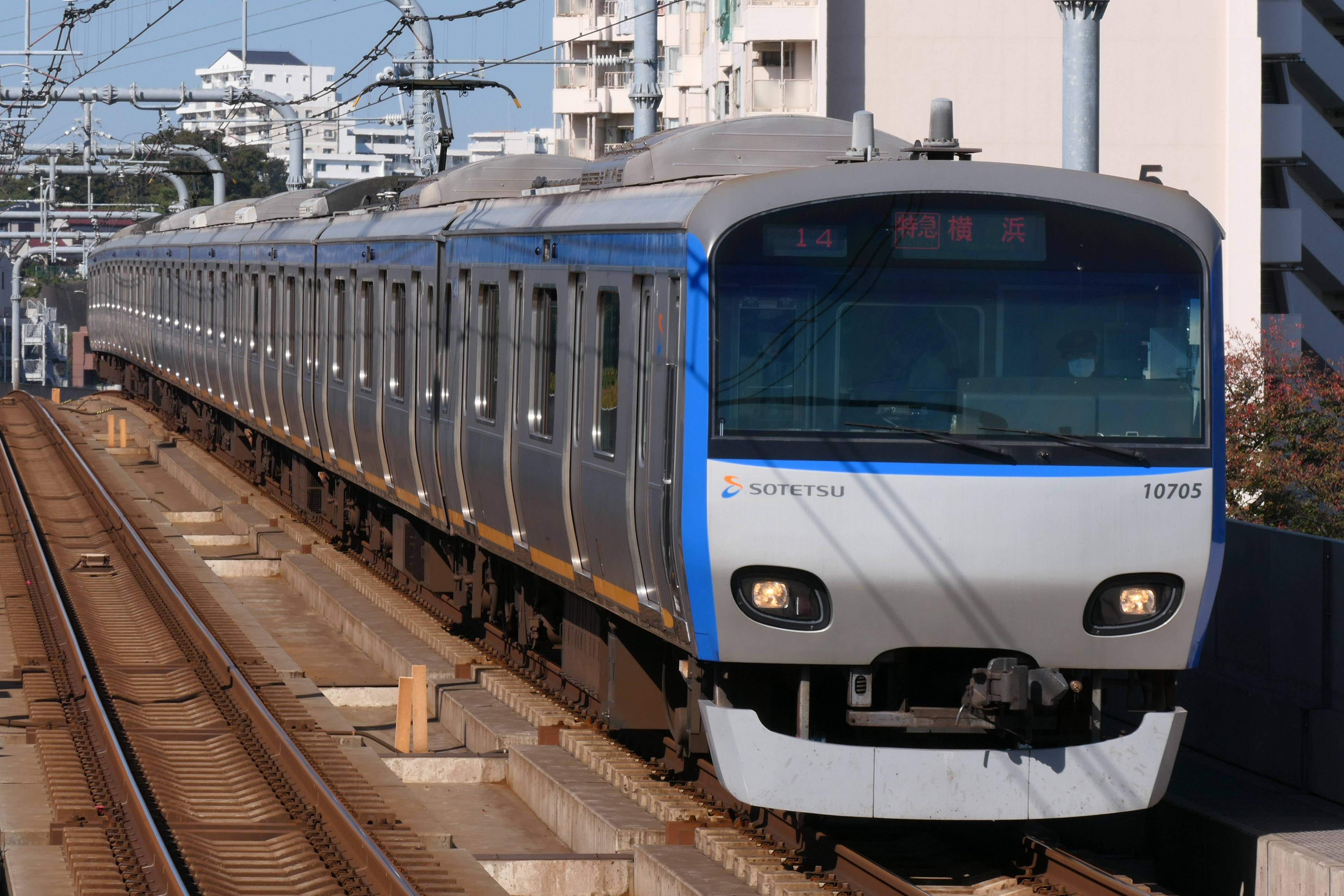
相鉄10000系
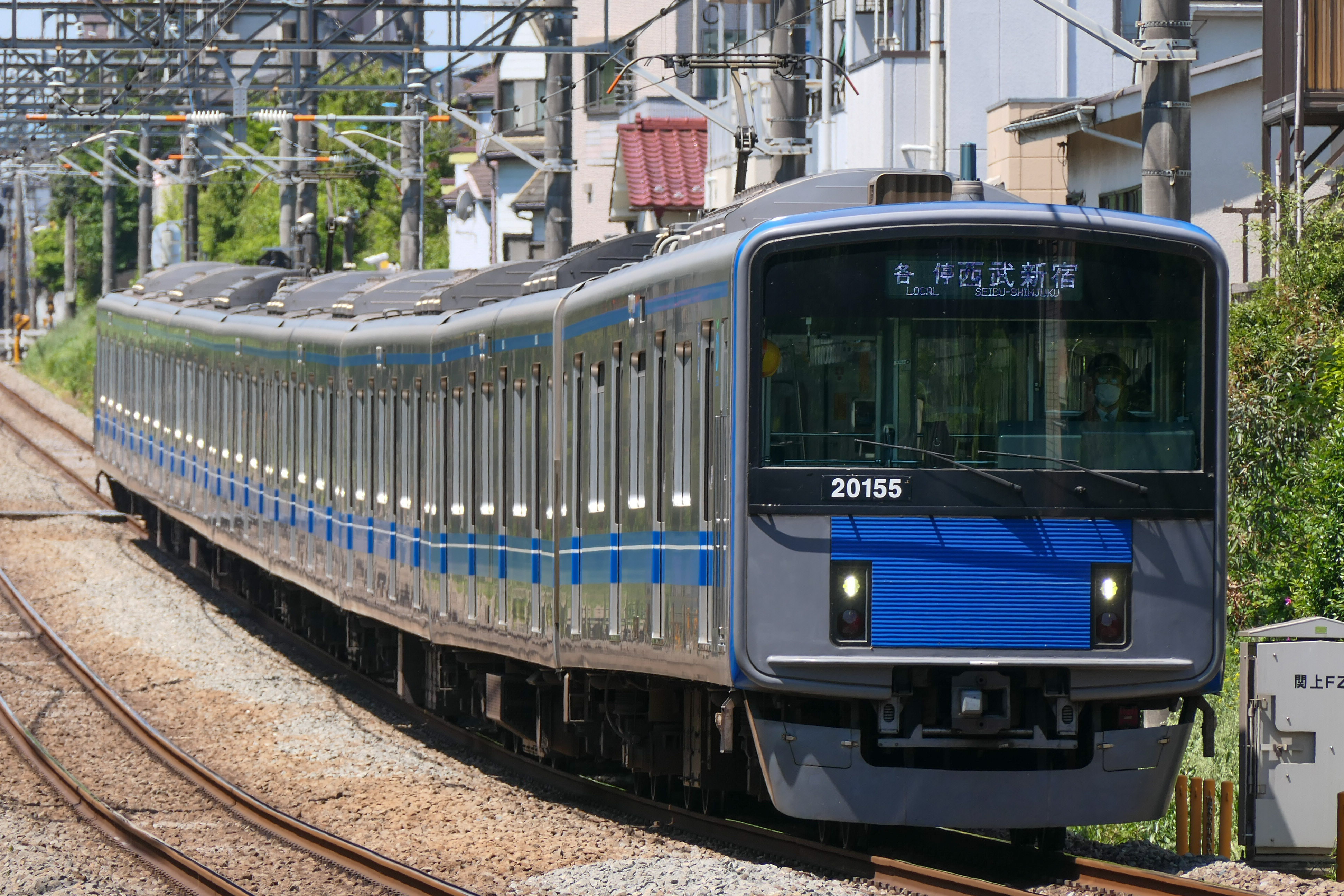
西武20000系
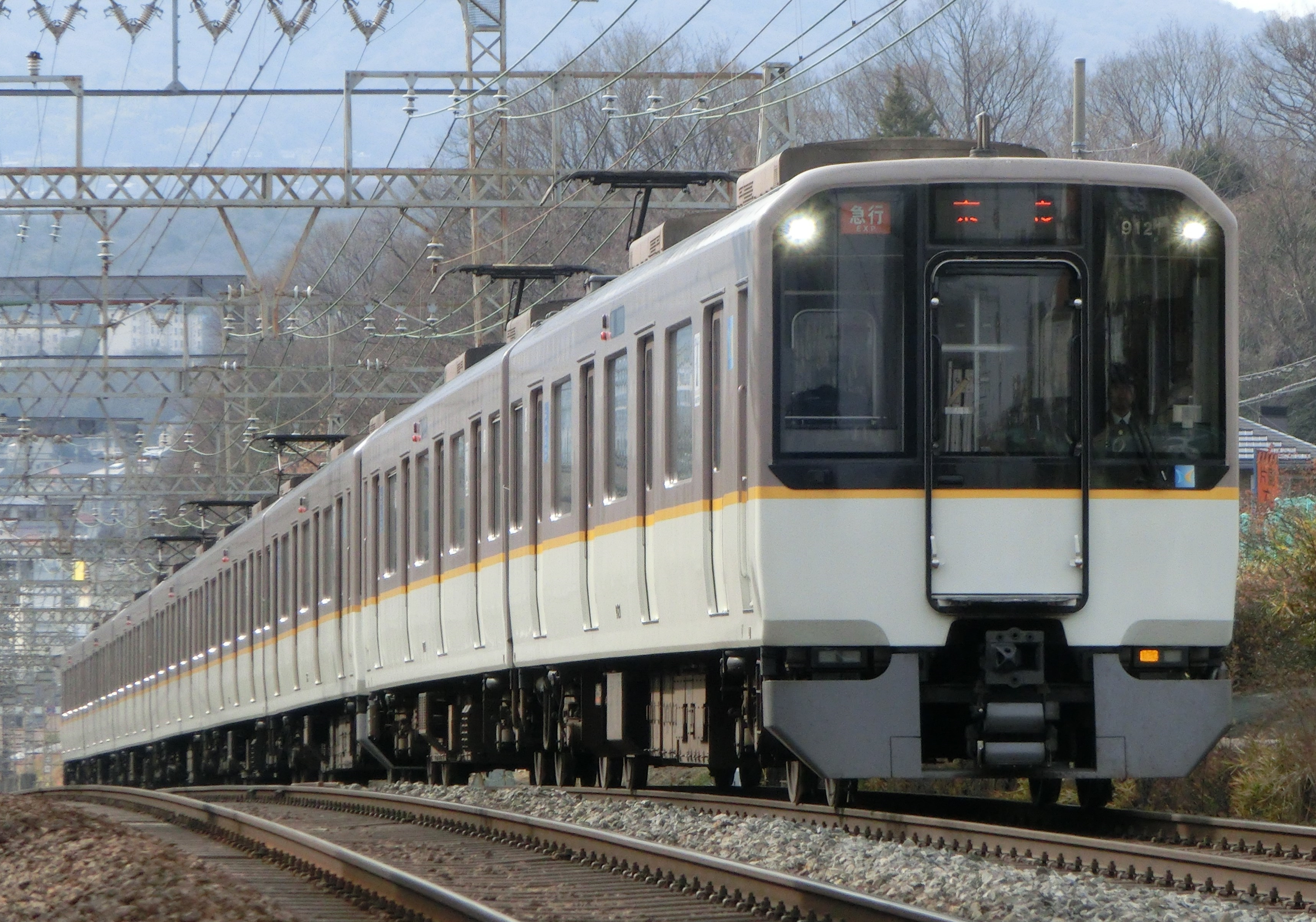
近鉄シリーズ21
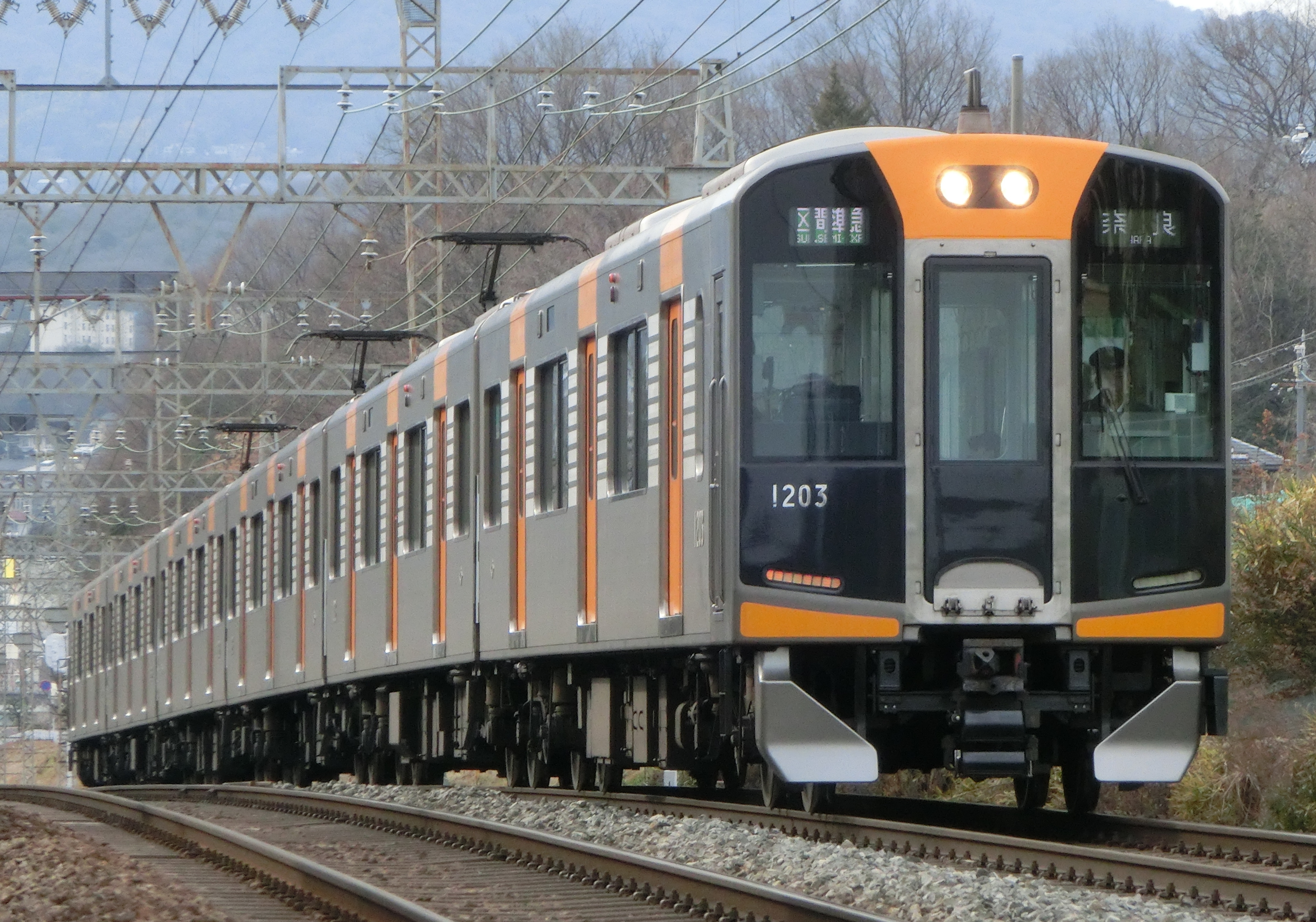
阪神1000系
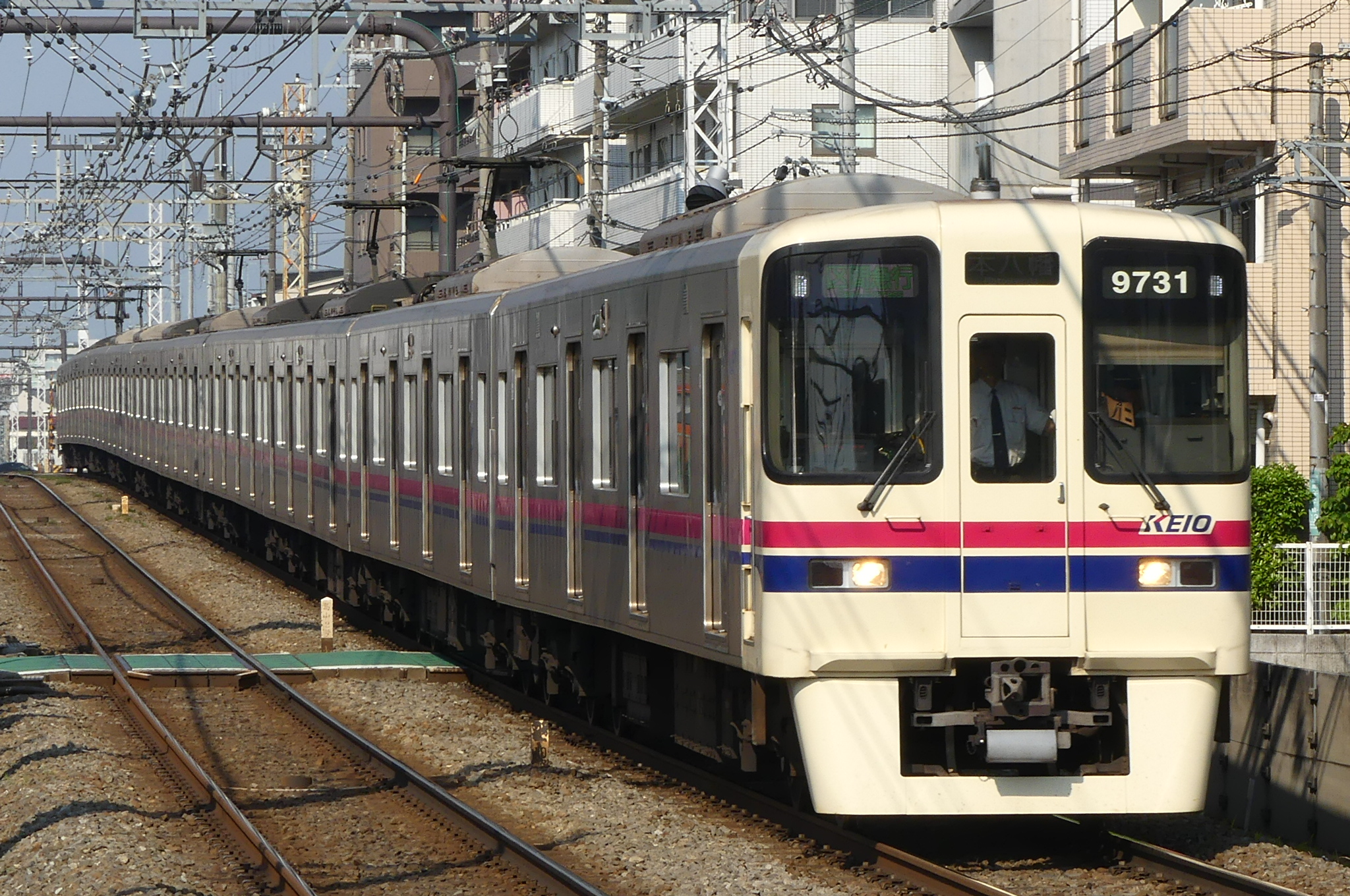
京王9000系
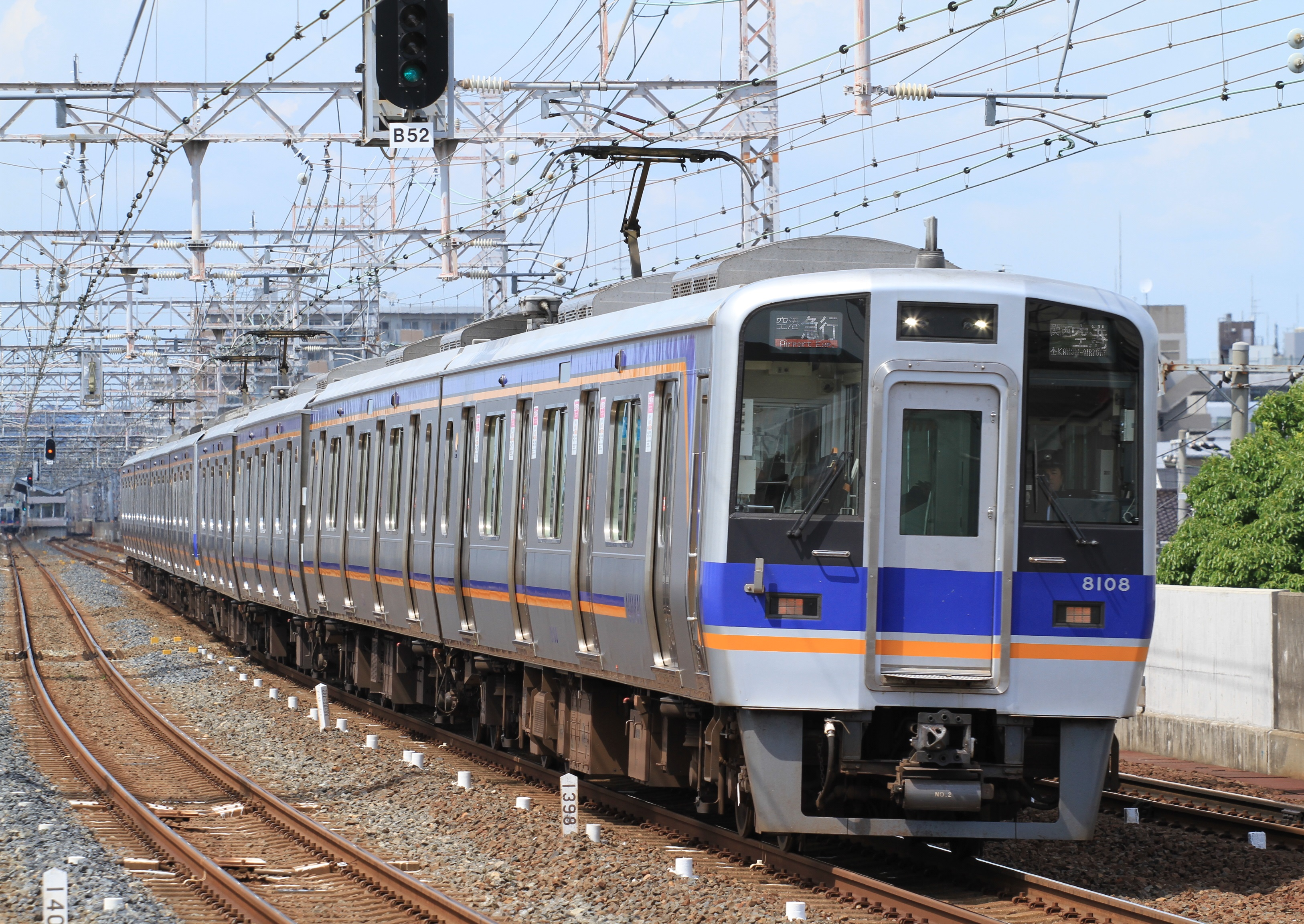
南海8000系 (2代)
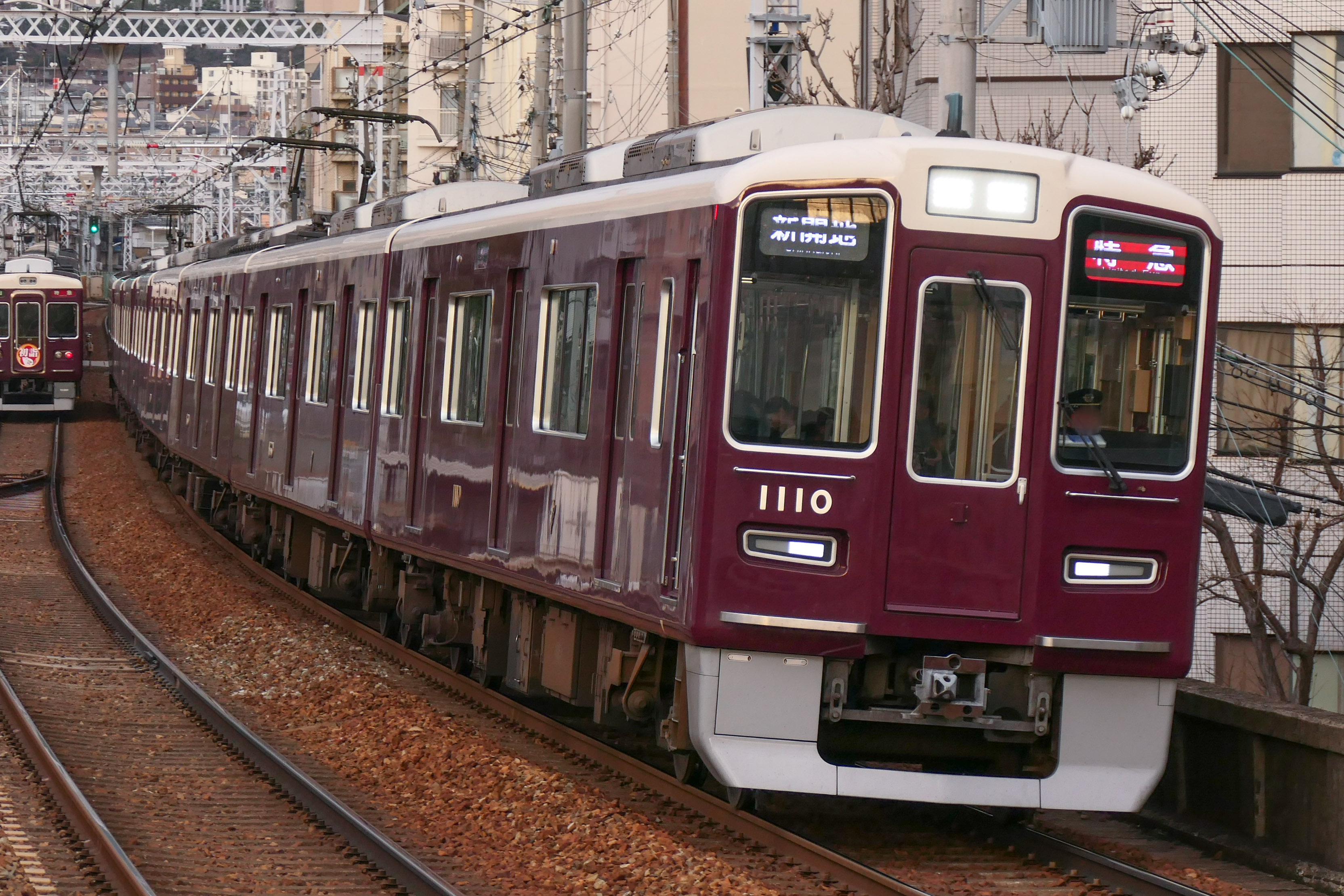
阪急1000系
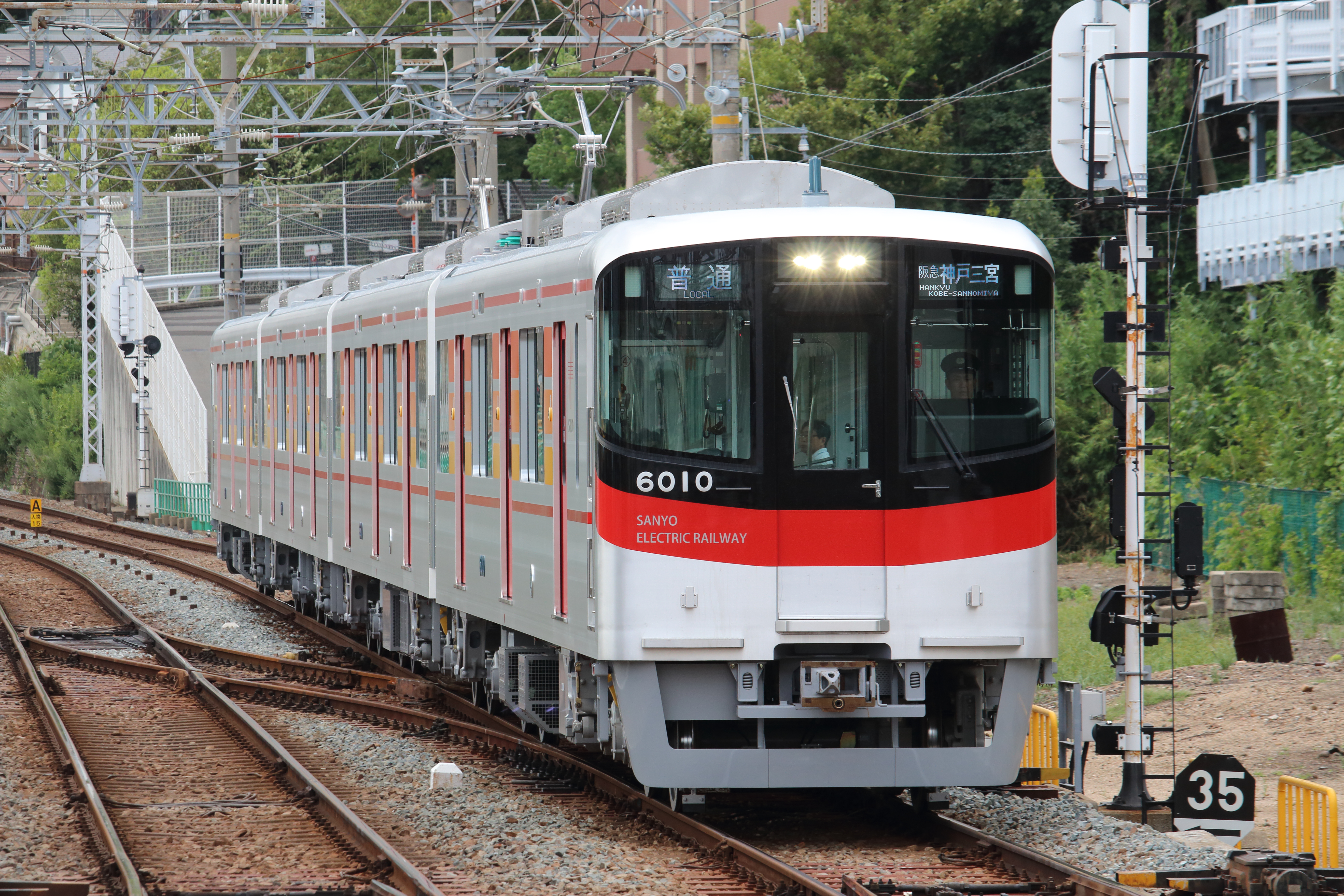
山陽6000系

##### 備考
1. ↑  車体は「Sustina」を採用している。
2. ↑  ただし、ベースは近郊形である。
3. ↑  車体は「ブロック工法」を採用している。
4. 1 2  一部編成はアルナ車両で艤装。
5. ↑  全車川崎重工業製だが、日立製作所の開発した「A-train」の技術を用いており、これを川崎重工業がライセンス生産するという形になっている。
6. 1 2  川崎車両（旧・川崎重工業車両カンパニー）製造分のみ。
7. ↑  0番台のみ東急車輛製造製の車両もある。
8. ↑  東急車輛製造製（6次車以前の3001編成を除く奇数編成）、総合車両製作所横浜事業所製（8次車以降の奇数編成）の車両もある。
9. ↑  総合車両製作所横浜事業所製の車両もある。
10. ↑  東急車輛製造製の車両もある。
11. ↑  川崎重工業製、東急車輛製造製の車両もある。
12. ↑  国内向けの日車式ブロック工法の車両としては初の全編成トイレ付き。初の「N-QUALIS」ブランドの車両。
13. ↑  川崎重工業製の車両もある（4両編成、6両編成の製造を担当）。5次車までは完全な独自設計。
14. ↑  一部部品にE231系のものを使用。

#### 陳腐化への対処
日々過酷な運用をこなす通勤形電車では、30年程度使用した後に新車と置き換え廃車するのが一般的であるが、事業者のコストに対する考え方は様々である。
新技術搭載の新車導入により運行コストを下げる場合には、廃車が選択されることになる。廃車後はほとんどが解体されるが、新車導入の体力のない地方中小事業者へ譲渡されるケースも見られ、東急5000系や7000系、京王初代5000系や3000系は多くの車両が中小私鉄に移って活躍している。国鉄・JRでも101系を秩父鉄道へ譲渡するなど数例がある。また、京急1000形（初代）や営団5000系のように相互乗り入れを行なっている路線では乗り入れ相手先に譲渡やリースによって移籍するケースもある。
最近では日本国外への譲渡も増えており、営団500形や名古屋市交通局300形・1200形がアルゼンチン・ブエノスアイレス地下鉄（メトロビアスS.A.）に売却された。インドネシア国鉄へは、東京都交通局6000形や東急8000系、JR東日本の103系・205系などが無償譲渡されている。
一方、車両を長期間使用することで導入コストを下げ、リニューアルにより30年以上使用される車両も存在する。
大規模な車両リニューアルの例としては、就役後約20年を経過した1986年より開始された、東武8000系の車体修繕が挙げられる。屋根の防水性向上と塗装総剥離の上、腐食部分の張り替え・車内化粧板の変更・床材の変更、そして後には前面形状の変更・表示器のLED化・HIDライト化などが実施された。2008年頃までに在籍する約700両全ての修繕が完了した。
JR西日本では通勤形電車のリニューアルを進めており、103系に対して行われたリニューアル改造では屋根の張り上げ、一部外板のステンレス化、前面窓の1枚化と側面窓枠の取り替えなど根本的な延命が図られた他、座席モケットを207系と同様のものに交換したり、冷房ダクトや貫通扉が新品に交換された。この改造メニューは途中から一部工程が省略されたものの、本形式で培われたノウハウは後年の201系・205系・207系のリニューアルにも生かされている。
その他、私鉄では阪急5000系、阪神8000系、小田急1000形、西武2000系、東武9000系などが大規模なリニューアルを受けている。ただし、京成3500形や営団02系のように費用対効果の観点や情勢の変化、新技術導入の難しさなどから途中で更新工事を中止し、車両の置換えに方針を切り替えた事業者や、近鉄6020系電車のように代替車両導入の目途がつかず、二度目の更新工事を実施している事業者もある。
制御装置を更新する事例もあり、東急7000系、大阪市交通局10系、神戸市交通局1000形、福岡市交通局1000系、JR東日本205系（一部）、京王電鉄7000系、
南海電気鉄道6200系・8200系・9000系、阪急電鉄7000系・7300系などがVVVFインバータ制御への更新を施工されている。東急7000系が7700系にVVVFインバータ制御化改造された当時、車体は新製時と比べほとんど劣化しておらず、ステンレス車の有効性を世に知らしめることとなった。京王3000系、営団01系、名古屋市交通局5000形などは、譲渡に際してVVVFインバータ制御への更新が行われている。2000年代以降では大阪市交通局（20系および新20系、66系、70系）や北大阪急行8000形（一部）、阪急電鉄（8000系および8300系）、北神急行7000系など、VVVFインバータ装置を更新（GTO→IGBTまたはSiC化等）した車両が登場している。

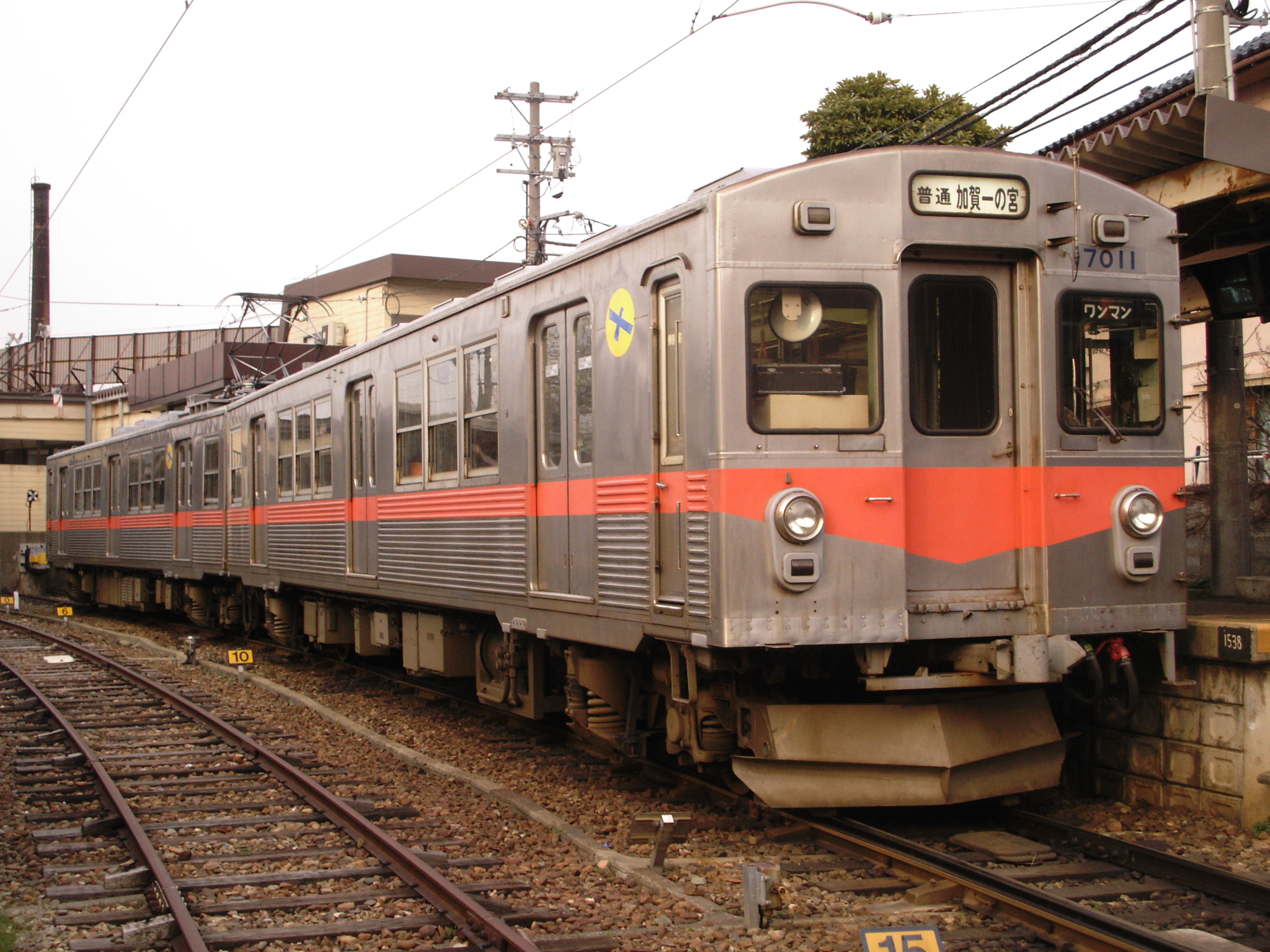
北陸鉄道7000系（元東急7000系）
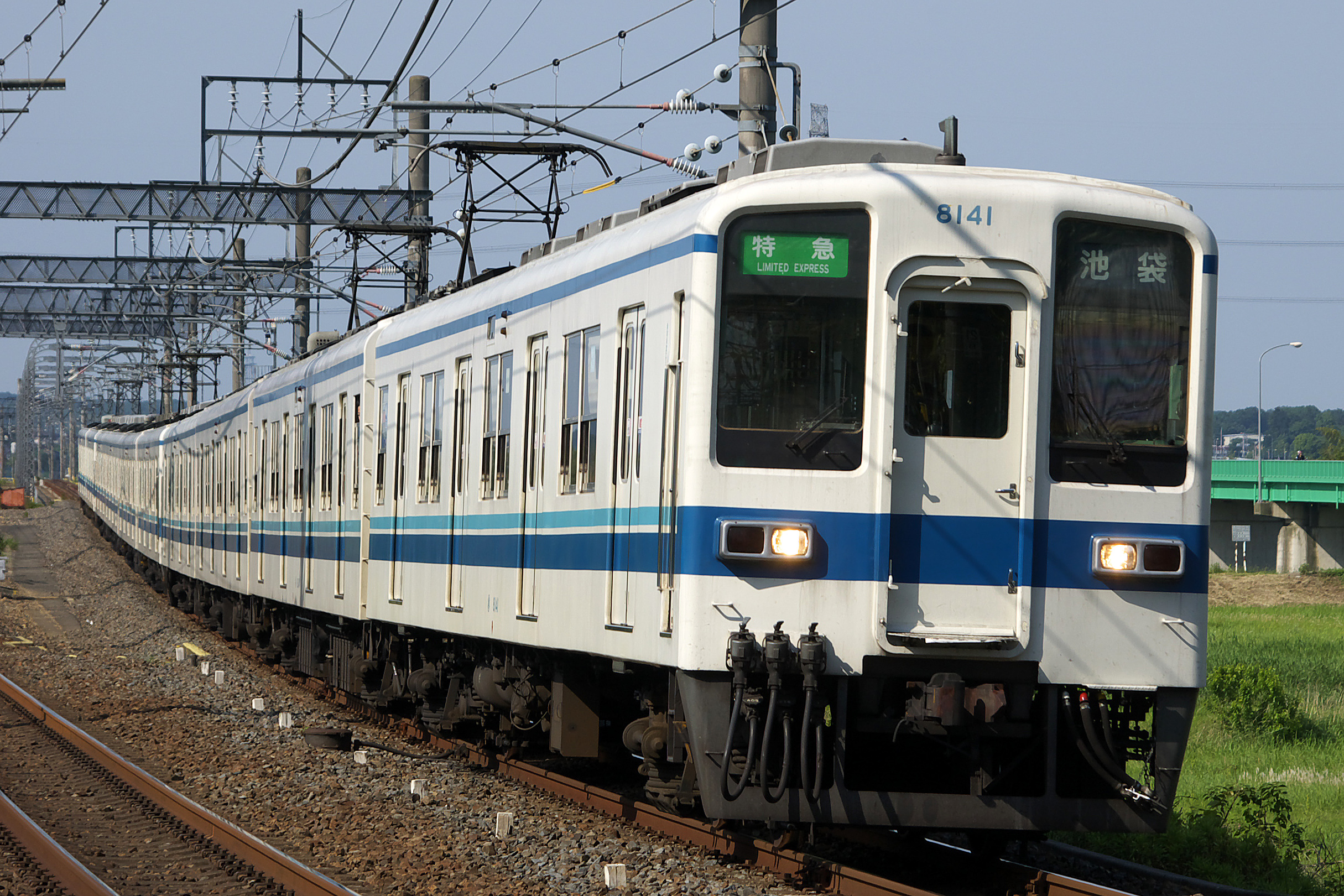
東武8000系
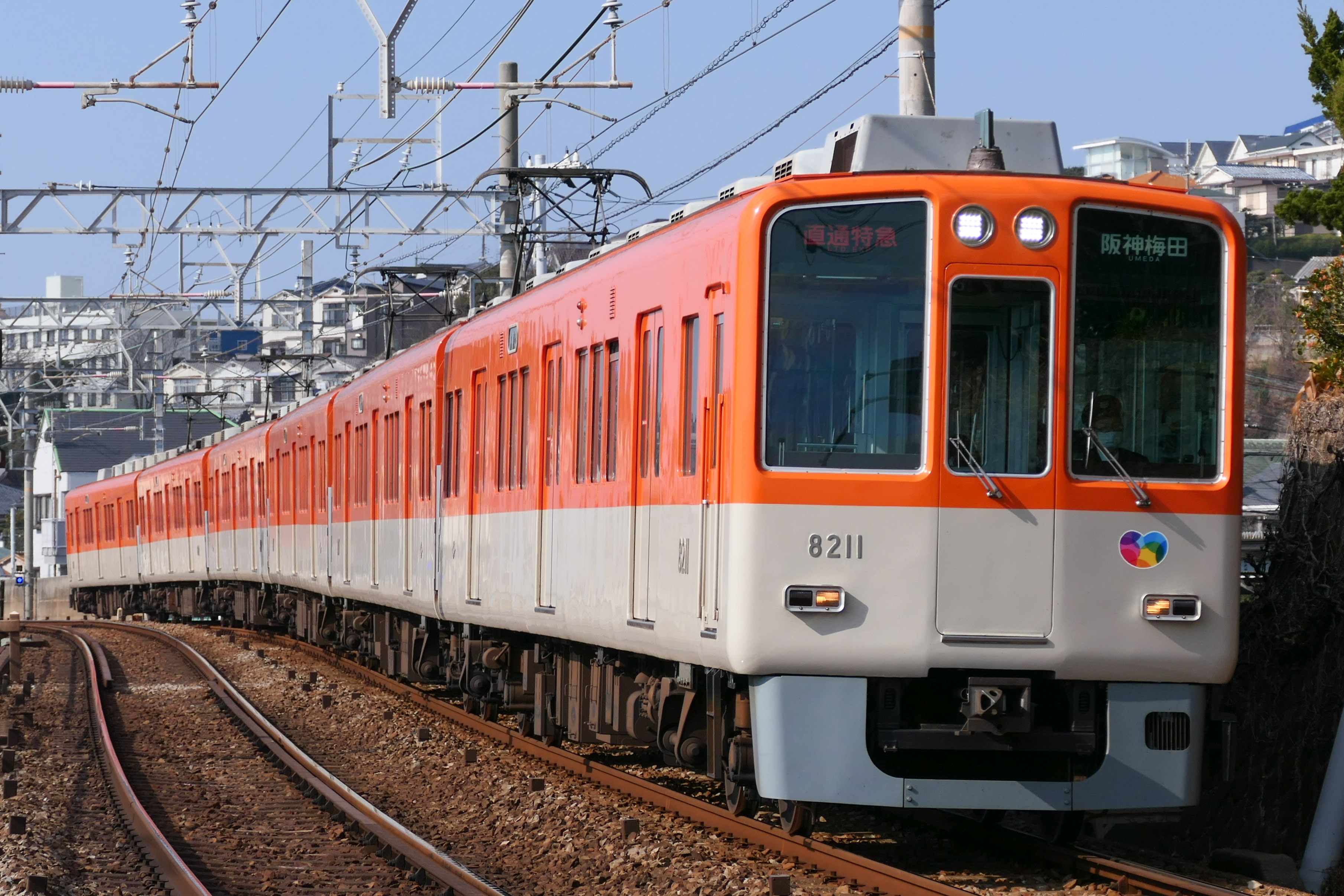
阪神8000系
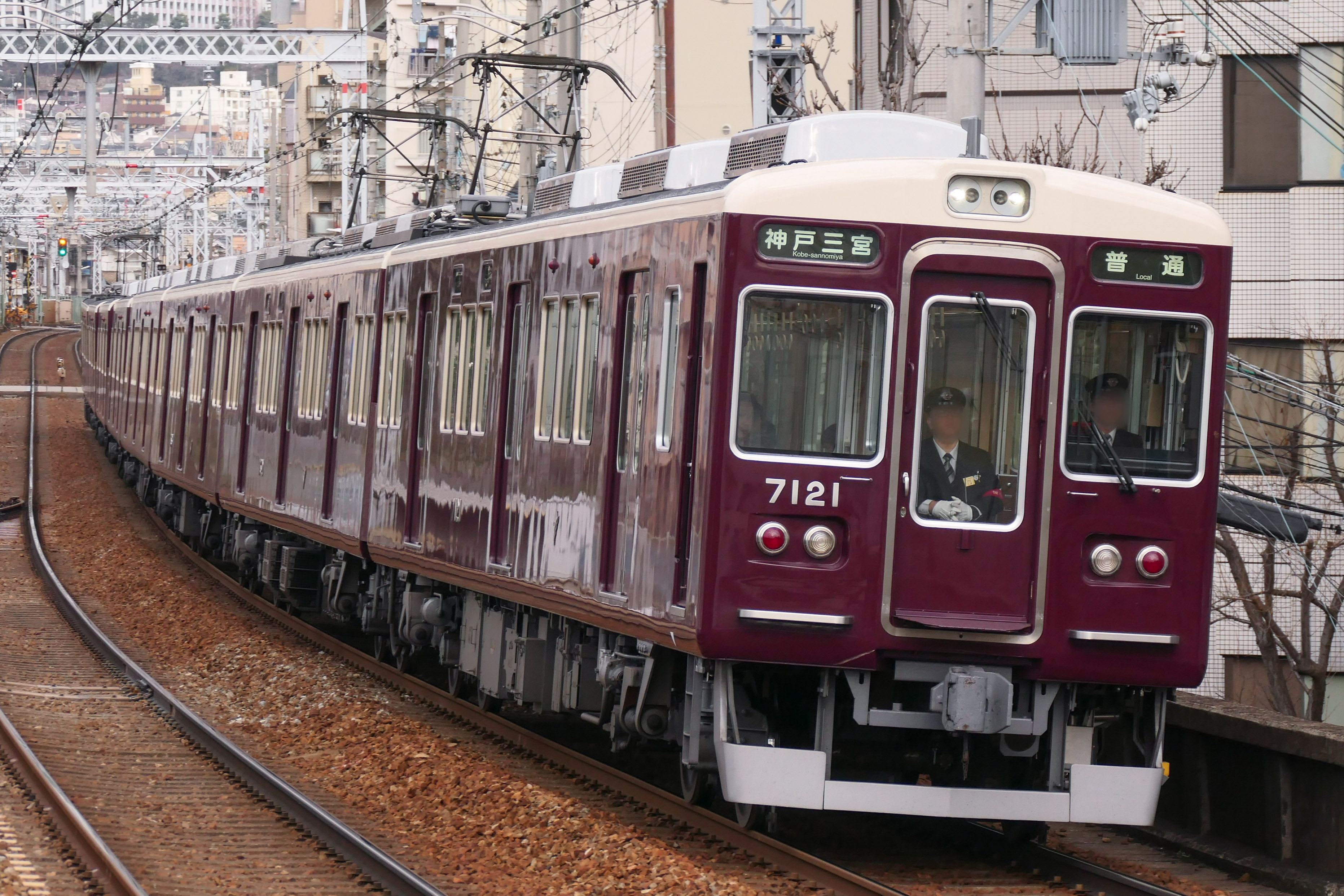
阪急7000系（VVVFリニューアル車）

#### 他用途からの転用
私鉄では優等列車（特に特急列車）専用であった車両が運用を離脱した場合、程度の良い車両は格下げの形で他用途に転用される場合がある。中には扉の増設・ロングシート化など通勤形車両に近づけた改造を受けた車両もあり、この種の事例では料金不要特急列車を運行している京浜急行電鉄・京阪電気鉄道・阪急電鉄・西日本鉄道の車両において存在した。しかし、扉の増設などによる大規模な格下げ改造はコストが大きく、2000年代以降は一貫して優等列車用として使用する方針に転換しつつあり、格下げ改造は減少しつつあるが、小規模な改造で支線用の通勤車両に格下げした車両もあり、この種の例では東武1800系や阪急6300系がこれに該当する。
有料優等列車専用車両はその性質上、速達性と快適性が要求され、デザインも重視されることから一般車両と構造が大きく異なるため通勤車両への転用は難しいが、京成3400形や名鉄5000系のように機器流用した車両も存在する。変わり種として、本来の優等列車専用車両導入後に通勤車への格下げを前提とした小田急2300形や京成3200形開運号用、元来特急用であった車両が事故復旧に際して格下げされた名鉄1380系などがある。また、これらとは逆に近鉄680系および6200系→16200系のように特急車に格上げされた車両も存在する。

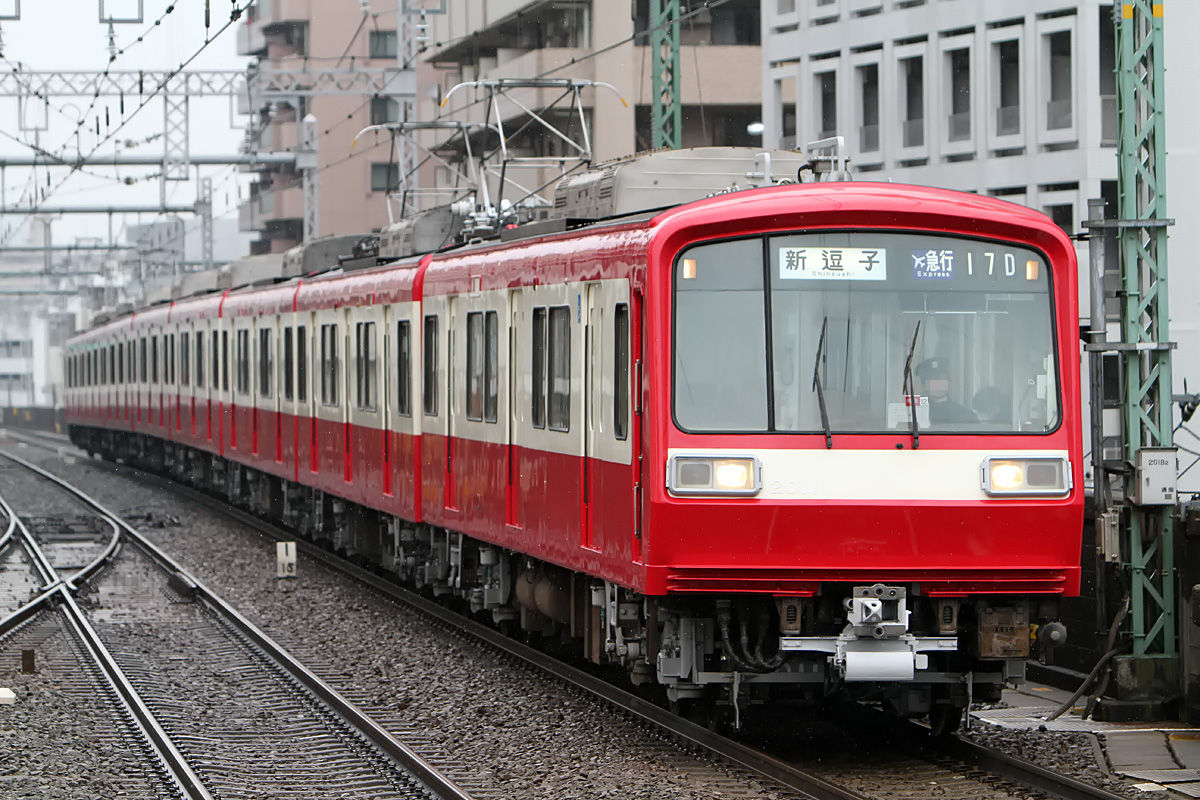
京急2000形
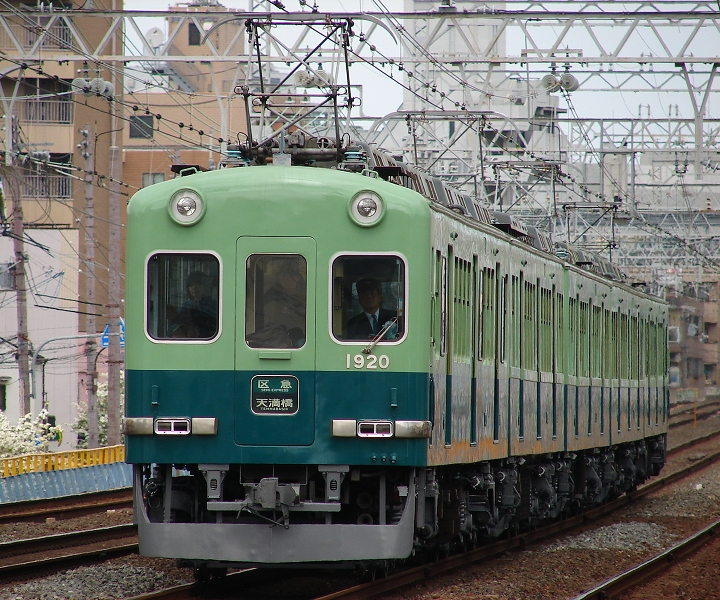
京阪1900系
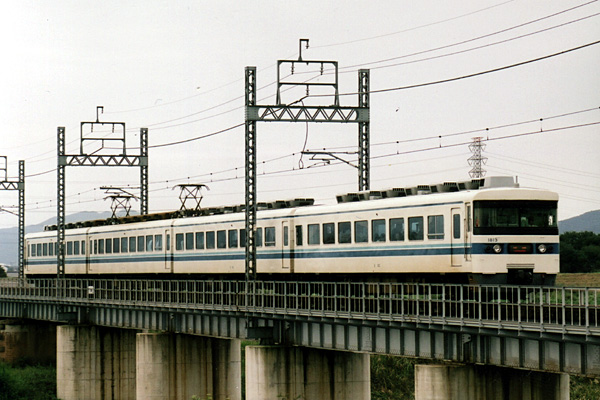
東武1800系
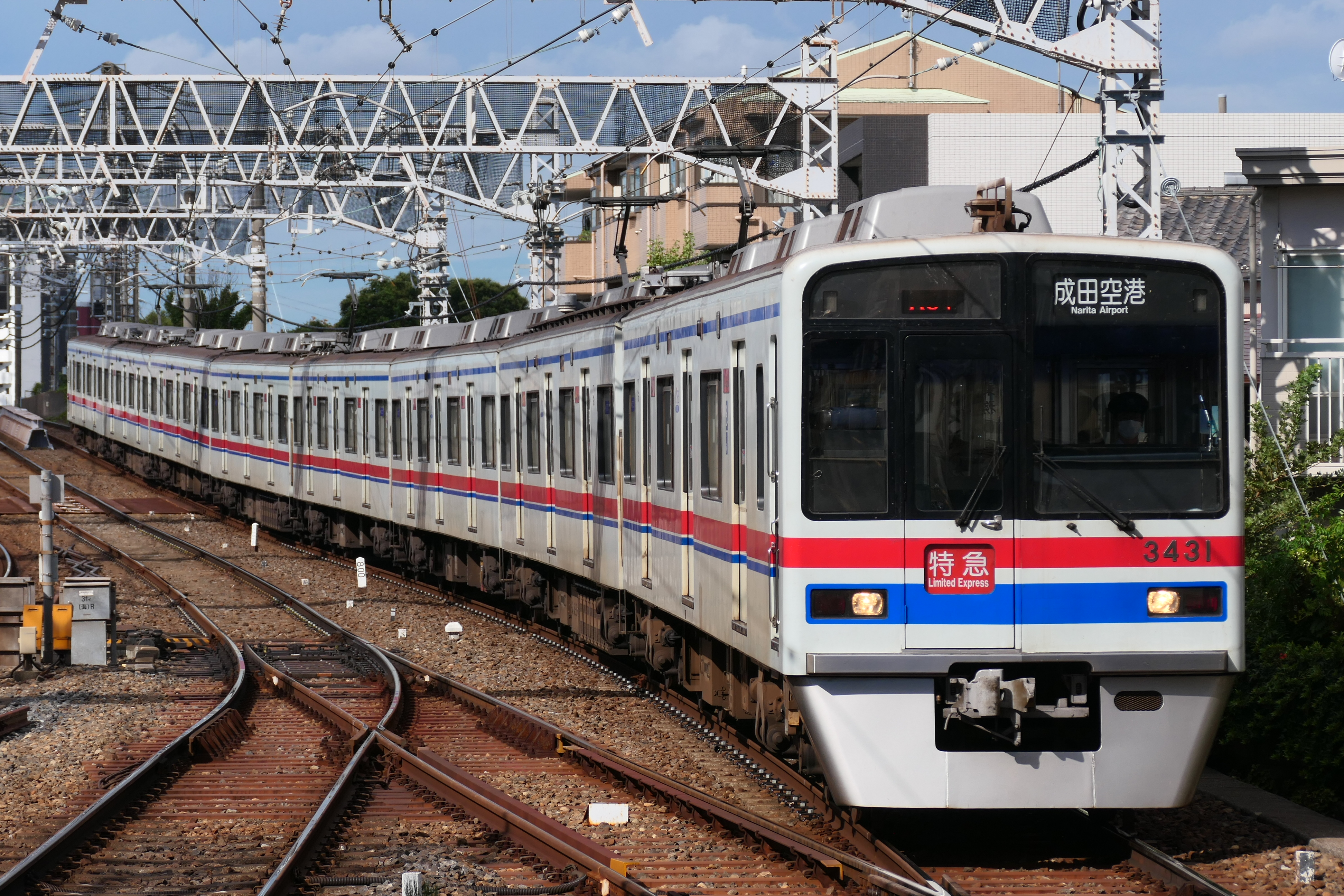
京成3400形
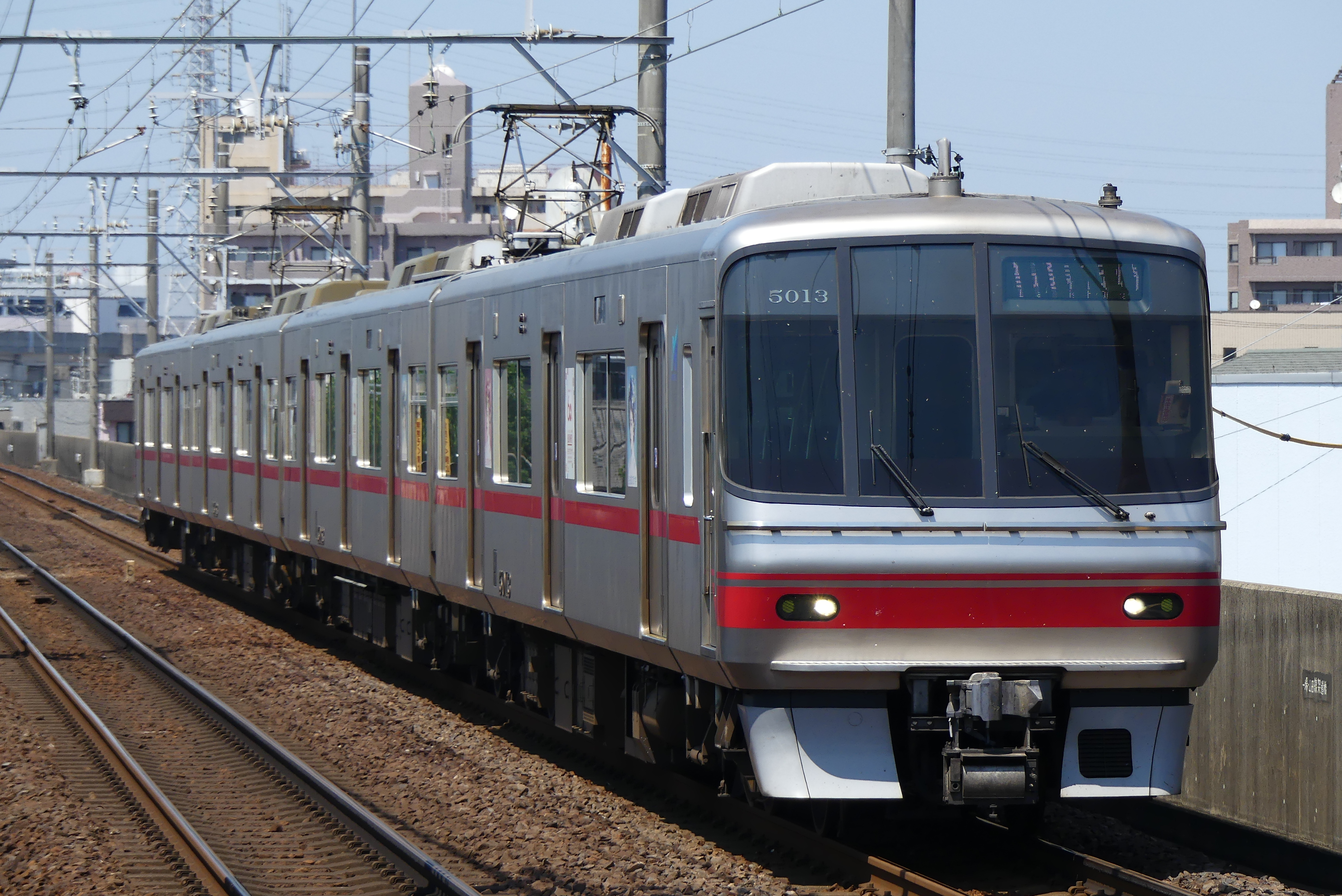
名鉄5000系
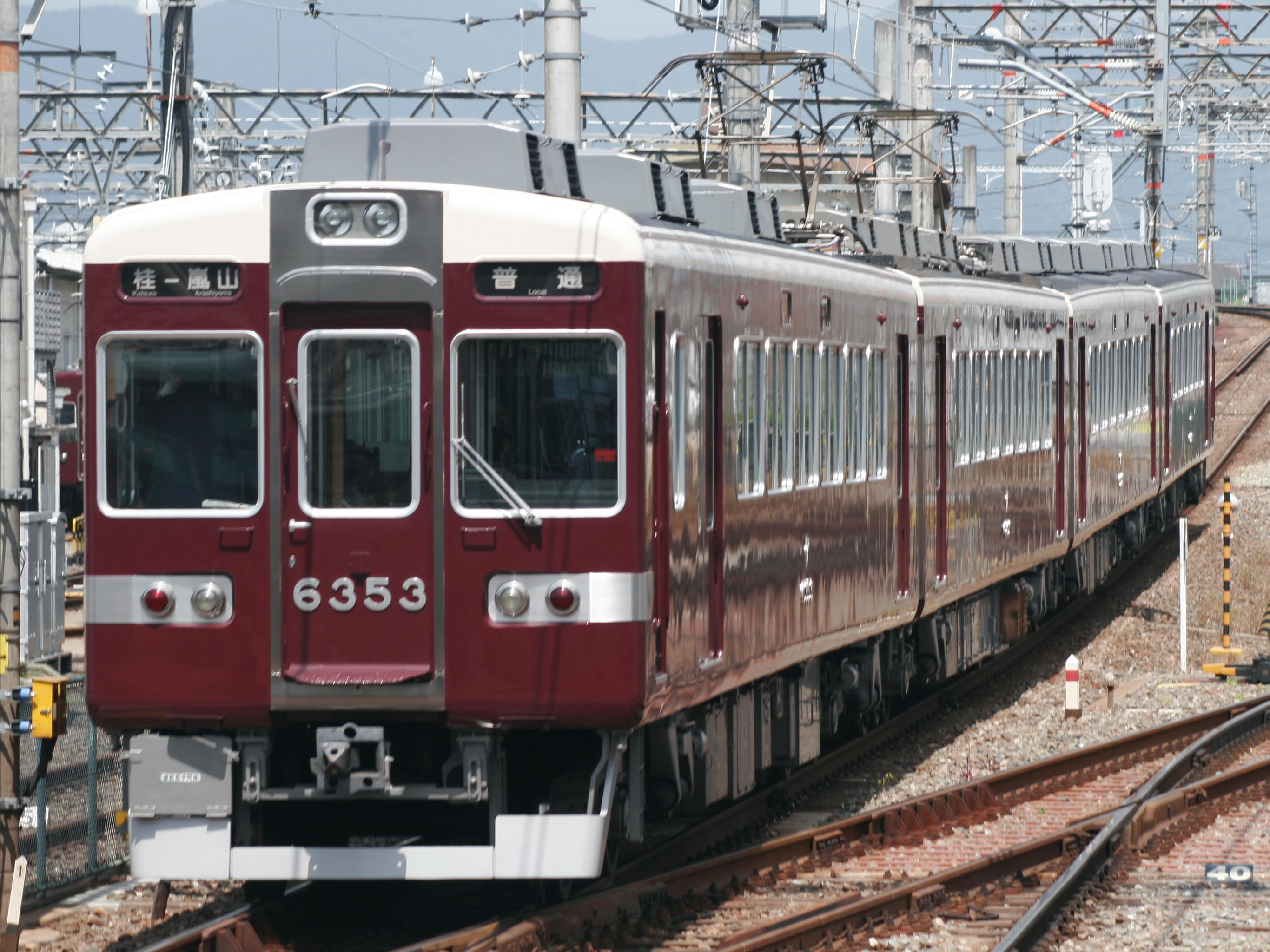
阪急6300系
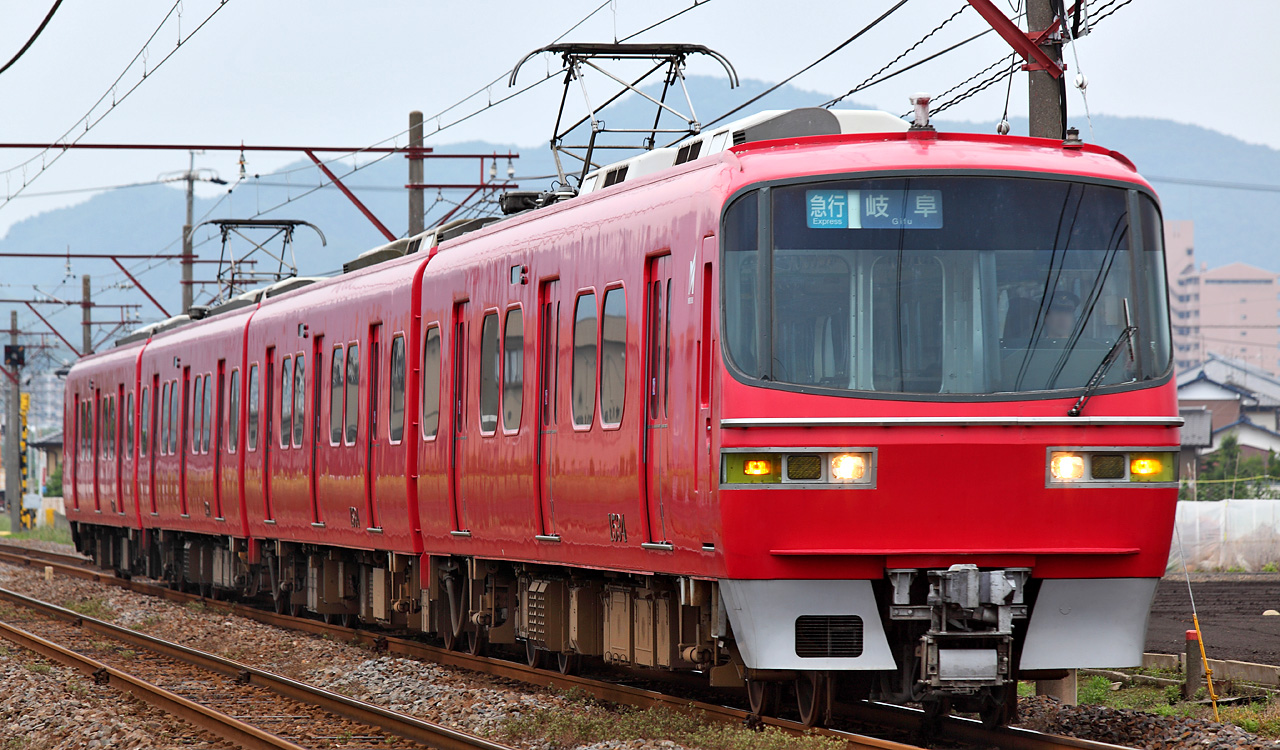
名鉄1380系

## 通勤形の分類に見解が分かれる車両
以下の車両は通勤形に分類されるが、他の車種に分類されたり、実際の運用では他の車種と混用されたりするため、通勤形の分類に見解が分かれるものである。もともと通勤形として登場した209系に関しても、房総地区向けにセミクロスシートやトイレを設置し、近郊型に近い形態となった車両がある。
- キハ35系
用途上では通勤輸送用であるが[32]、実際の運用では特急形を除く他の気動車と混用されたこともあり、一般形気動車の一種として括られることもある。独立した便所も備えており、キハ35形については実際の運用では片道200kmを超える運用についたこともあった[7]。
- 731系・733系・735系電車
分類上は通勤形であるが、これらは近郊形である721系と基本的に共通で運用されている[33]。733系については2014年7月から快速「エアポート」にも充当され、721系とともに専用の編成が使用される[34][35]。なお、731系については登場時の雑誌記事では近郊形電車に分類されている場合がある[36]。
- 701系電車
JR東日本の公式ウェブサイト上では通勤形に分類されているが[29]、雑誌などの記事においては、通勤形[37]だけでなく近郊形[38]や一般形[39]と分類されている場合がある。元々は3扉ロングシート車として登場したが、5000番台ではセミクロスシート車も製造され、0番台の一部もセミクロスシートに改造している。また、実際の運用では片道200kmを超える運用に就いたこともあった[7]。
- E127系電車
JR東日本の公式ウェブサイト上では通勤形に分類されているが[30]、雑誌などの記事においては、本形式が近郊形[40][41][42]や一般形[40][43]と分類されている場合がある。元々は3扉ロングシート車として登場したが、100番台はセミクロスシートで製造された。

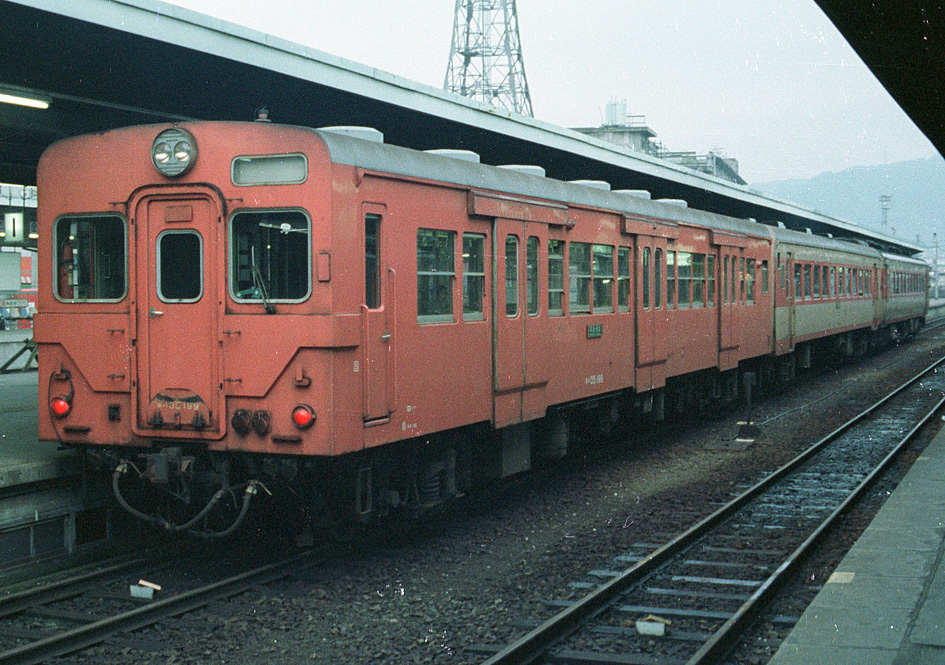
急行形気動車と併結した日本国有鉄道キハ35系
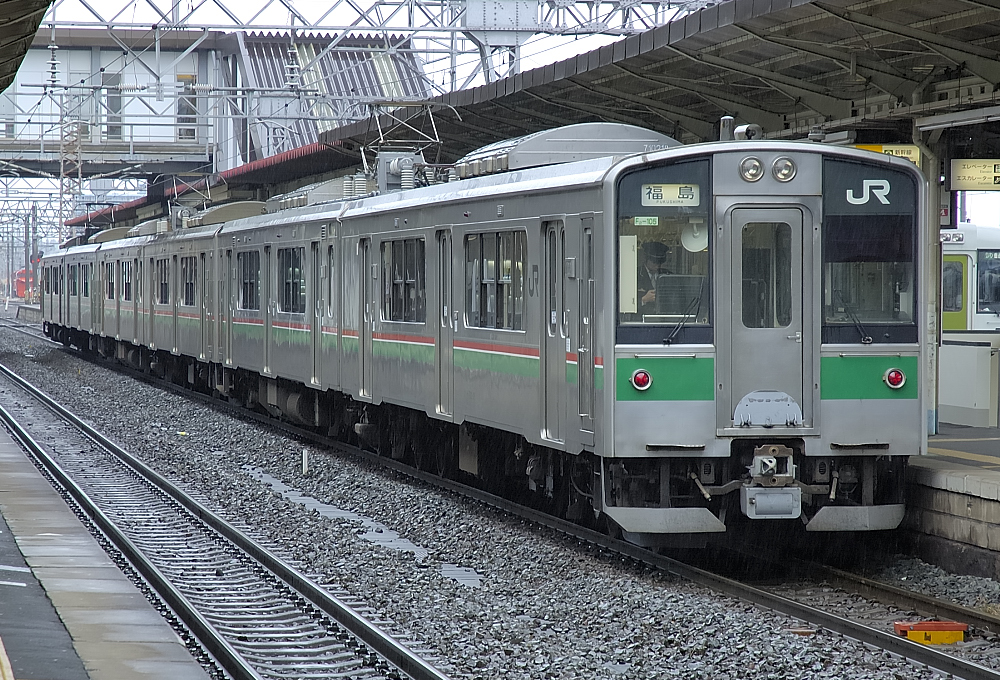
JR東日本701系
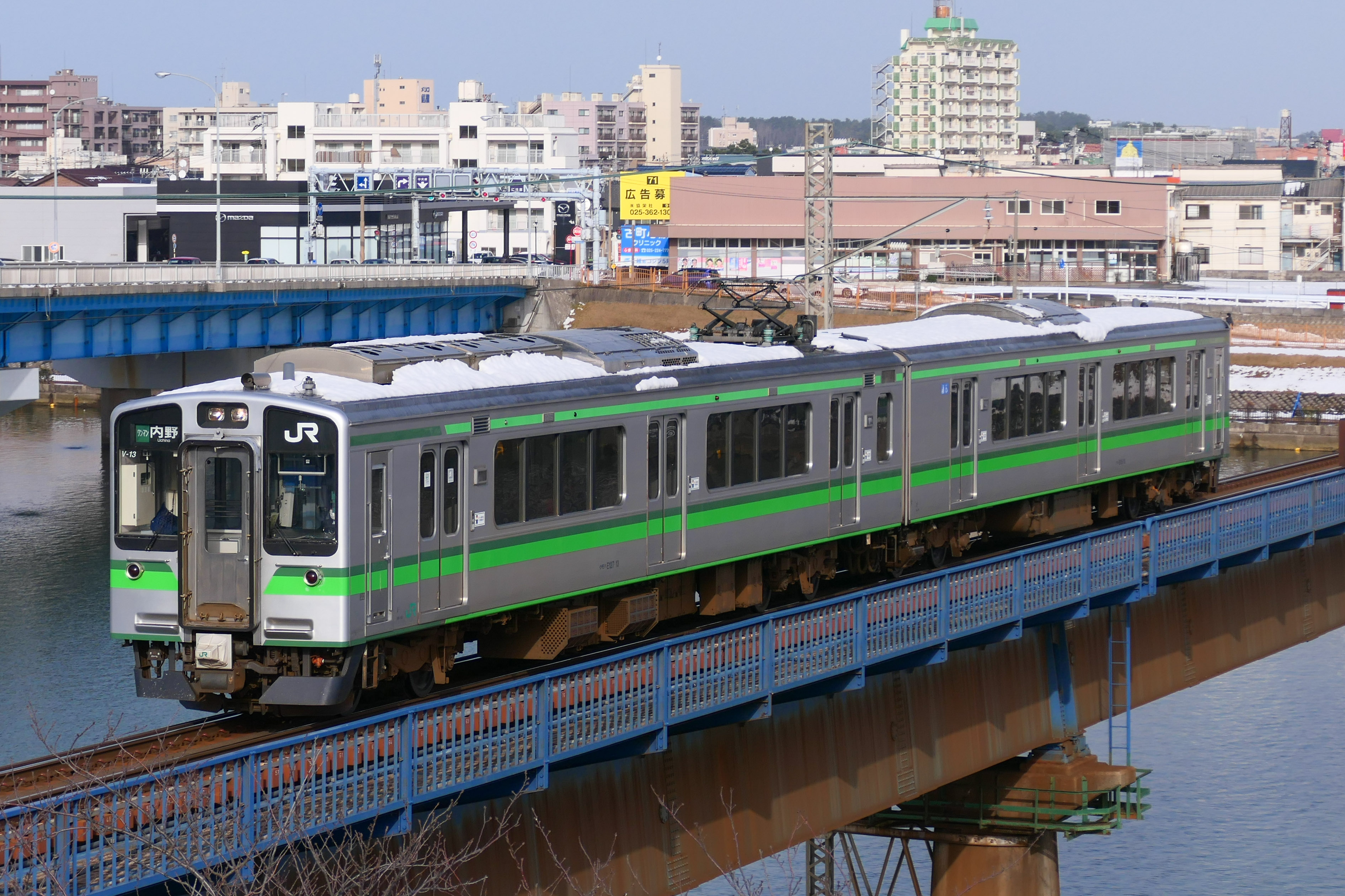
JR東日本E127系

## （参考）近似する車両
以下の車両は明確な意味で通勤形に分類される車両ではないが、近似する車両として以下のものがある。
- 70系客車
旧型客車には明確な用途を定めていないが、基本的にロングシートを主体としている。
- 60系客車の一部
60系客車の一部には座席の一部をロングシートにした車両が存在したほか、和田岬線用の車両は扉を増設したほか、立席重視とした設備に改造している。
- オハ41形・オハフ41形客車
旧型客車には明確な用途を定めていないが、旧二等車からの格下げ車などをロングシートに改造した車両。
- 50系客車
本形式の用途は通勤用であるが、導入先が地方都市であるため、セミクロスシートとしたことから一般形に分類されている。
- キハ26形気動車600番台
キハ26形400番台の座席を一部もしくは全体をロングシートに改造した車両。
- キハ58系気動車の一部
JR西日本に所属する姫新線・播但線用のキハ58系には座席全体をロングシートに改造した5500番台が存在したほか、JR四国に所属する車両は座席の一部をロングシート化・トイレと洗面所を撤去して通勤形化改造車が存在した。
- 123系電車
分類上は近郊形であるが、室内はロングシートであり、JR西日本所属の0番台については103系や105系と混用されたこともある。
- 415系電車500・1500番台
- 211系電車2000・3000・5000番台
- 313系電車2000番台
- 815系電車
- 227系1000番台
分類上は近郊形であるが、これらは105系新造車、107系、323系、701系と同様に3ドアながらロングシートを主体としている。
- E217系電車
普通車については4ドアで209系と主電動機が同一であるものの、編成の一部にセミクロスシート車やグリーン車があるために近郊形に区分されているが[44]、編成の過半数を4ドアロングシート車で占める[注 15]。
- E231系電車
JR東日本では本形式で初めて近郊形電車と通勤形電車の形式上の区別を廃止し[45]、一般形電車として形式・区分を統一したが[46][47]、E231系は系列内で通勤用と近郊用に二分され、装備や仕様が異なっているものの内装のみ通勤形仕様であり、近郊タイプとは運用上の区別がされている。
- E233系電車
雑誌などの記事においては本形式が一般形と分類されているが[48][49][50]、E231系同様、系列内で通勤タイプと近郊タイプが存在し、運用も近郊タイプとは区別がされているが、JR東日本の公式ウェブサイト上の資料では車種が相違しており、通勤形[51][52]・近郊形にも分類されている[53]。
- E235系電車
雑誌記事等では一般形に分類されているが[54]、本形式は山手線用の4ドアロングシート車両であるため、通勤形に近い。なお、JR東日本のプレスリリースでは車種が相違しており、「新型通勤電車」と記載している [55]。
- キハ38形
- キハE130系気動車100番台
- キハ25形1000番台・1100番台
- キハ200系500・1500番台
分類上は一般形であるが、これらはキハ35系と同様に3ドアながらロングシートを主体としている。

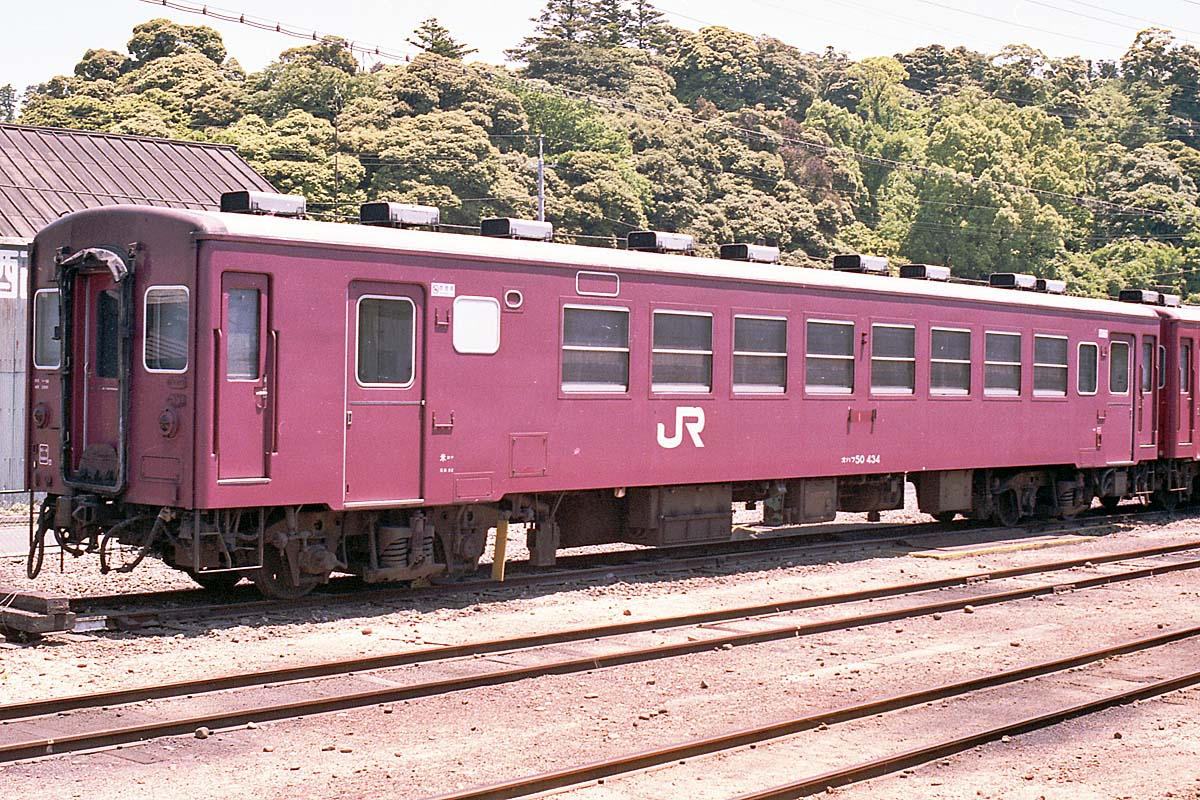
日本国有鉄道50系
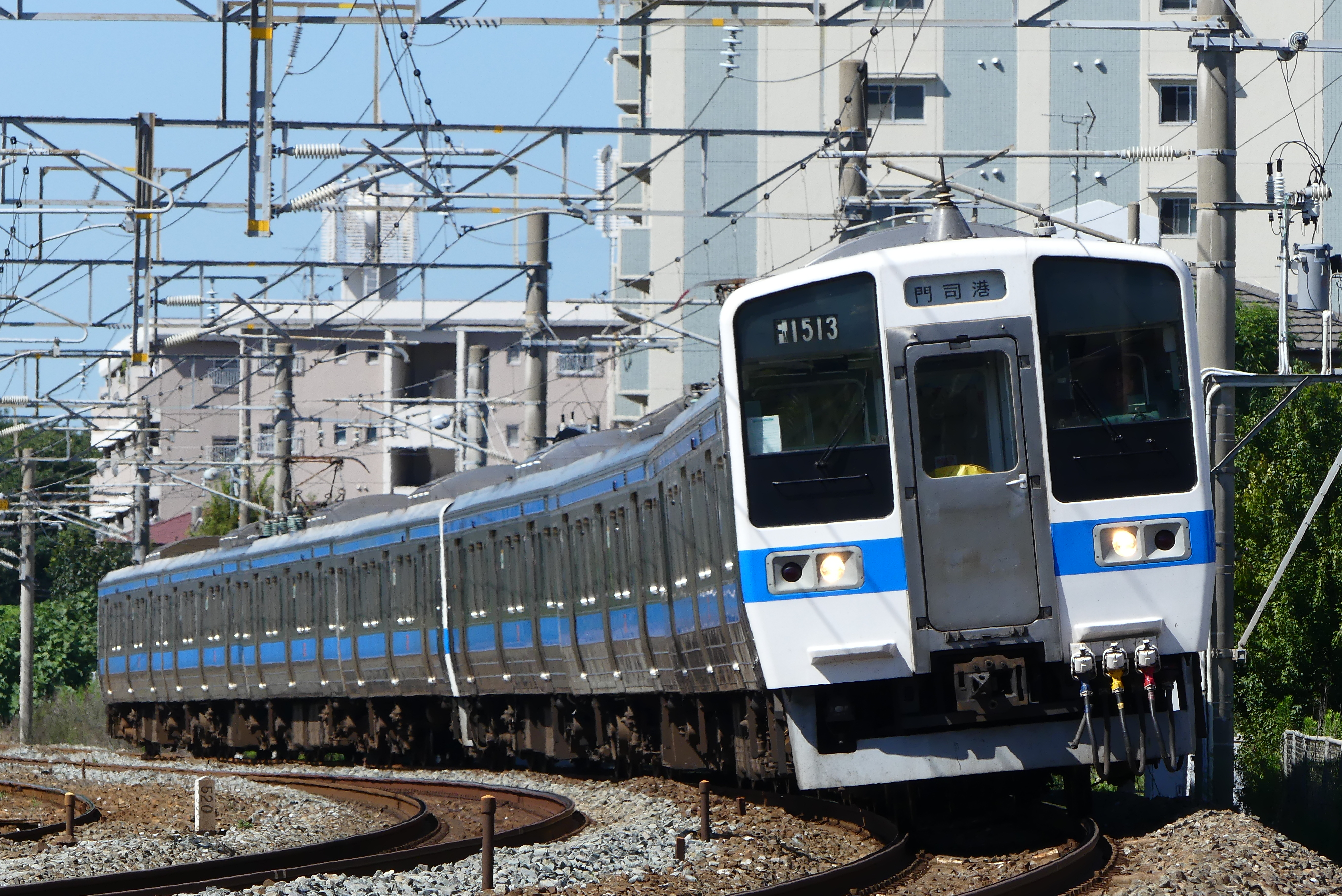
日本国有鉄道415系1500番台
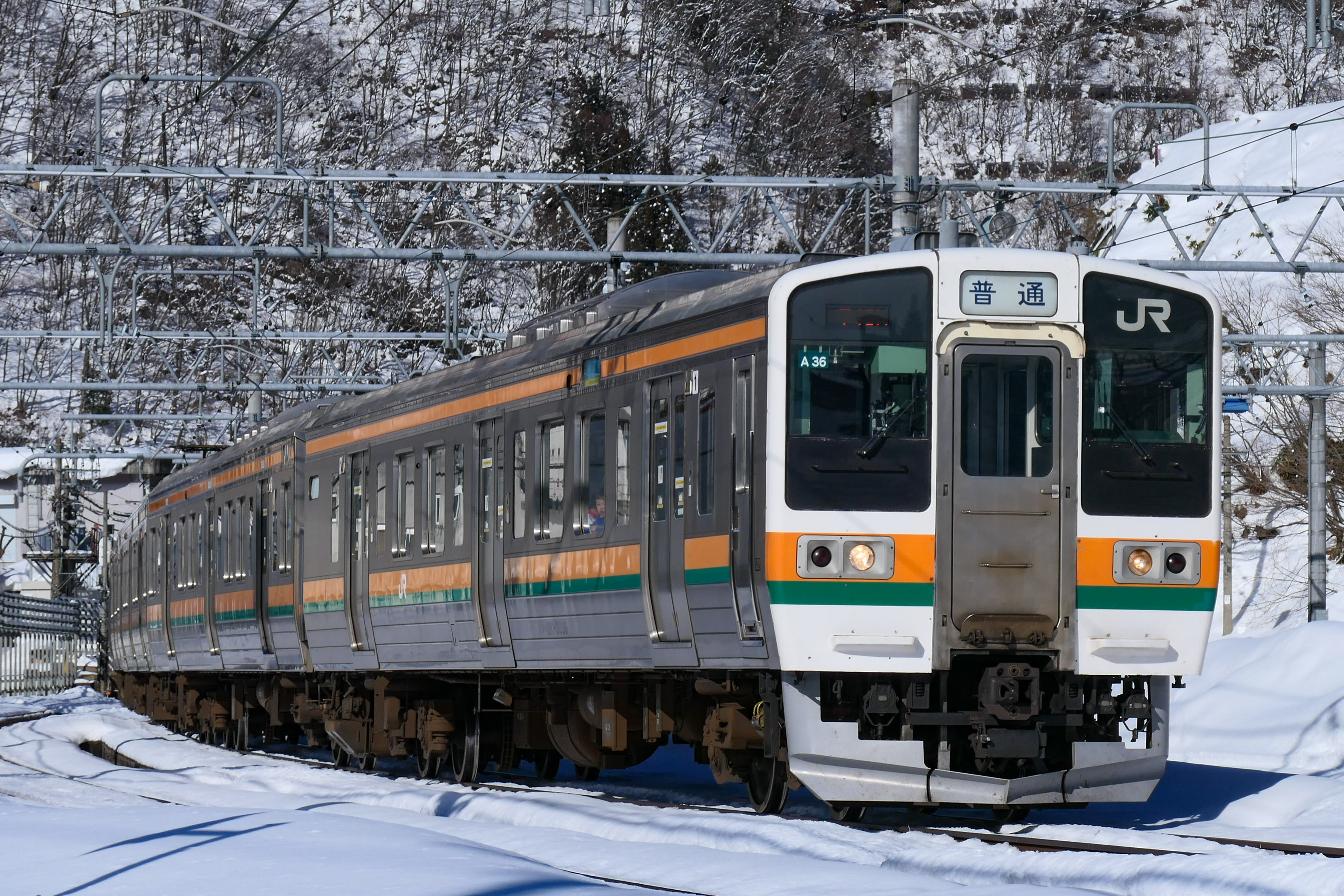
日本国有鉄道211系3000番台
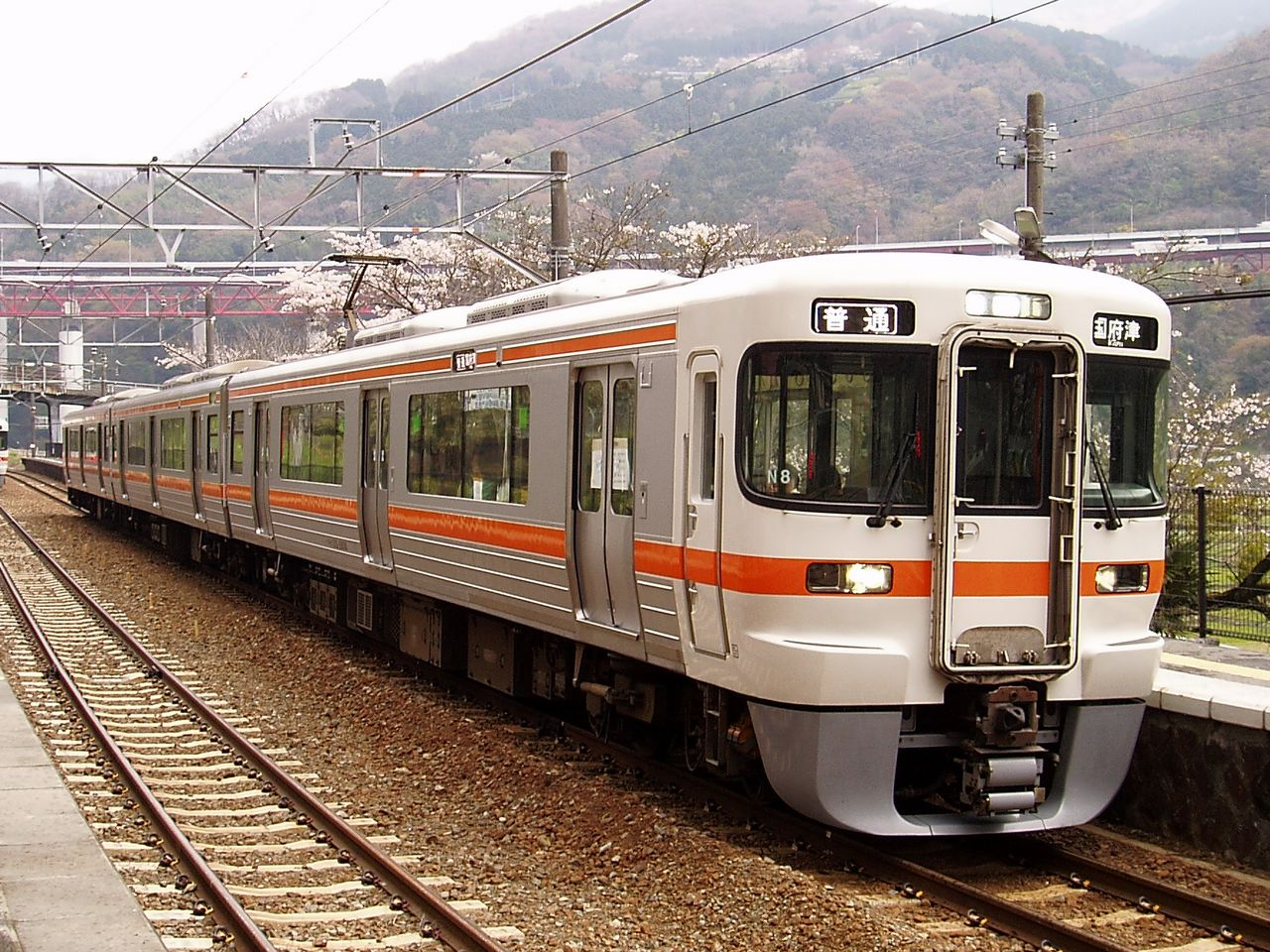
JR東海313系2000番台
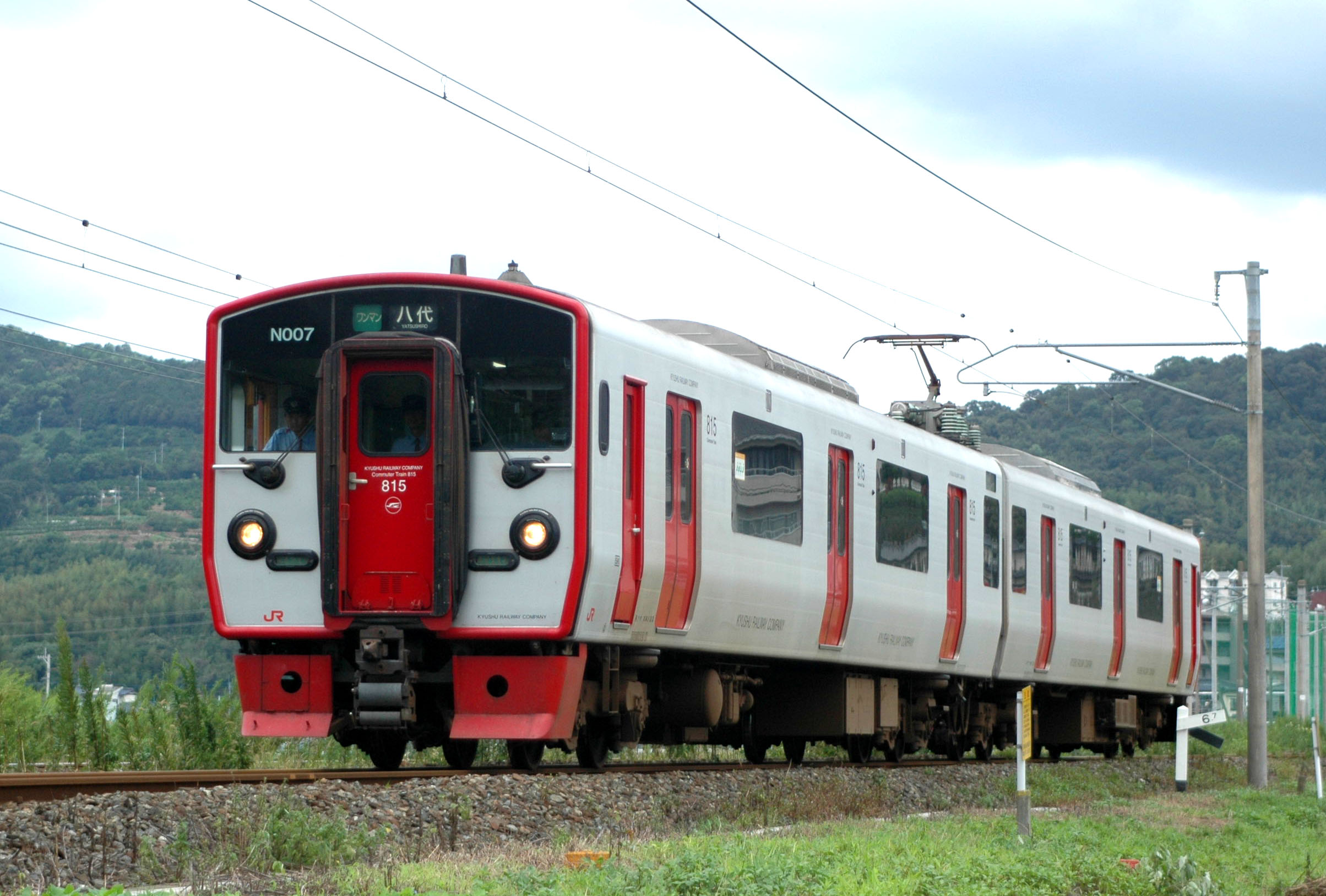
JR九州815系
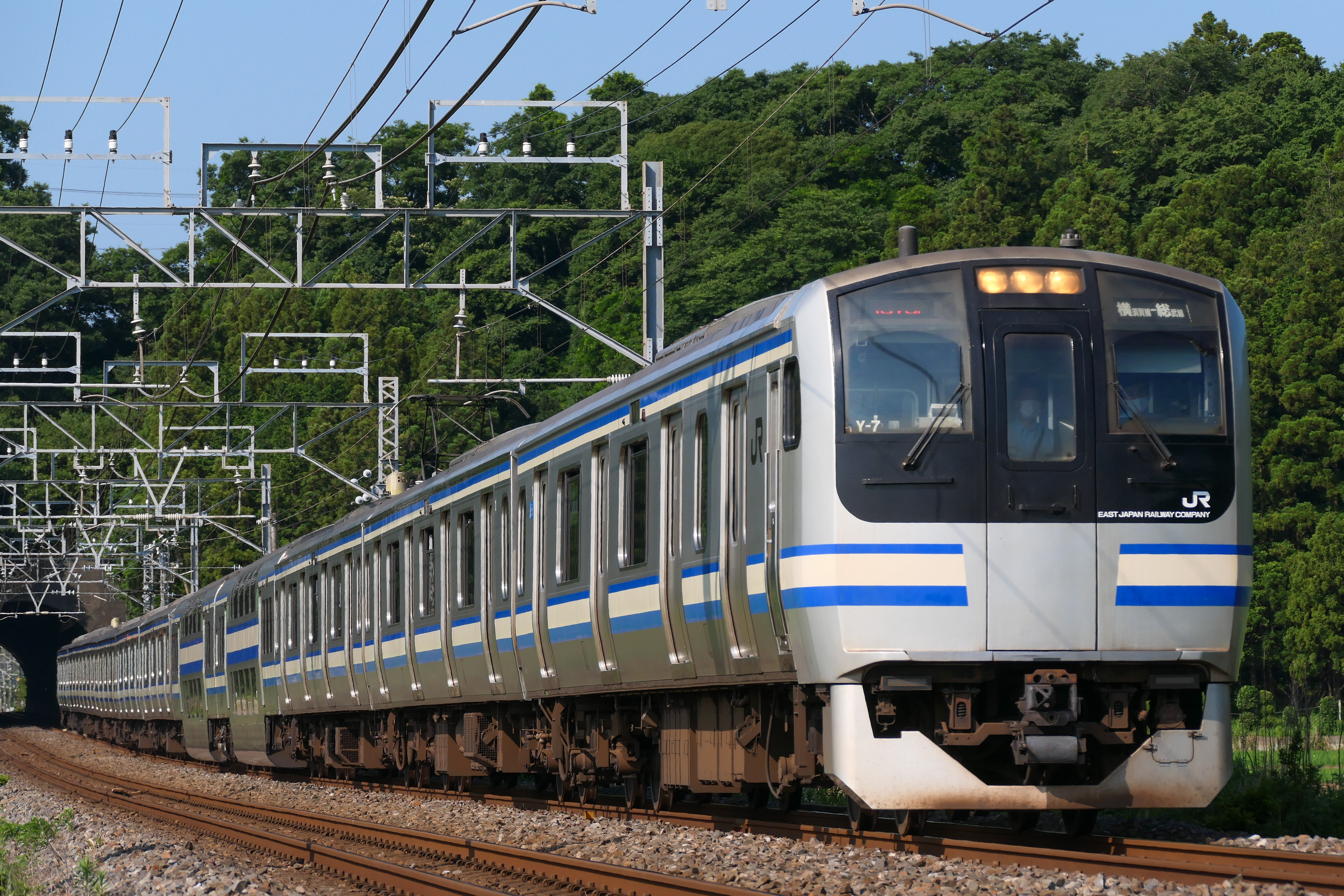
JR東日本E217系
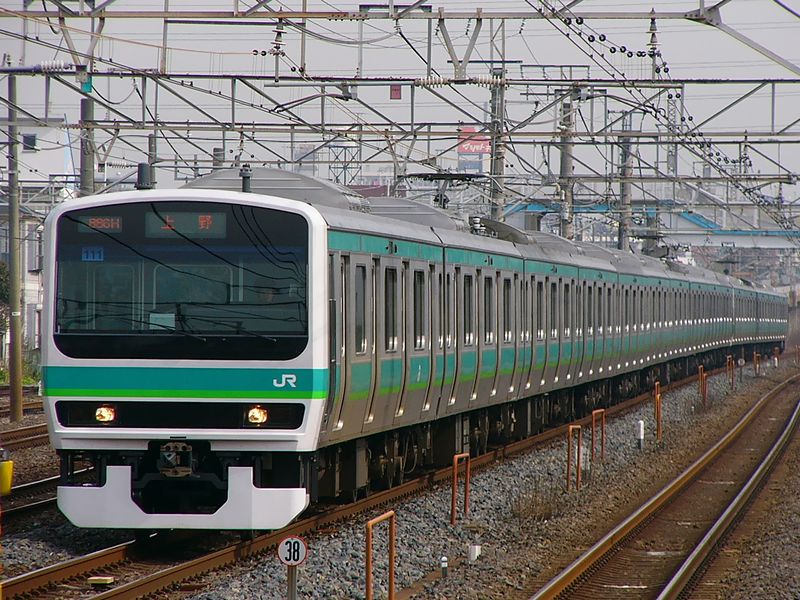
JR東日本E231系0番台
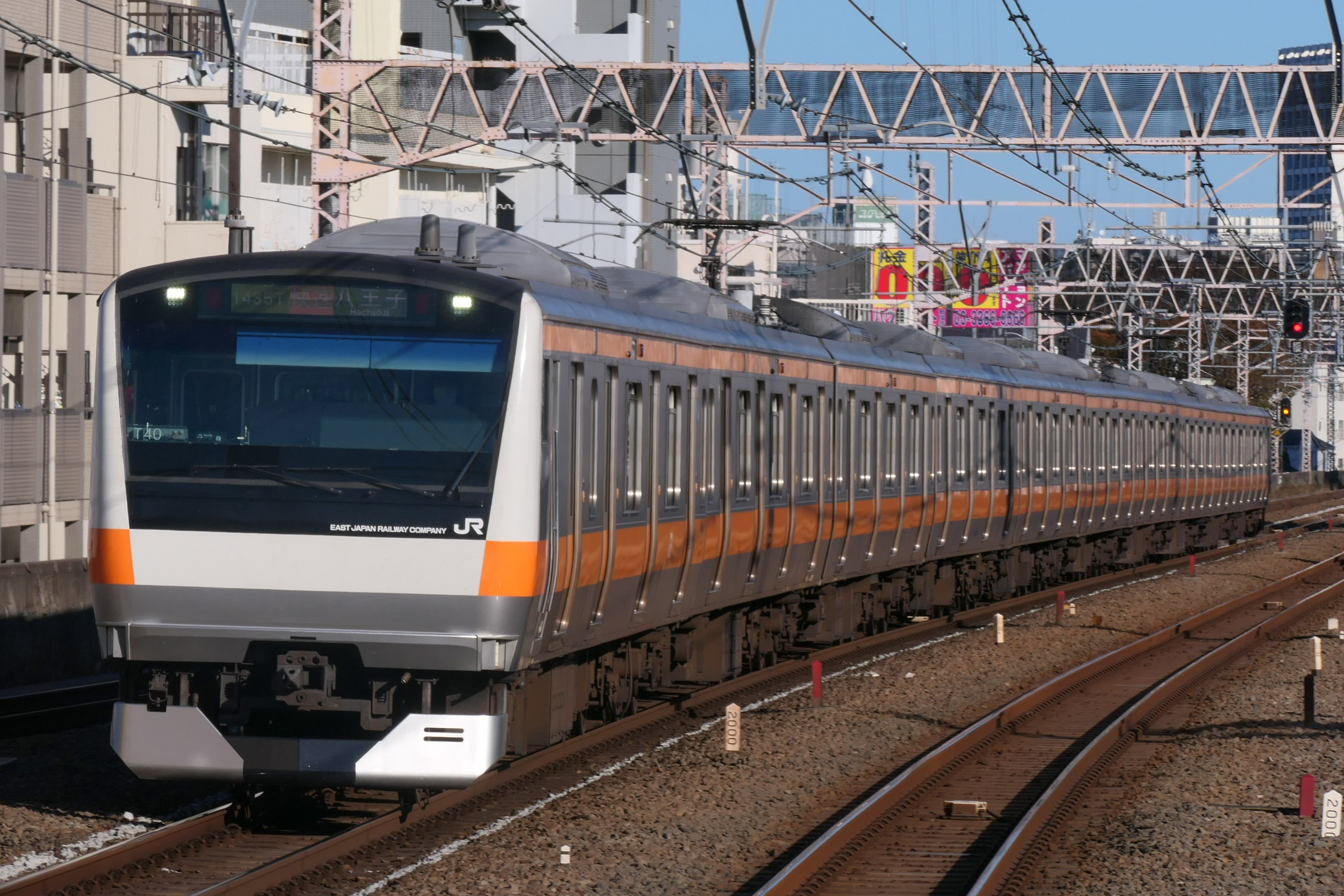
JR東日本E233系（通勤タイプ）
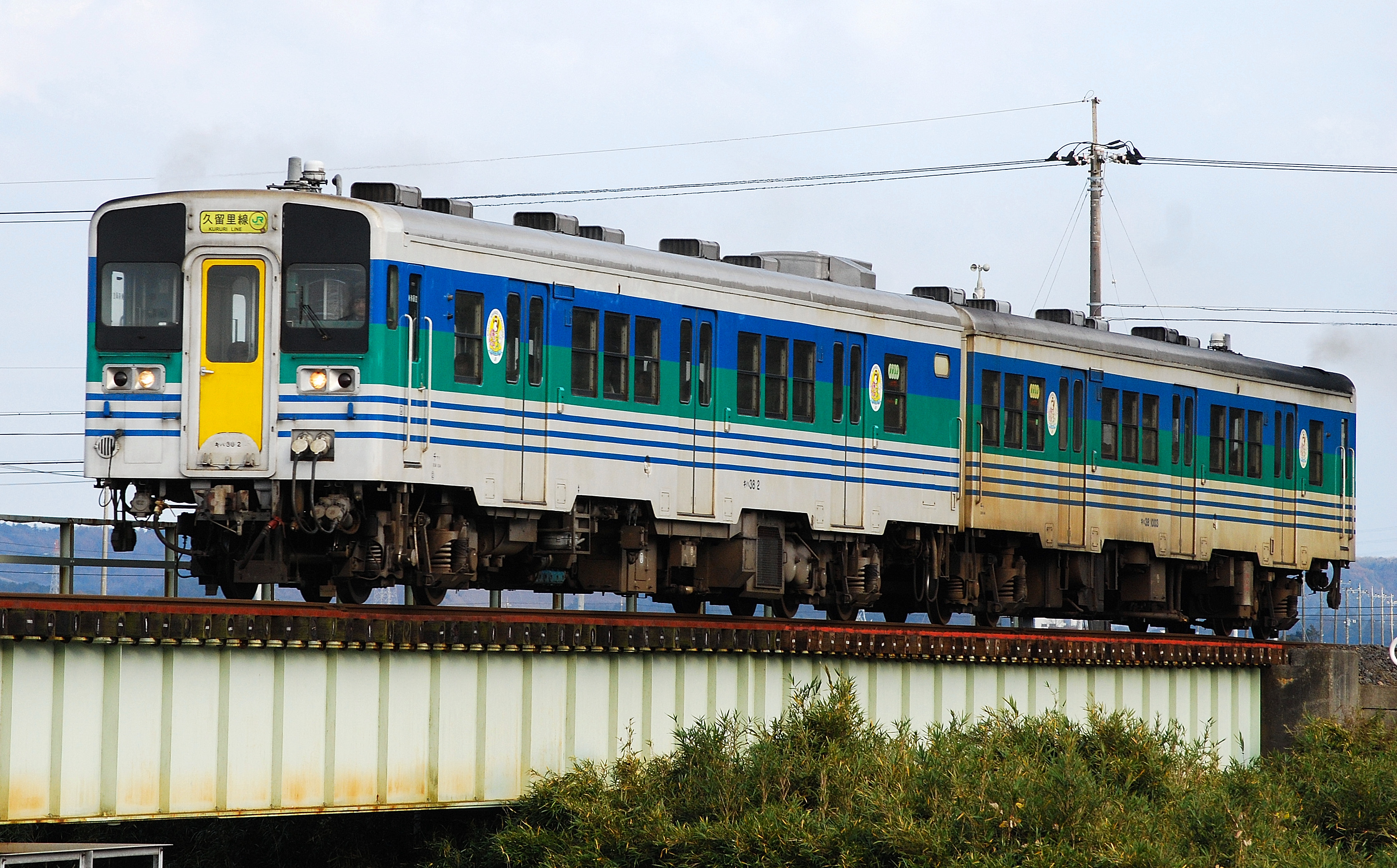
日本国有鉄道キハ38形（久留里線色）
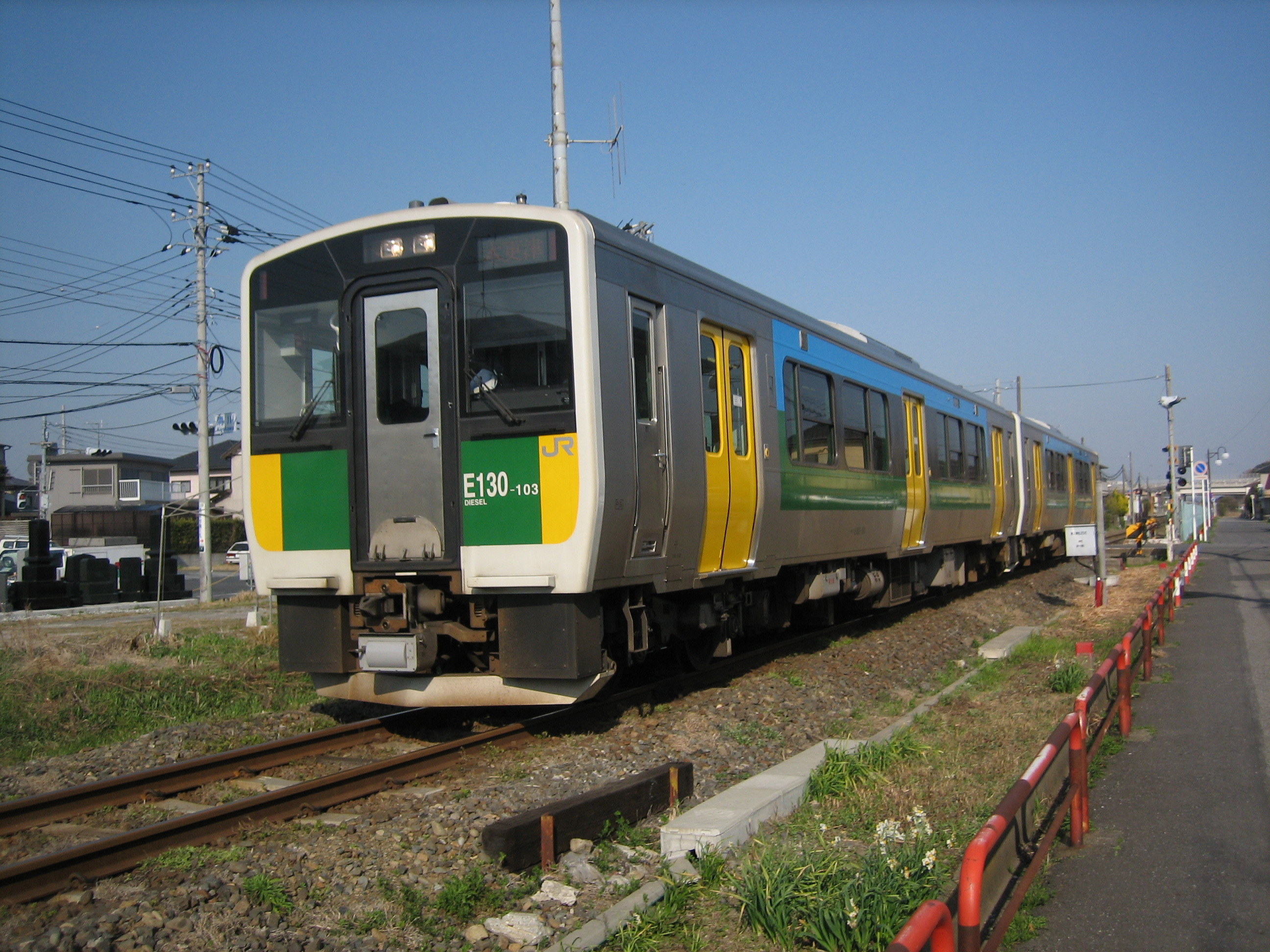
JR東日本キハE130系100番台

## 日本国外の通勤形車両

### 韓国
韓国においては日本のJRと同じく20m級4ドアの通勤形車両が主流である。

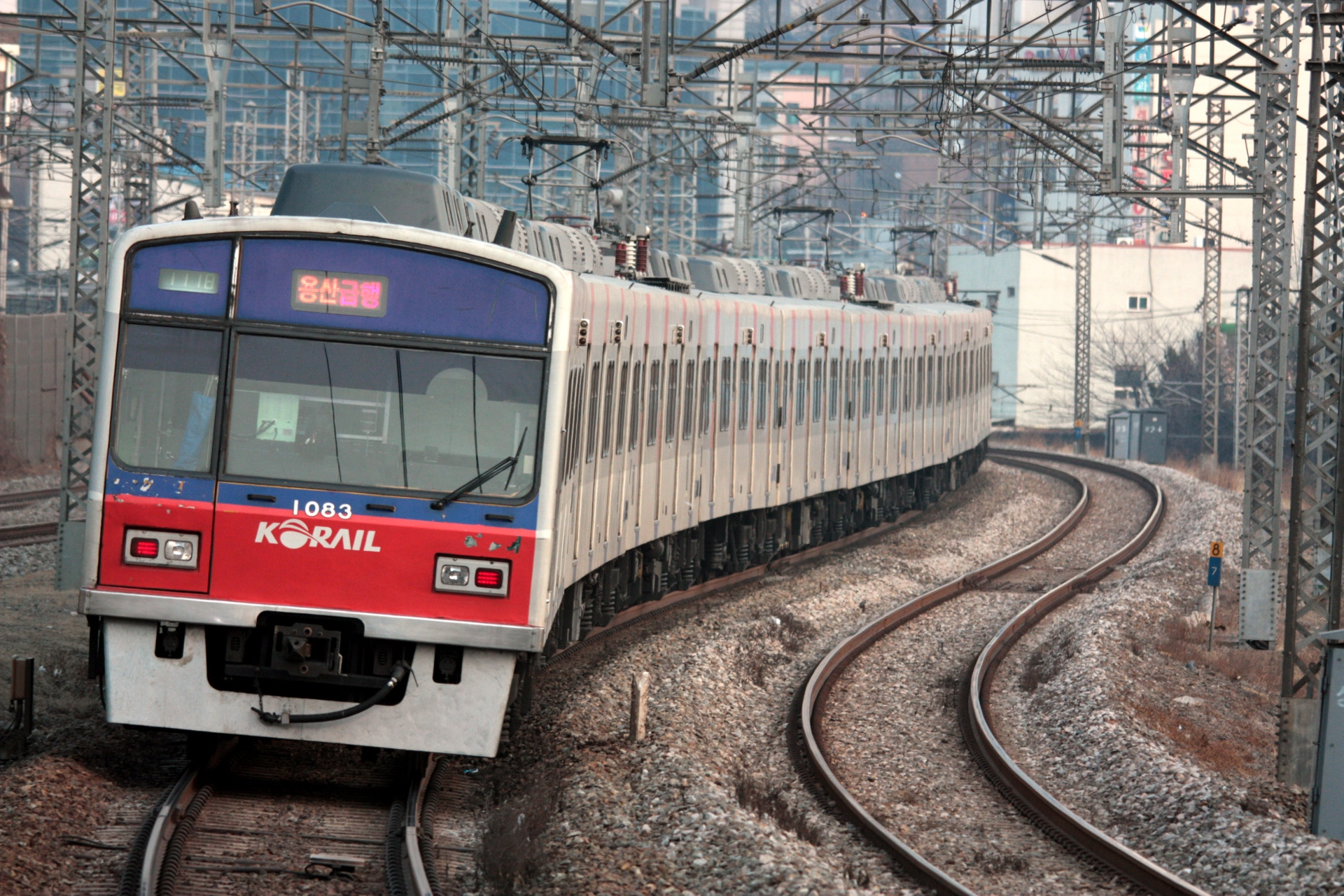
韓国鉄道公社1000系
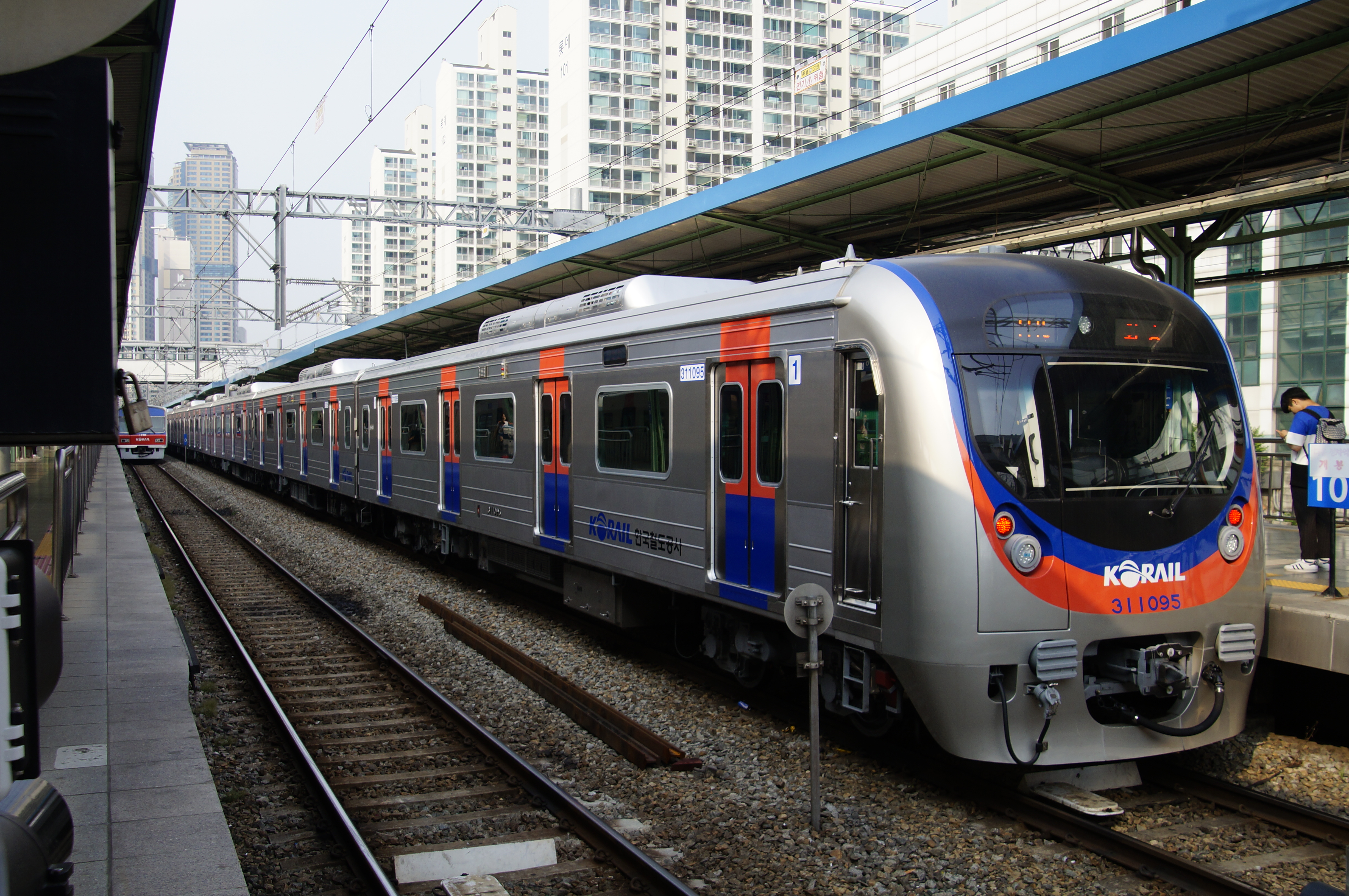
韓国鉄道公社311000系 （4代）

### 台湾
台湾の普通列車は電化後も長らく客車が使われていたが、1990年に2ドアながらロングシートとしたEMU400型を導入した。4両編成を基本とし、中間車にはトイレを備える。EMU500型では3ドアとなり、後継車両であるEMU600型にも受け継がれた。区間快車（日本の快速列車に相当）用のEMU700型では8両編成を基本とし、車内もセミクロスシートとなり、後継車両であるEMU800型にも受け継がれている。

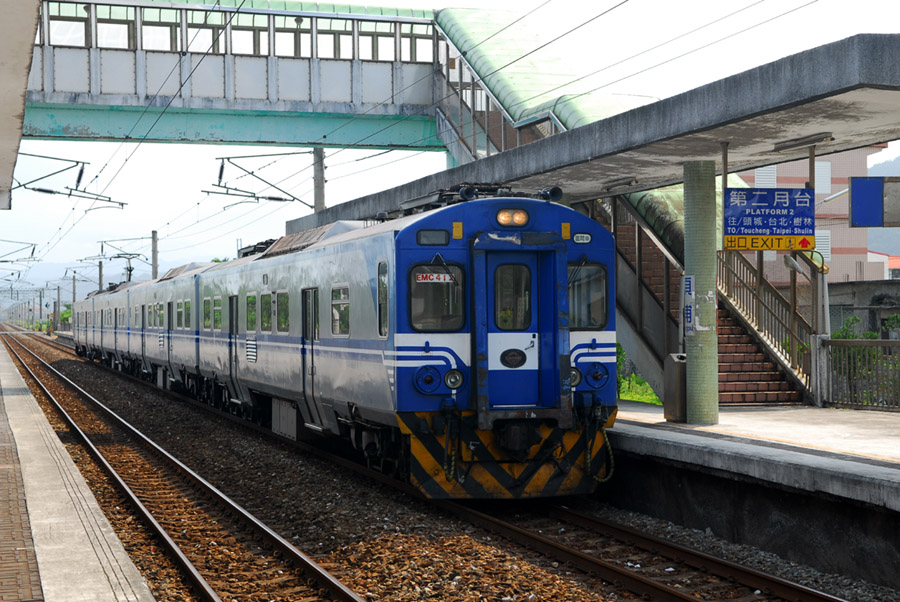
EMU400型
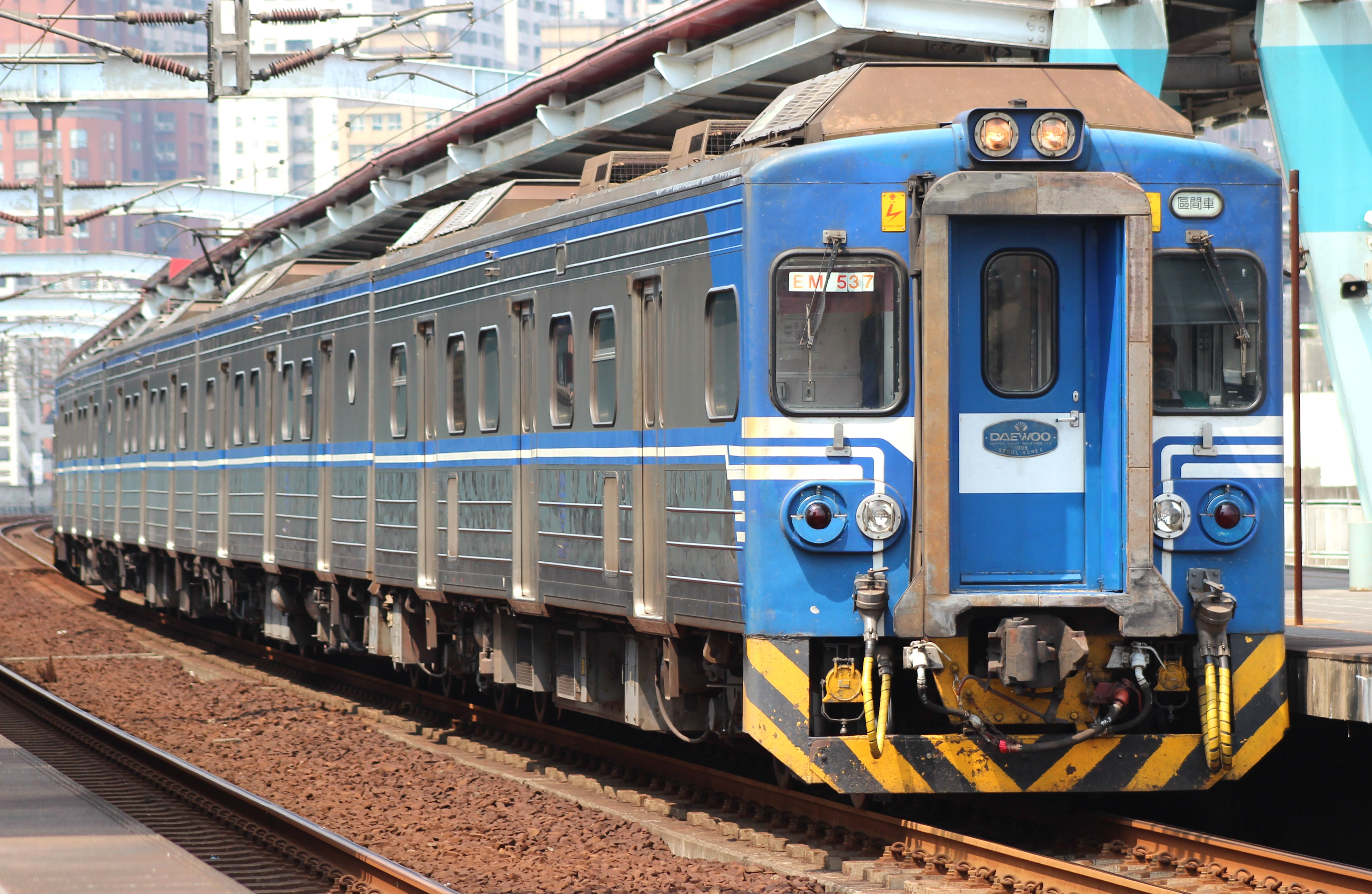
EMU500型
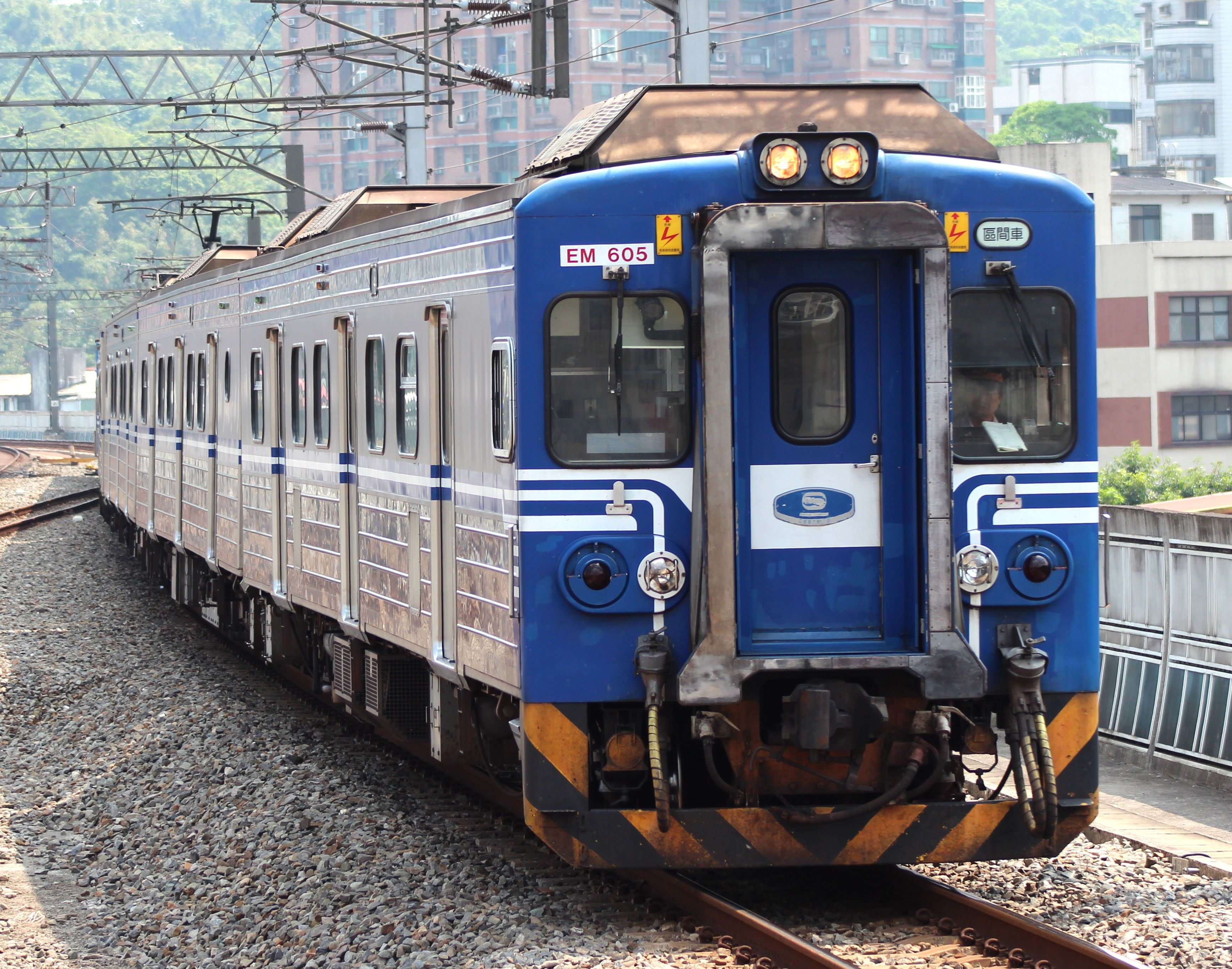
EMU600型
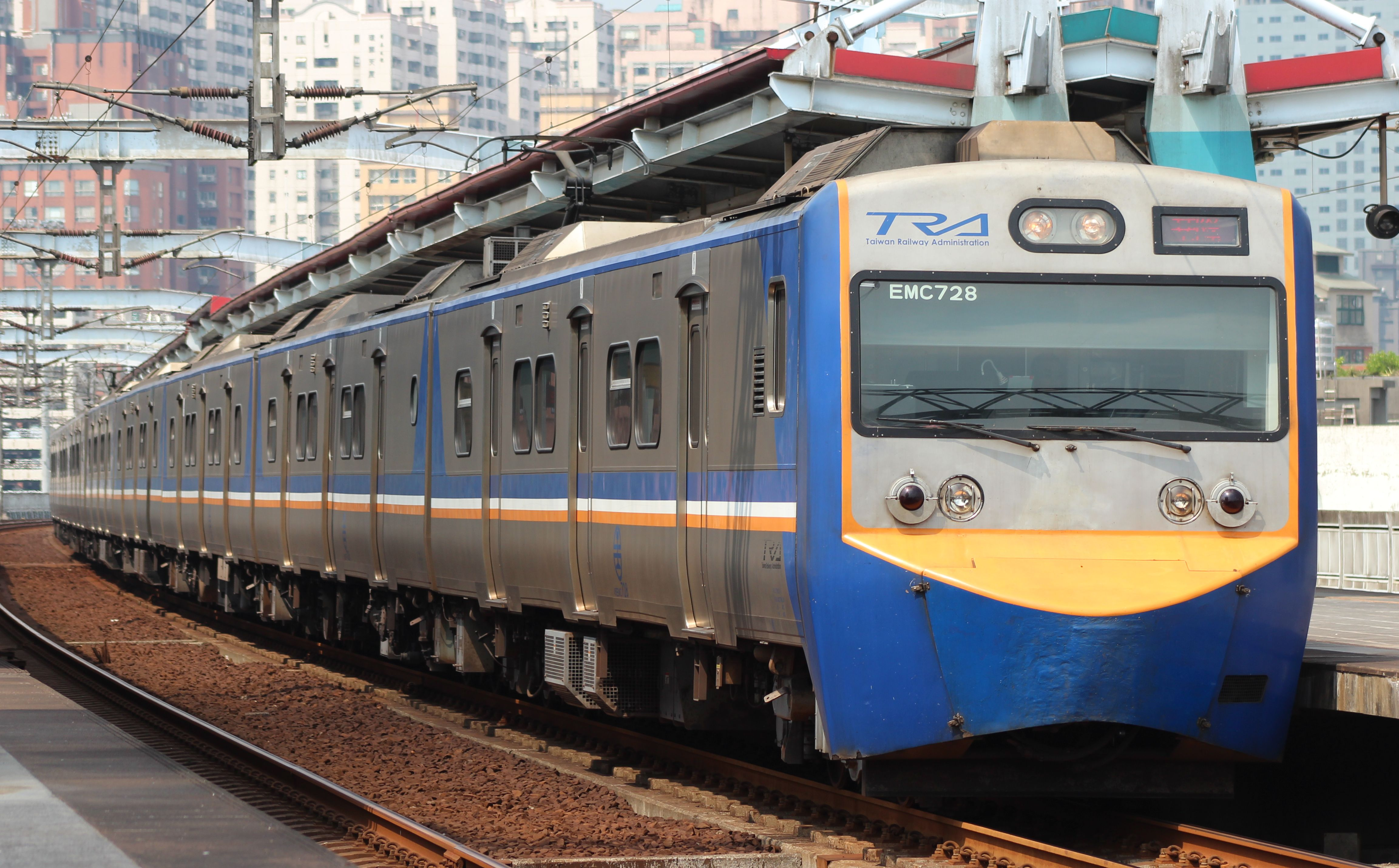
EMU700型
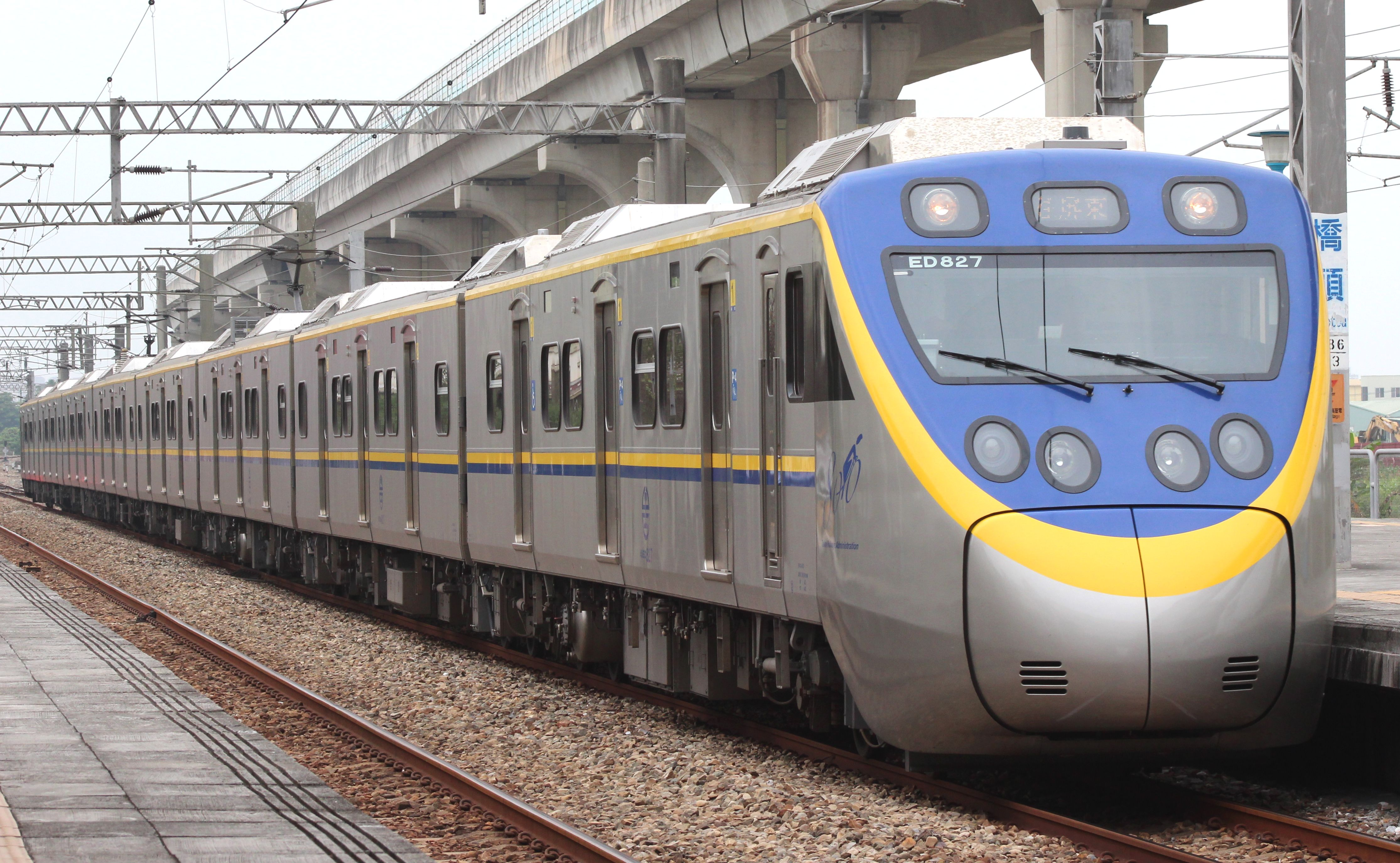
EMU800形

### 欧米

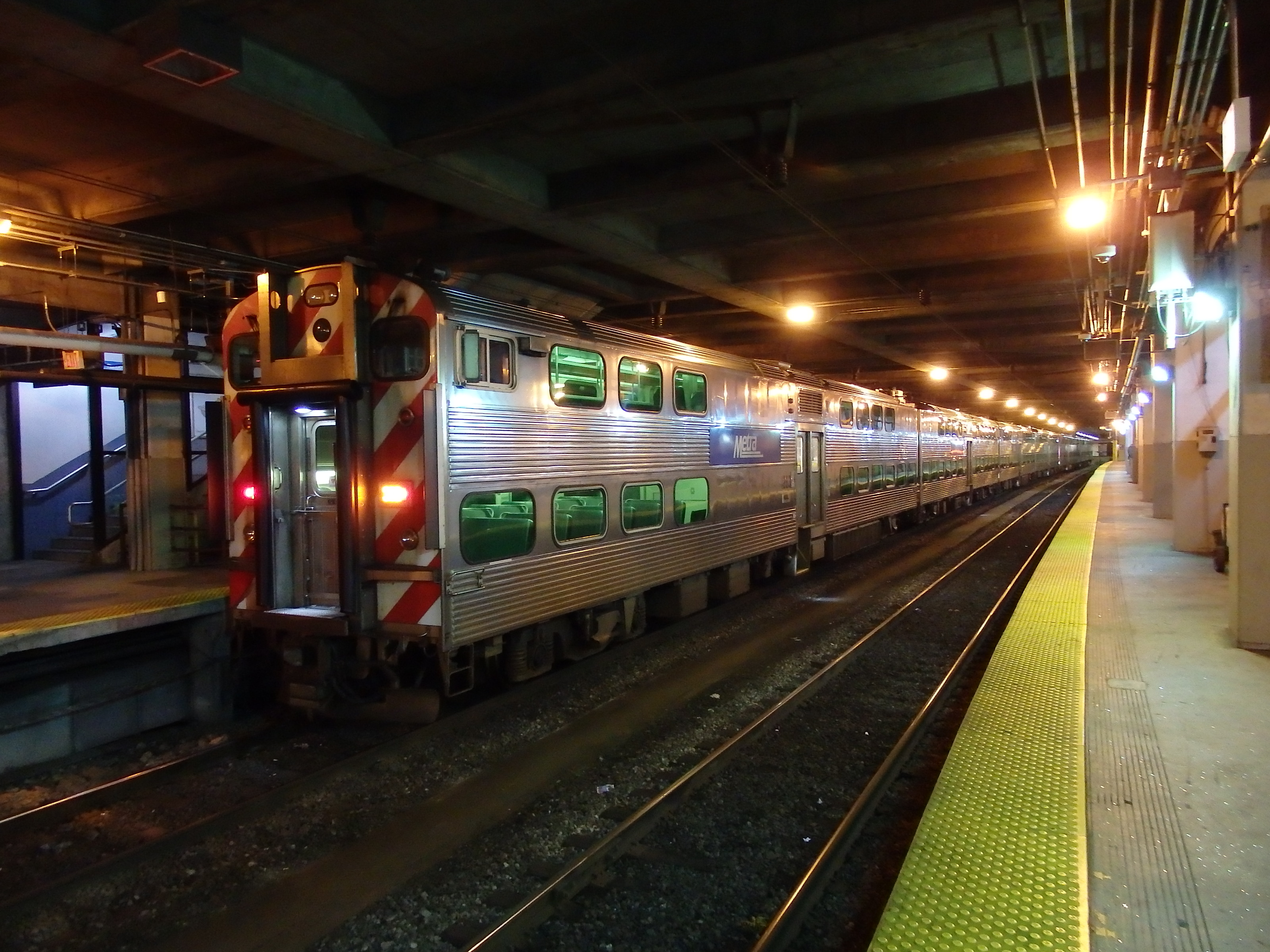
シカゴ・メトラのハイライナー電車

欧米では通勤は着席を基本としているため、2階建車両が主流である。ただし、全く2階建車両が走っていない路線も数多く存在する。